# Rot (Haarfarbe)

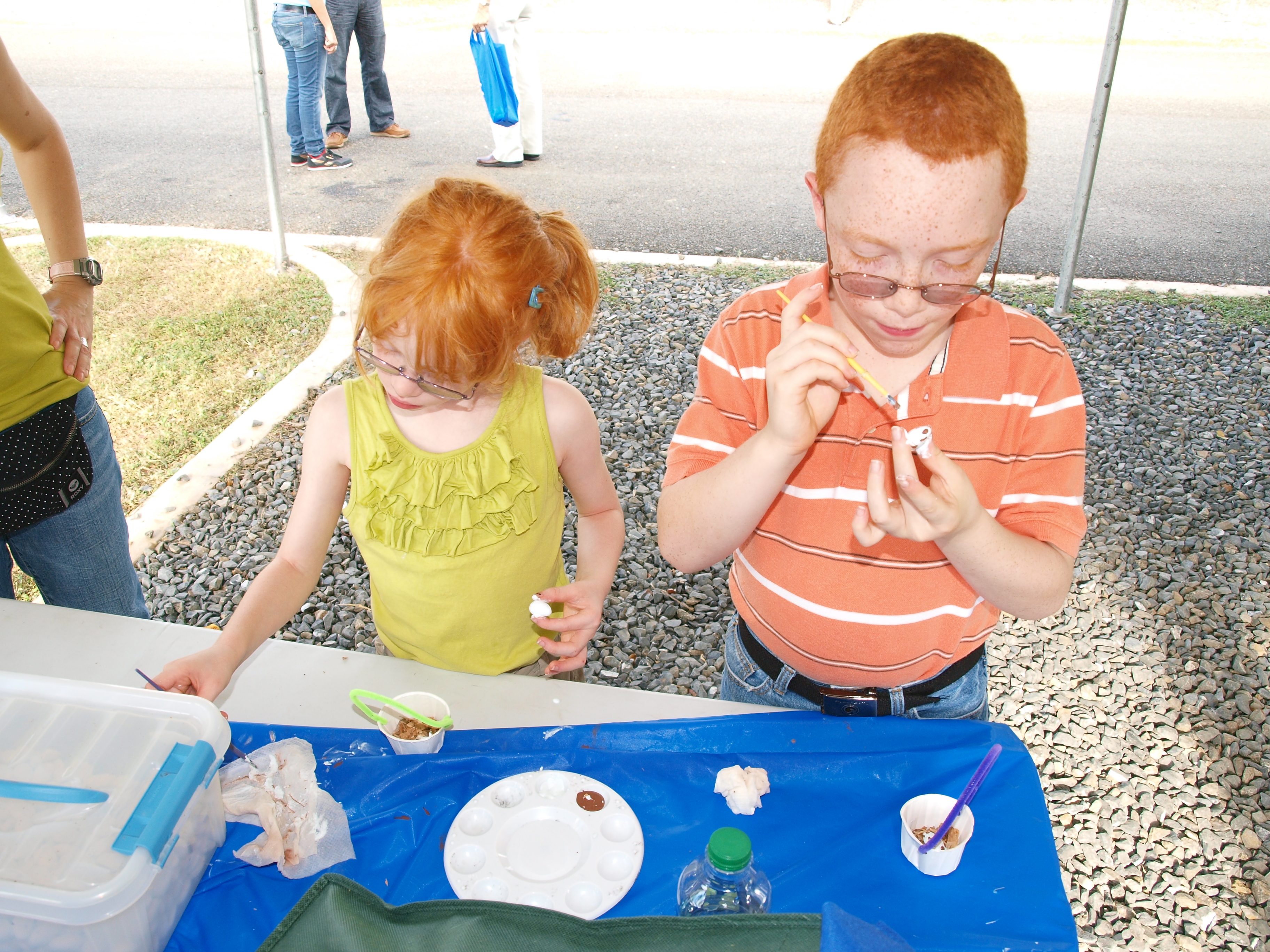
Kinder mit rotem Haar

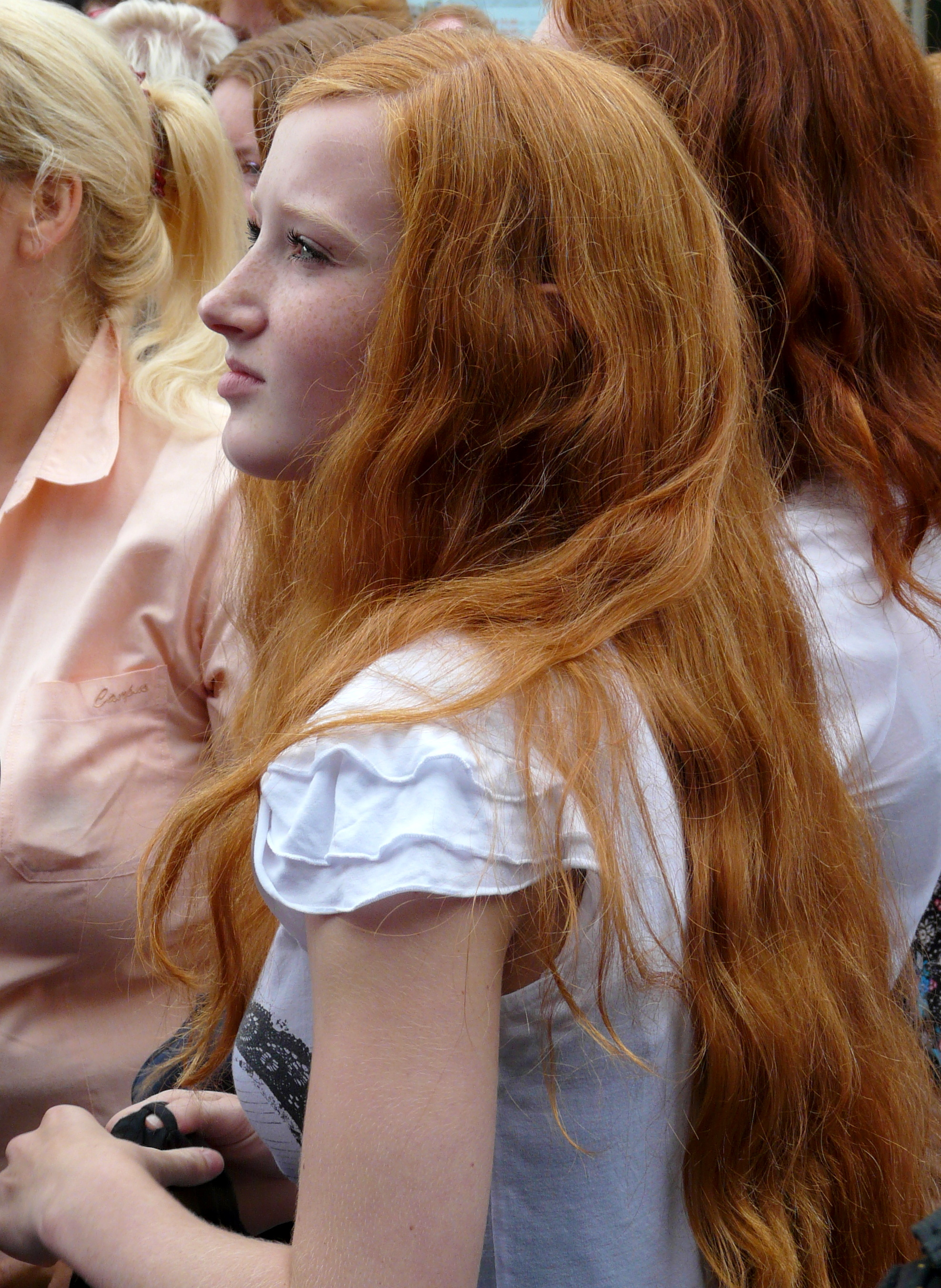
Zwei Mädchen mit rotblondem und dunkelrotem Haar, Breda 2011

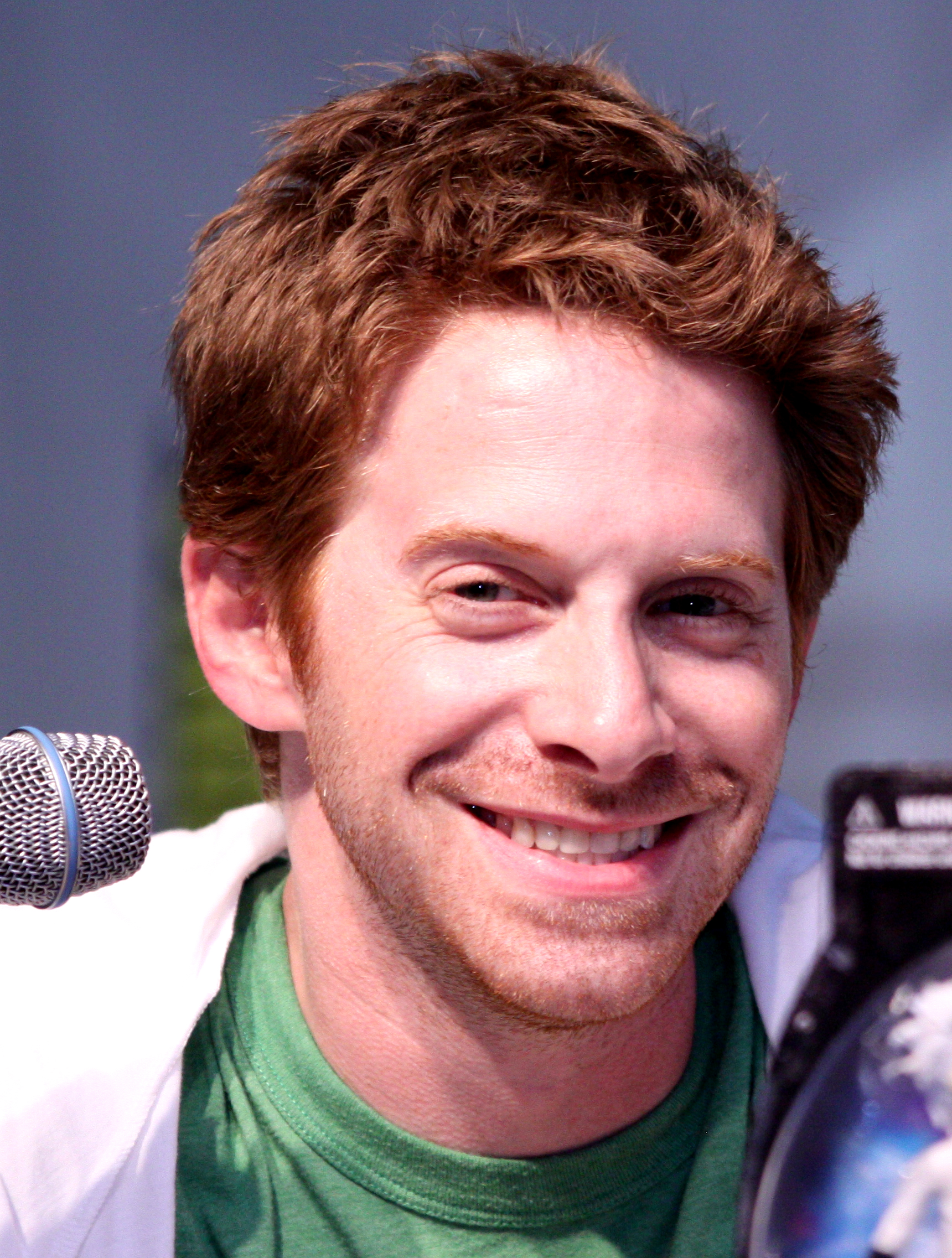
Der Schauspieler Seth Green, 2010

Rot ist eine Haarfarbe, die von dunklem Mahagonibraun über Kupferrot und Orange bis zu rötlichen Goldtönen variieren kann. Die hellen Varianten nennt man Rotblond. Die Übergänge in Richtung Kastanienbraun auf der einen Seite und Goldblond auf der anderen Seite sind fließend. Genaue Definitionen und Bezeichnungen der diversen Farbvariationen sind nicht immer ganz einfach und können besonders in den aufgezeigten Randbereichen sowohl kulturell als auch individuell differieren, wie auch die Wahrnehmung anderer Haar- und Augenfarben je nach Umfeld anders ausfallen kann (so wird die gleiche Haarfarbe in südlichen Ländern oft als heller wahrgenommen als etwa in Nordeuropa oder Norddeutschland).
Die Anlage für rotes Haar wird Rutilismus genannt. Nur etwa ein bis zwei Prozent der Weltbevölkerung haben naturrotes Haar. Die häufigste Ursache ist eine Variation auf dem Chromosom 16, die zu einer Veränderung des Proteins MC1R führt (eines Melanocortinrezeptors). Anstatt des dunkleren Melanins befindet sich infolgedessen Phäomelanin in Haut, Haaren und Augen. Die empfindlichere helle Haut verträgt nur wenig oder kaum Sonneneinstrahlung und neigt vermehrt zu Sonnenbrand und Sommersprossenbildung. In puncto Lichtempfindlichkeit sind viele Rothaarige im Vergleich zu Personen anderer Haarfarben daher dem Albinismus vergleichsweise nah.
Rötliches Haar, vor allem eines Rotblondtones, kann mit der Zeit nachdunkeln, wenn auch meistens nicht so stark wie blondes Haar. Rothaarige Menschen haben somit als Kinder häufig etwas helleres Haar als im Erwachsenenalter; die Haarfarbe kann dann unter Umständen auch etwas matter und weniger leuchtend wirken. Rothaarige ergrauen meistens wesentlich später als Dunkelhaarige, oft erst mit weit über 50 Lebensjahren.
Die Gesichts- und Körperbehaarungen rothaariger oder rotblonder Menschen stimmen nicht immer in der Farbe mit dem Haupthaar überein, beispielsweise können Augenbrauen oder Wimpern dunkler oder heller sein. Bei Männern kann auch das Phänomen eines roten oder rötlichen Bartes auftreten, obgleich die Haupthaarfarbe anders ist (z. B. blond, dunkelblond oder braun). Das wohl berühmteste Beispiel hierfür ist Kaiser Friedrich I., der wegen seines roten Bartes als Barbarossa („Rotbart“) in die Geschichte einging.
Bei manchen Menschen, die von Natur aus eigentlich anderer Haarfarbe sind, besonders bei einigen Brünetten, zeigt sich bei Sonnenschein oder speziellen Lichtverhältnissen ein rötlicher Schimmer auf dem Haar – hier spricht man jedoch nicht von „rotem Haar“.
Auch im Tierreich kommen verschiedene Rotfärbungen der Haare vor, etwa bei Eichhörnchen, Rehen, Füchsen, Pferden, Katzen, Hunden. Bei Säugetieren spricht man von der Fellfarbe.

## Begriff

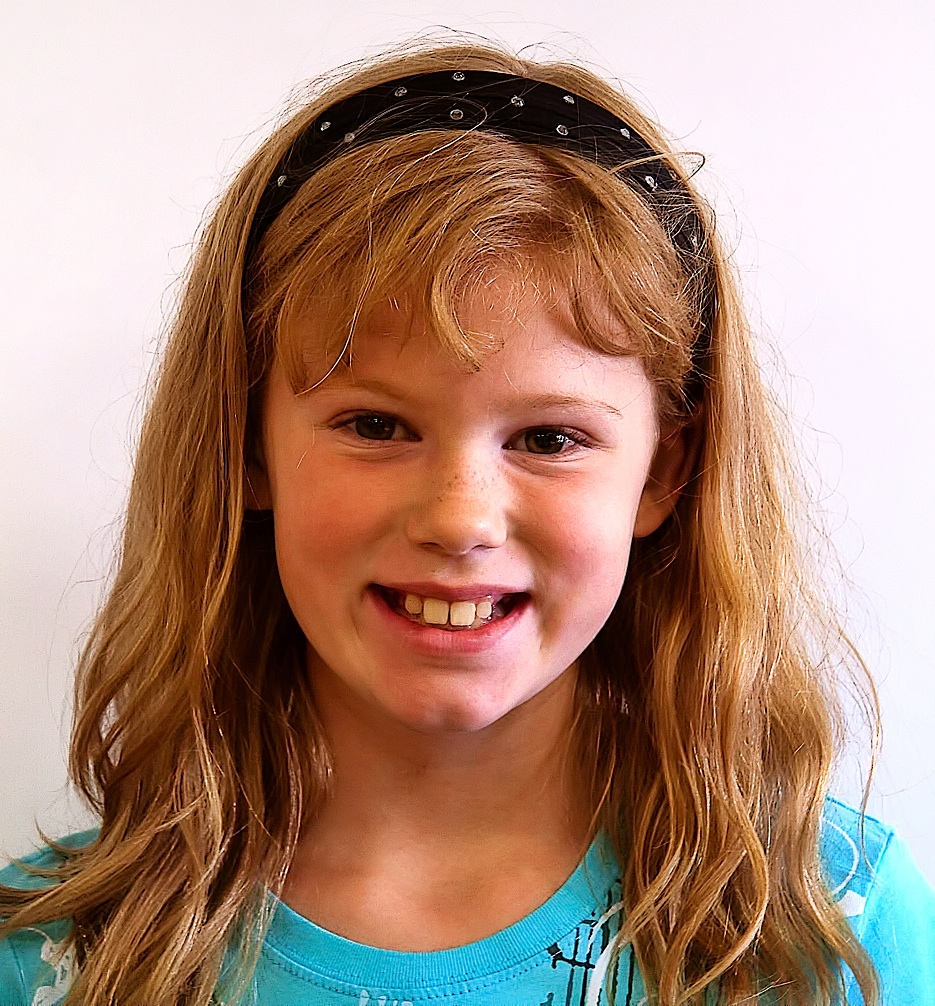
Ein rötliches Blond heißt im Englischen strawberry blond („erdbeerblond“)

In der deutschen Sprache wird die Benennung der roten Haarfarbe nicht von der Farbe Rot unterschieden. In einigen anderen Sprachen gibt es hingegen unterschiedliche Wörter für die Farbe und die Haarfarbe, so ist etwa das französische Wort für die Farbe Rot rouge, während die Haarfarbe als roux, im Femininum als rousse bezeichnet wird. Ähnlich nennt man im Portugiesischen die Haarfarbe ruivo, die Farbe Rot dagegen vermelho oder encarnado. Im Kölschen Dialekt heißt rothaarig fuss oder fussich (eigentlich: fuchs(farben), fuchsig), entsprechend eine rothaarige Person Fussiger oder Fussige, auch Fusskopp oder Fussköpp (Fuchskopf, Rotschopf), ein rothaariges Kind ist ein Füsschen (Füchschen).
Umgangssprachlich werden im Deutschen sogar helle Rotblond-Töne oder ein kastanienbraunes Haar mit nur geringem Rotanteil oft undifferenziert rot genannt. Im Englischen können verschiedene rötliche Haarfarben sprachlich teilweise deutlich voneinander unterschieden werden, so bezeichnet der Ausdruck strawberry blond (wörtlich „erdbeerblond“) einen Blondton, der nur einen ganz geringen rötlichen Stich aufweist. Sehr dunkles rotes Haar heißt englisch auburn; es kommt in südlichen Ländern, wie Italien oder Spanien, aber auch in Nordafrika oder Asien, häufiger vor als im Norden. Mit ginger („Ingwer“) wird eine Haarfarbe bezeichnet, die in Richtung Orange tendiert, doch wird die Bezeichnung auch verallgemeinernd für rotes Haar benutzt und ist tendenziell negativ besetzt.
In der Renaissance hatte man (besonders in Italien) eine Vorliebe für rötlich-blondes oder rotgoldenes Haar, daher stammt der Ausdruck „tizianrot“.

## Verbreitung

### Deutschland
In einer stichprobenhaften Befragung über natürlich vorkommende Haarfarben in Deutschland, an der mehr als 9000 Personen (ca. 73 Prozent Frauen und 27 Prozent Männer) teilnahmen, konnten die Probanden selber ihre Natur-Haarfarbe einstufen, unter anderem auch als „rot“, „rotblond“ oder „rotbraun“. Bei einer Zusammenfassung dieser drei Haarfarben und einer Aufteilung Deutschlands in drei Regionen ergibt sich folgendes Bild:
- In Norddeutschland (Schleswig-Holstein, Hamburg, Bremen, Niedersachsen, Mecklenburg-Vorpommern) wählten 6,1 % der Frauen und 3,1 % der Männer eine dieser drei Haarfarben (also insgesamt 4,6 %);
- in Mitteldeutschland waren es 5,7 % der Frauen und 4,0 % der Männer (insgesamt 4,85 %);
- in Süddeutschland (Baden-Württemberg, Bayern) waren es 4,8 % der Frauen und 2,6 % der Männer (insgesamt 3,7 %).

Bei einer Aufschlüsselung nach den drei einzelnen Farben ergeben sich für die drei Regionen folgende Zahlen:
- Als „rot“ stuften sich ein
  - im Norden: 1,0 % der Frauen und 1,0 % der Männer (insgesamt 1 %)
  - in der Mitte: 0,9 % der Frauen und 0,6 % der Männer (insgesamt 0,75 %)
  - im Süden: 1,1 % der Frauen und 0,4 % der Männer (insgesamt 0,75 %)
- Als „rotblond“ stuften sich ein
  - im Norden: 2,6 % der Frauen und 1,6 % der Männer (insgesamt 2,1 %)
  - in der Mitte: 2,3 % der Frauen und 2,1 % der Männer (insgesamt 2,2 %)
  - im Süden: 2,0 % der Frauen und 1,1 % der Männer (insgesamt 1,55 %)
- Als „rotbraun“ stuften sich ein
  - im Norden: 2,5 % der Frauen und 0,5 % der Männer (insgesamt 1,5 %)
  - in der Mitte: 2,5 % der Frauen und 1,3 % der Männer (insgesamt 1,9 %)
  - im Süden: 1,7 % der Frauen und 1,1 % der Männer (insgesamt 1,4 %)

Aus diesen Werten ergibt sich außerdem ein ganz leichtes Gefälle in Richtung Süden, d. h. innerhalb Deutschlands nimmt die Anzahl rothaariger Menschen von Norden nach Süden hin tendenziell leicht ab.

### Weltweit

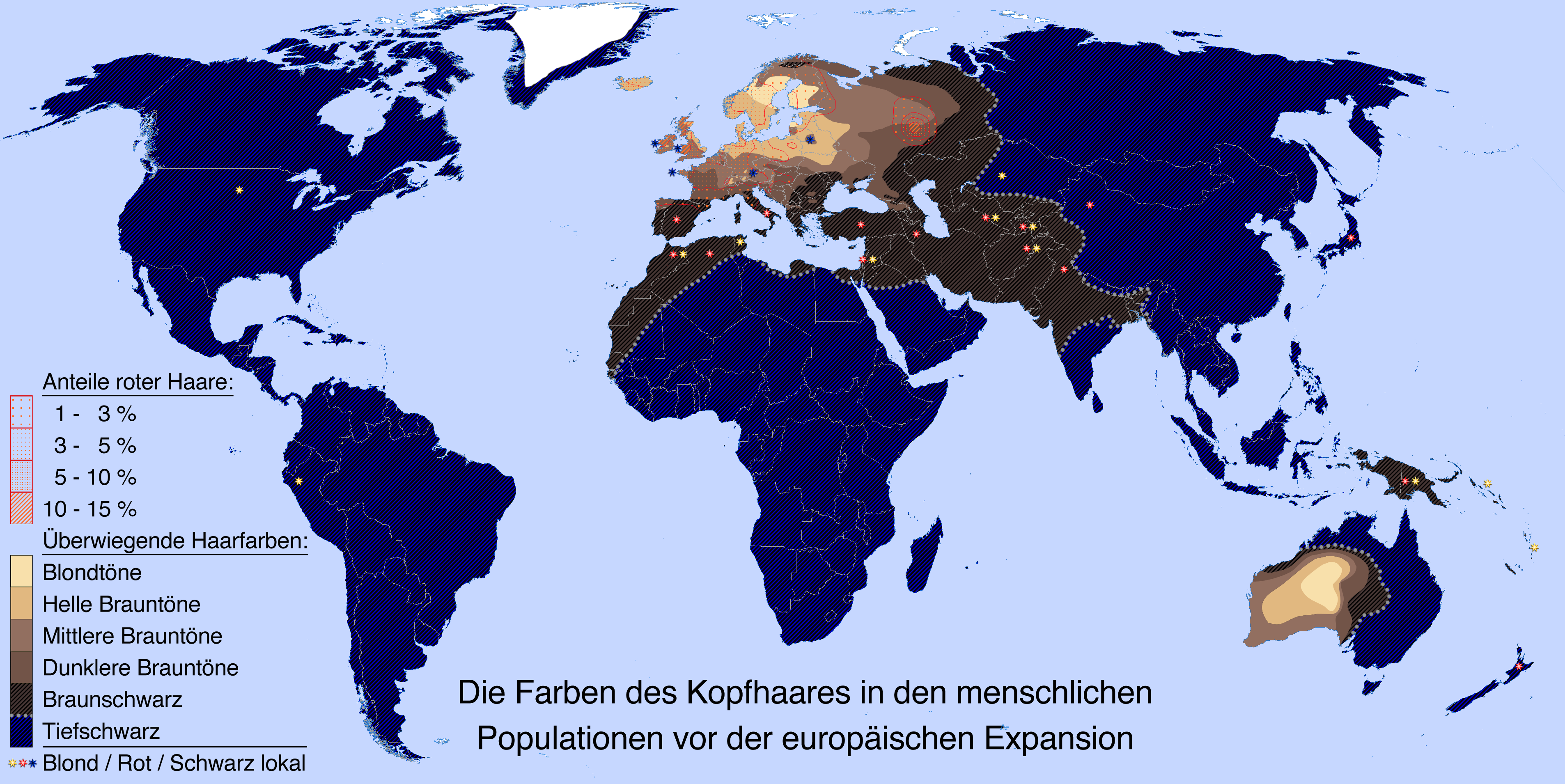
Weltkarte des ursprünglichen Vorkommens roter Haare vor der europäischen Expansion (Farbe: vorherrschende Farbe, rote Muster: Anteil Rothaariger)

Rothaarige kommen in vielen Teilen der Welt vor, aber in sehr unterschiedlichen Bevölkerungsanteilen. Nach einer weltweiten Schätzung haben nur etwa zwei Prozent der Deutschen eine natürliche Rotfärbung der Haare, in den Vereinigten Staaten und England vier Prozent der Bevölkerung. In Papua-Neuguinea dagegen sind es nur etwa 0,03 Prozent.
Den höchsten Anteil an Rothaarigen gibt es in Nordeuropa, besonders im Westen, auf den britischen Inseln, darunter Schottland mit angeblich 13 Prozent (etwa 660.000 Menschen im Jahr 2005), Irland mit angeblich etwa 10 Prozent (420.000) und Wales ebenfalls mit etwa 10 Prozent (circa 290.000 Menschen). In England liegt der prozentuale Anteil der Rothaarigen hoch in den Grafschaften Cornwall, Nottinghamshire und South Yorkshire sowie in den nördlichen Counties.
Diesen sehr hohen Zahlen (für Schottland, Irland, Wales) widerspricht zumindest teilweise eine Studie von Britains DNA, die 2013 veröffentlicht wurde: Demnach hatten zu dieser Zeit ungefähr 6 Prozent der Schotten rotes Haar, in absoluten Zahlen etwa 300.000 Menschen – auch dies immer noch eine relativ hohe Quote.
Von den Engländern waren etwa 4 Prozent rothaarig, umgerechnet etwa 2,1 Millionen Menschen. Nach genetischen Untersuchungen an 2.343 Menschen veröffentlichte Britains DNA auch eine erste Landkarte der Rothaarigen in den Nationen und Regionen von Großbritannien. Dabei stellte sich heraus, dass die Region um Edinburgh in Schottland als 'genetische Hochburg' des roten Haares gelten kann. Dort tragen 40 % der Bevölkerung eines der drei am weitesten verbreiteten Rot-Haar-Gene in sich, können also rothaarige Nachfahren haben. In Schottland als Ganzes lag die Rate bei 36,5 % (aber im hohen Norden und Westen nur 29 %), in Irland bei 34,7 % (Südirische Provinzen Leinster und Munster 38 %), in Wales bei 38 %, und in England als Ganzes bei 32,4 %. Dabei ist die Rothaar-Gen-Quote im Norden Englands in den Provinzen Yorkshire und Humberside relativ hoch bei 34,4 % – ähnlich wie in Irland. Die niedrigsten Werte hatte East Anglia (an der englischen Ostküste) mit 21 %, und die Midlands mit 26 % Trägern rothaarigen Erbgutes. Alle genannten Werte sind allerdings nur Mindestwerte, weil seltene Varianten von Rothaar-Genen gar nicht untersucht wurden – die Gesamtzahlen dürften also noch etwas höher liegen. Es muss auch betont werden, dass es bei diesen Quoten nur um Genmaterial und Vererbung geht, die tatsächliche Zahl rothaariger Menschen ist wie erwähnt wesentlich niedriger.
Innerhalb des übrigen Europa finden sich Menschen mit roten Haaren auch in den Niederlanden, Belgien, Deutschland, Polen, Frankreich, Italien, Österreich, Schweiz, Spanien, Portugal, Russland, im Baltikum und in (Süd)Osteuropa.
In einer dänischen Untersuchung hatten 3,6 % aller Teilnehmer 'rotes' Haar.
In Italien liegt die Häufigkeit roten Haares bei 0,57 % der Gesamtbevölkerung, und zwar in allen Regionen des Landes gleichmäßig – außer in Sardinien, wo es nur 0,24 % sein sollen (Stand 2013).
Bei Juden galt rotes Haar früher als „typisch“ – in Wirklichkeit ist es jedoch auch da ein seltenes Merkmal: 1903 sollen 5,6 % der polnischen Juden rotes Haar gehabt haben. 1910 hatten laut anderen Studien 3,69 % der jüdischen Frauen rotes Haar, bei jüdischen Männern fand man 10,9 % mit roten Bärten (was aber nicht das Gleiche ist wie Kopfhaar).
Es ist nicht wirklich bekannt, warum rotes und rötliches Haar in bestimmten Regionen häufiger vorkommt als in anderen, es werden jedoch immer wieder verschiedene Theorien geäußert. Manche meinen, das Verbreitungsgebiet der Rothaarigen stimme mit den ehemaligen Völkerbewegungen der Kelten und Pikten überein, unter denen teilweise Rothaarige vermutet werden. Die Kelten wurden von den Römern auf den Britischen Inseln westwärts u. a. nach Irland verdrängt, und nordwärts nach Schottland. Bereits Tacitus schrieb im Agricola, viele der Caledonier (Vorfahren der Schotten) hätten „rötliches Haar“ (comae rutilae). Auch die Gallier und die Germanen wurden seit der Antike immer wieder nicht nur als blond, sondern teilweise auch als rutilus (rötlich, rotblond) beschrieben.

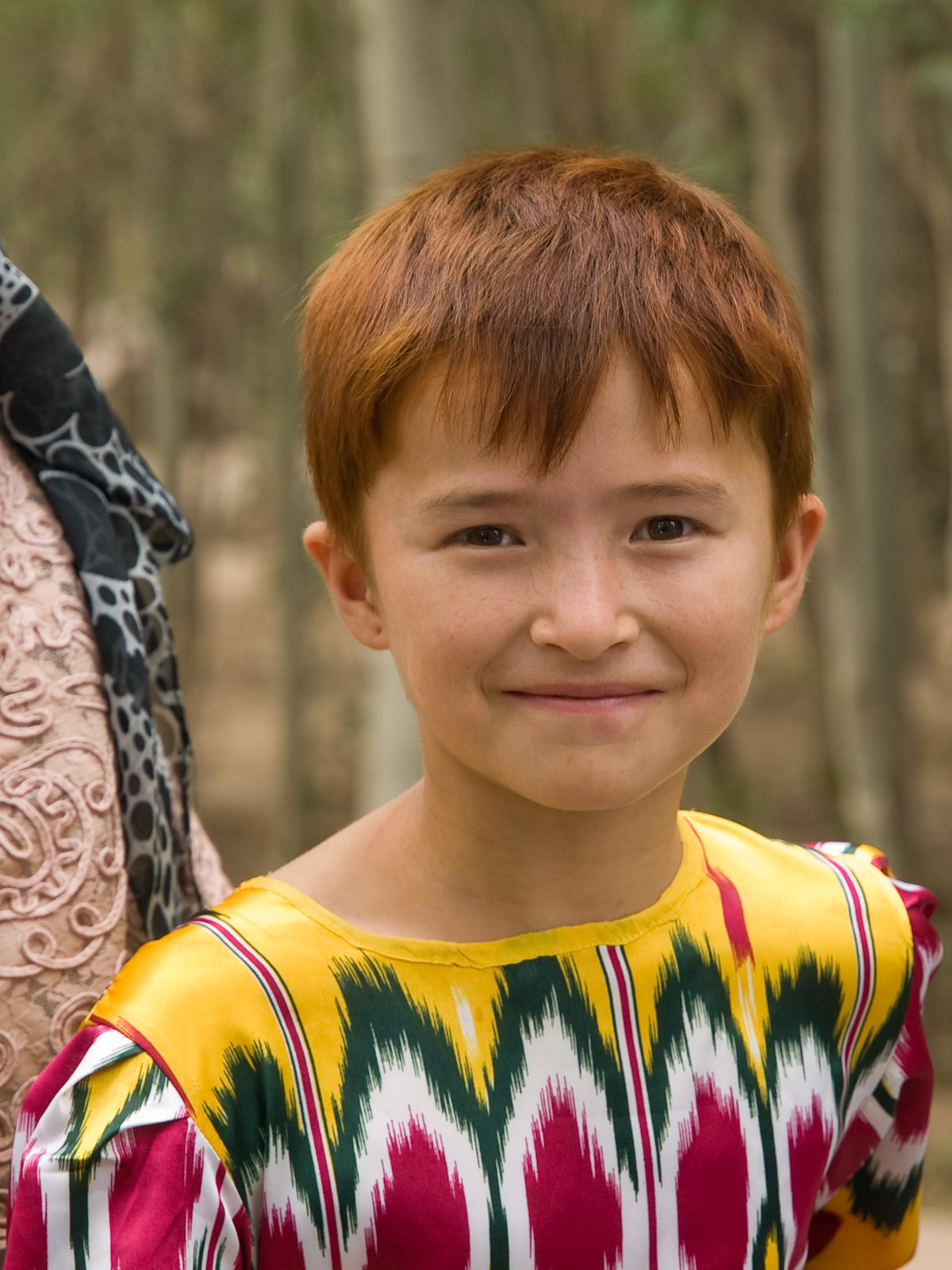
Uyghur-Mädchen mit dunkelrotem, leicht geschecktem Haar

In den Vereinigten Staaten haben 6 bis 18 Millionen Menschen rötliches Haar, ebenso circa 620.000 bis zu 1.030.000 Australier, weil viele der dortigen Menschen Vorfahren von den britischen Inseln haben. Wegen der europäischen Abstammung findet man Rothaarige auch in Kanada, auf Neuseeland und in Südafrika.
Außerdem finden sich seltener auch Menschen mit roter Haarfarbe in nördlichen Teilen Vorderasiens, wie zum Beispiel der Türkei, als auch in Zentralasien, vor allem in Afghanistan und Xinjiang.

## Genetik
Rotes Haar wird rezessiv vererbt, dies bedeutet, dass auch Eltern, die selber nicht rothaarig sind, die Anlage für Rutilismus unsichtbar in sich tragen können und diese dann weitervererben können. Dunkelhaarige Menschen ohne jeglichen Rotstich im Haar können ein Kind mit rotem oder rötlichem Haar bekommen, wenn sie irgendwann unter ihren Vorfahren eine rothaarige Person hatten und wenn beide Partner (Elternteile) diese Anlage in sich tragen. In diesem Fall beträgt die Chance, ein rothaariges Kind zu bekommen, 25 %. Das Allel für rote Haare ist auch rezessiv gegenüber blonden Haaren.
Verantwortlich für rötliches Haar und die oft damit zusammenhängende Anlage für sonnenempfindliche weiße Haut, ist vor allem das Gen MC1R, das sich auf dem Chromosom 16 befindet und das auch manchmal als „Ginger-Gen“ bezeichnet wird (nach dem englischen Begriff Ginger für orangerotes Haar). 92 Prozent aller rothaarigen Menschen haben mutierte Kopien von MC1R. Das Gen enthält die Information für den Melanocortin-1-Rezeptor, die zu verschiedenen Haarfarben führen kann. Verschiedene Wissenschaftler, unter anderem Mark Stoneking und sein Team am Max-Planck-Institut für Evolutionäre Anthropologie in Leipzig (MPI-Eva), fanden heraus, dass MC1R in mehr als 70 verschiedenen Varianten vorkommt, davon wurden fünf Varianten identifiziert, die für rotes Haar verantwortlich sind (Stand 2012).
Die drei am weitesten verbreiteten Genvarianten für rotes Haar sind: 151-Cystein-Rot (oder R151C), 160-Tryptophan-Rot (oder R160W) und 294-Histidin-Rot (oder D294H). Andere Gen-Varianten sind wesentlich seltener, mit einer Allelen-Häufigkeit von unter 2 %. Die Genvarianten 151-Cystein-Rot und 160-Tryptophan-Rot sind etwa 70.000 Jahre alt und gehen vermutlich beide auf Vorfahren in West-Asien zurück. 294-Histidin-Rot ist deutlich jünger und stammt wohl von einem Europäer ab, der vor 30.000 Jahren lebte.
Daneben vermuten Experten, dass auch noch mindestens ein anderes Gen – das HCL2 auf dem Chromosom 4 – eine Rolle bei der roten Haarfarbe spielen könnte (Stand 2012). Bei weiteren Forschungen an der Universität Edinburgh wurden in einer Assoziationsstudie der UK Biobank (Stand 2018) insgesamt acht Gene gefunden, die eine Form der roten Haare hervorrufen. Die SNPs auf dem MC1R sind dabei für 73 % der Fälle verantwortlich. Andere Loci fanden sich beim POMC-Gen, dass das Prohormon für alpha-MSH bildet, dem Liganden für den Melanocortin-Rezeptor 1. Ein Mangel an alpha-MSH kann ebenso wie ein dysfunktionaler Rezeptor die Entwicklung roter Haare erklären. Ein anderer SNP weist auf ASIP hin, einen Gegenspieler von alpha-MSH am Rezeptor, sodass eine vermehrte Produktion von ASIP ebenfalls zur Haarfarbe Rot führt. Ein weiterer SNP fand sich im Gen HER2, das die Transkription von OCA2 beeinflusst, sowie ein SNP in TSPAN10, dass die Migration von Melanozyten behindert, die neben roten auch zu blonden Haaren führen können.
In der modernen Kriminalistik können Rothaarige anhand ihres MC1R-Gens hundertprozentig eindeutig identifiziert werden. Ein entsprechender DNA-Test wurde von dem Forensiker Manfred Kayser an der Erasmus Universiteit Rotterdam entwickelt. Braunes und blondes Haar ist nur zu 80 Prozent nachweisbar, schwarzes Haar zu 90 Prozent.
Rote Haare weisen im Gegensatz zu anderen Haarfarben einen großen Anteil an dem Farbstoff Phäomelanin auf. Es heißt außerdem, dass Rothaarige nur etwa 90.000 Haare haben, im Gegensatz zu Blonden und Brünetten, bei denen man etwa 100.000 bis 120.000 Haare errechnet. Dafür ist das rote Haar um einiges dicker und manchmal regelrecht „drahtig“ – dies trifft jedoch weniger auf hellere Rotblondtöne zu.
Einige Forschungsergebnisse weisen darauf hin, dass Rothaarige Abweichungen im Schmerzsystem aufweisen, insbesondere eine gesteigerte Schmerzempfindlichkeit. Verschiedene Wissenschaftler, darunter ein Team um Edwin Liem von der University of Louisville im US-Staat Kentucky, stellten fest, dass Rothaarige bei Narkosen einen bis circa 20 Prozent höheren Anästhesiebedarf haben, bis sie keine Schmerzen mehr empfinden. Jeffrey Mogil von der McGill University in Montreal und andere Wissenschaftler konnten außerdem zeigen, „dass rothaarige Frauen empfindlicher auf Kälte- und Hitzereize reagieren.“ Insgesamt gibt es jedoch auch widersprüchliche Ergebnisse zum Schmerzempfinden Rothaariger, und es scheint, als ob „bestimmte Schmerzformen stärker, andere dagegen schwächer wahrgenommen werden.“
Da die meistens mit rotem Haar gekoppelte sehr helle oder weiße Haut nur einen sehr geringen Anteil an dem Farbstoff Eumelanin aufweist, kommt es unter Sonneneinstrahlung zu einer höheren Vitamin-D-Produktion. Das Gen für diesen Rezeptor wird auch als Extension-Locus bezeichnet. Darüber hinaus ist das Hautkrebsrisiko durch Sonneneinstrahlung bei Rothaarigen (ähnlich wie bei Albinos) wesentlich höher als bei Menschen mit dunklerer Hautfarbe, weil die UV-Strahlen der Sonne bei ihnen leichter bis zu den Zellkernen und zur DNA der Hautzellen vordringen können. Dadurch wird das Erbgut geschädigt und es entsteht Krebs.
Aufgrund einer Studie aus dem Jahre 2001 zum Ginger-Gen wurde die Hypothese aufgestellt, der Neandertaler habe möglicherweise rote Haare gehabt und diese Erbanlage weitergegeben. Im Rahmen einer Studie zur Analyse der Neandertaler-DNA aus dem Jahre 2007 stellte man fest, dass einige Neandertaler tatsächlich rothaarig waren, dass dies jedoch auf einer Mutation des MC1R-Gens beruhte, die beim modernen Menschen nicht nachgewiesen werden konnte.

## Verschiedene natürliche Rottöne
Die Haarfarbe eines Menschen bestimmt sich durch die Menge der eingebetteten Melanine. Dabei bewirkt Phäomelanin selbst erstmal einen rötlichen Ton. Das Verhältnis zum dunklen Eumelanin ist entscheidend – dabei zeigt sich, dass die meisten Europäer eine leichte rötliche Färbung haben, die durch Eumelanin verdeckt wird und daher nicht als rote, sondern braune Haare wahrgenommen wird. Dies wird bei einer Blondierung sichtbar, wo zuerst das dunkle Eumelanin ausgewaschen wird und typisch ein rotstichiger Unterton auftritt. Ein kräftiger Rotton, der auch einen Stich ins Bräunliche haben kann, entsteht, wenn neben viel Phäomelanin auch noch etwas Eumelanin eingebettet ist. Wie bei den meisten blonden und brünetten Haaren tritt außerdem häufig ein Nachdunkeln von der Kindheit bis zum Erwachsenen auf, bei der Eumelanin nach und nach stärker exprimiert wird. Auch im Erwachsenenalter kann es noch zum Nachdunkeln kommen.

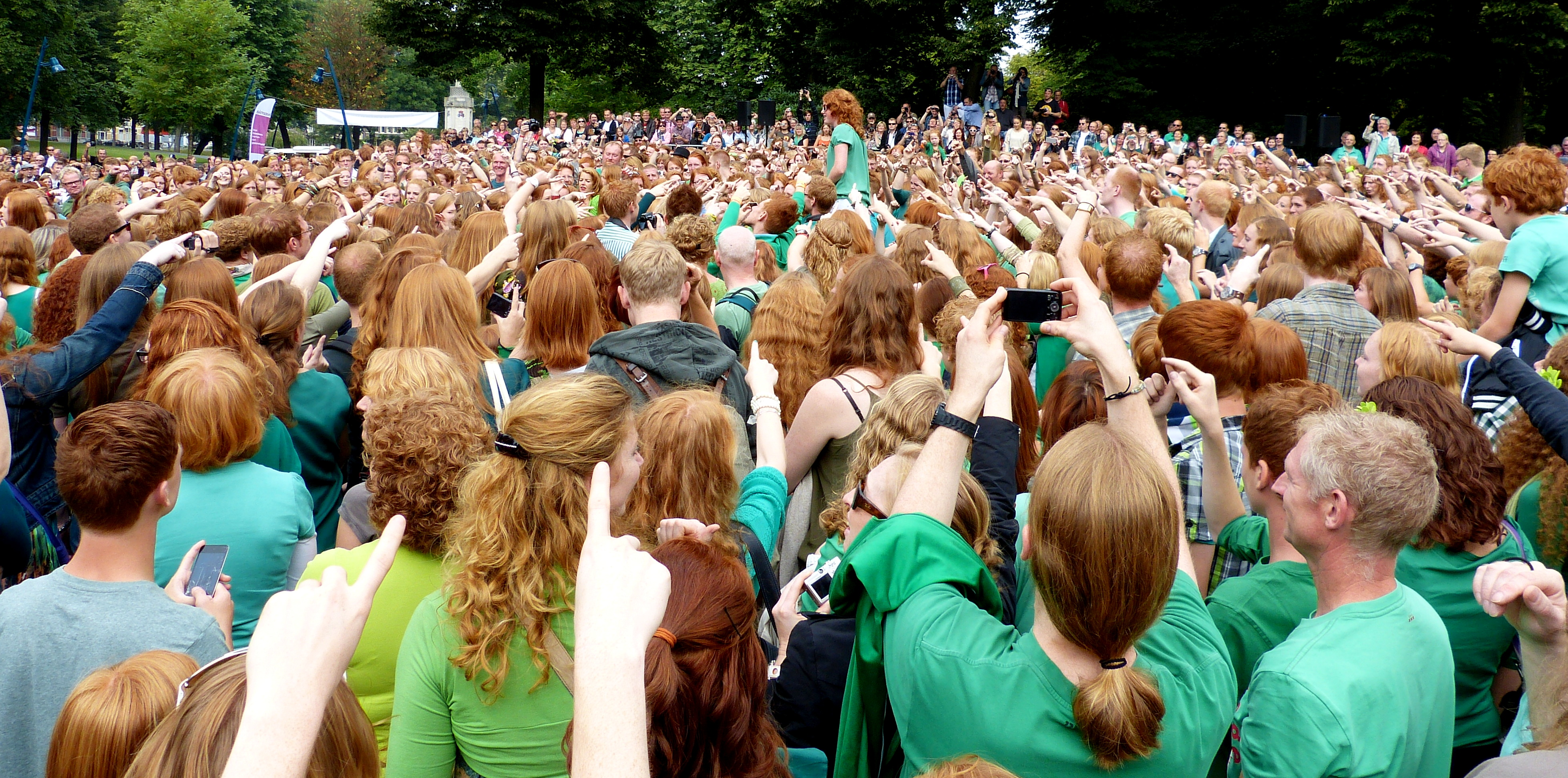
Verschiedene Schattierungen rötlichen Haares beim Rothaarigentag 2012

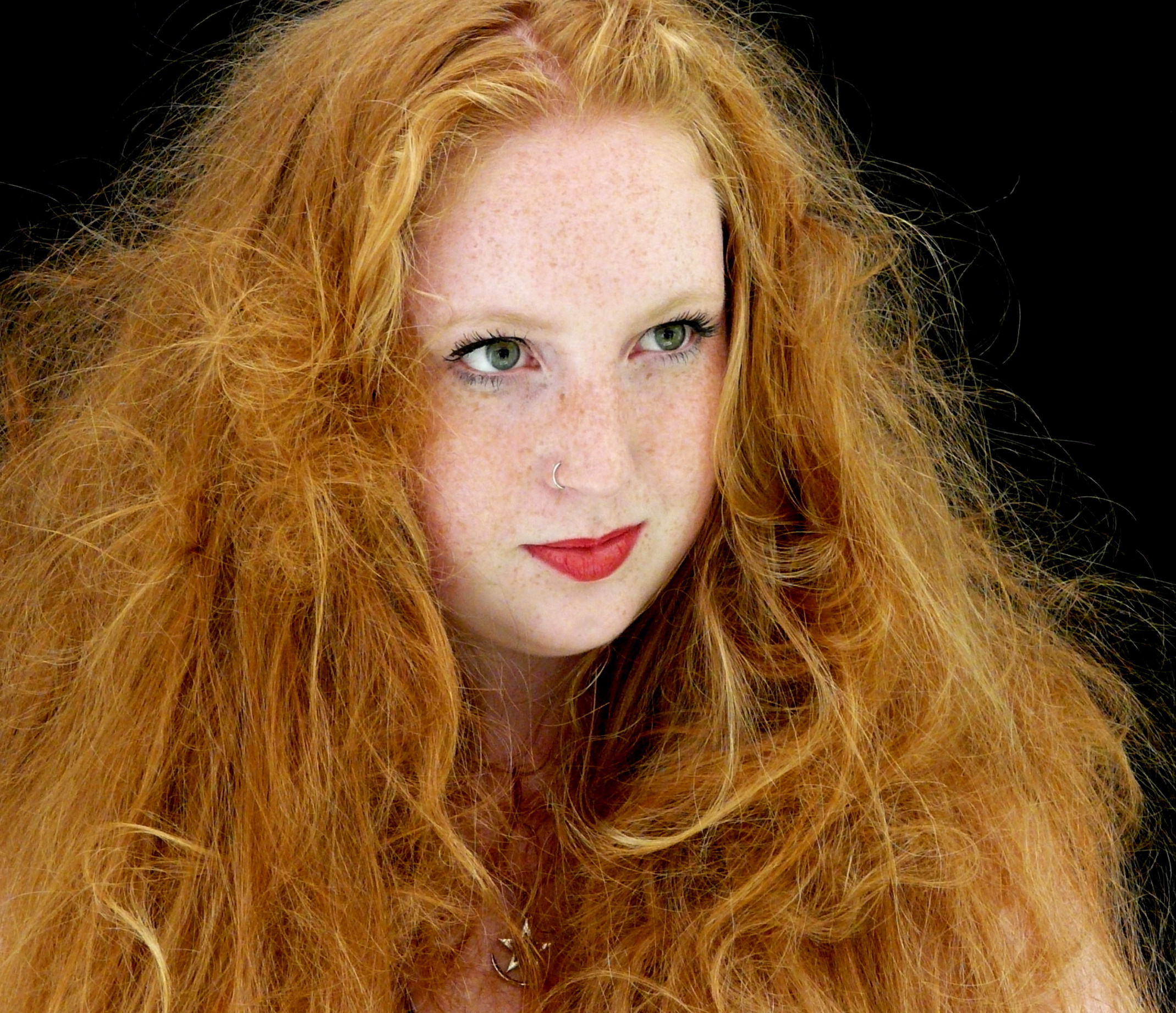
Rotblond (Breda 2011)
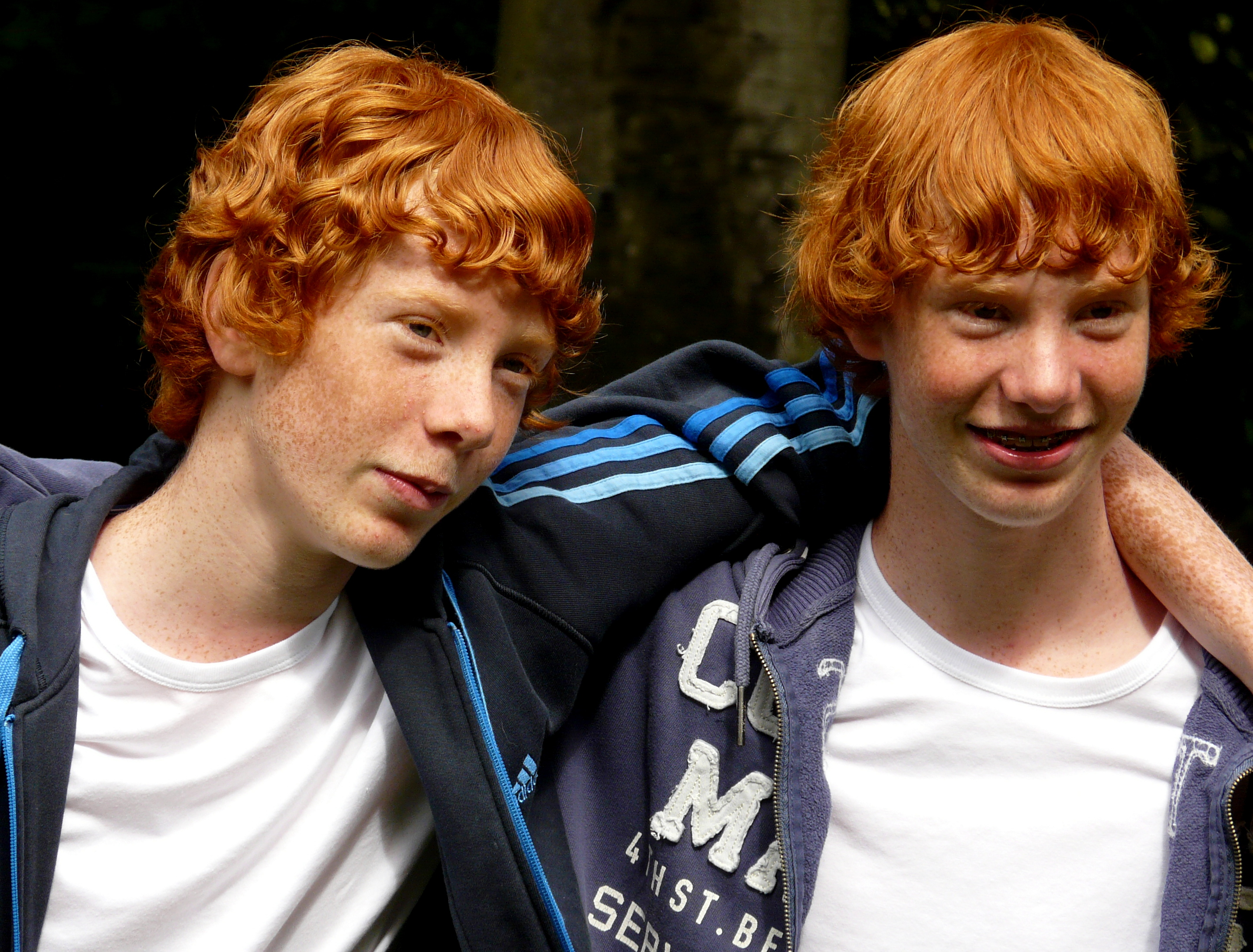
Helles Rot oder Kupferrot (Breda 2011)
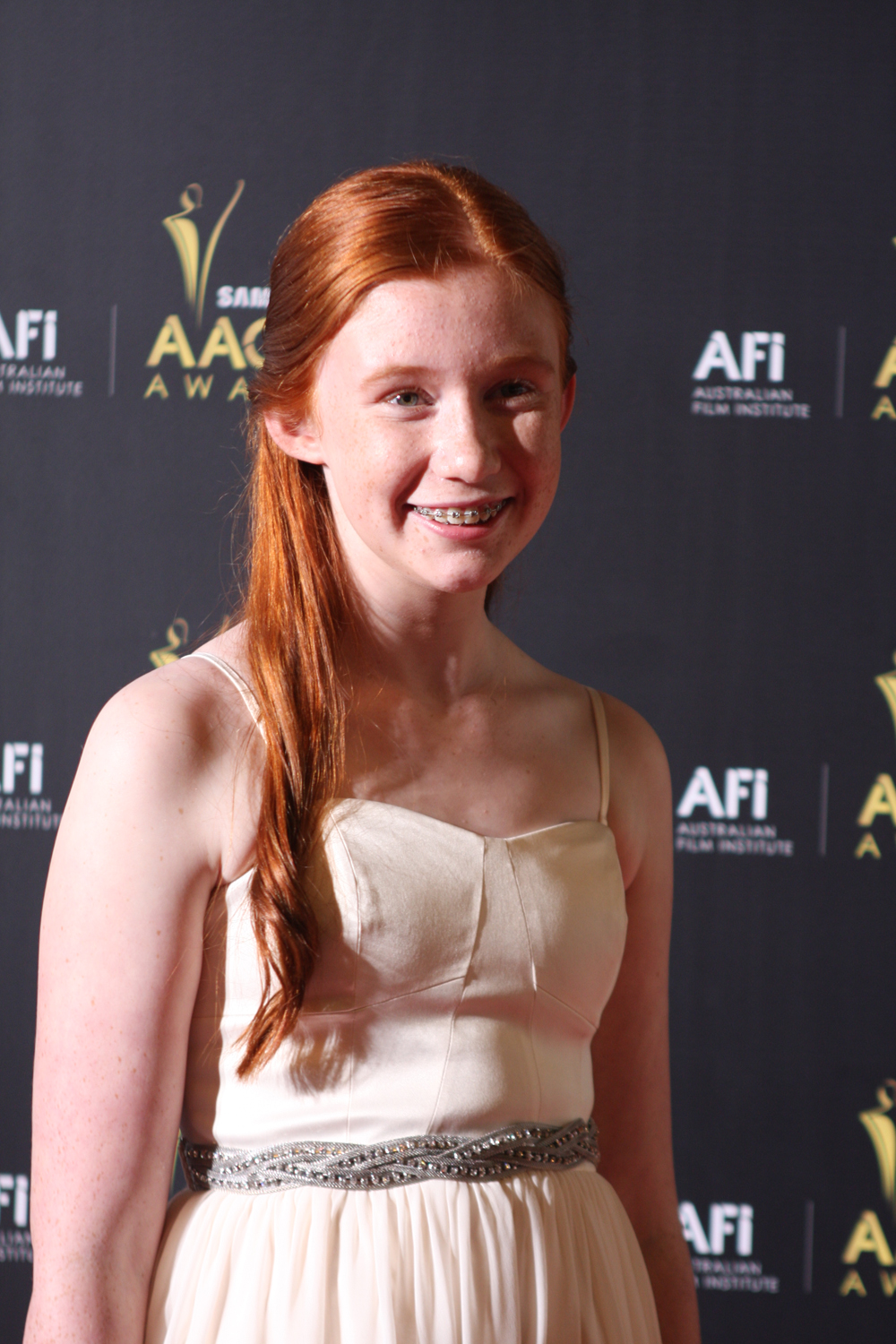
Dunkles Kupfer- oder Mahagonirot (Sidney 2012)
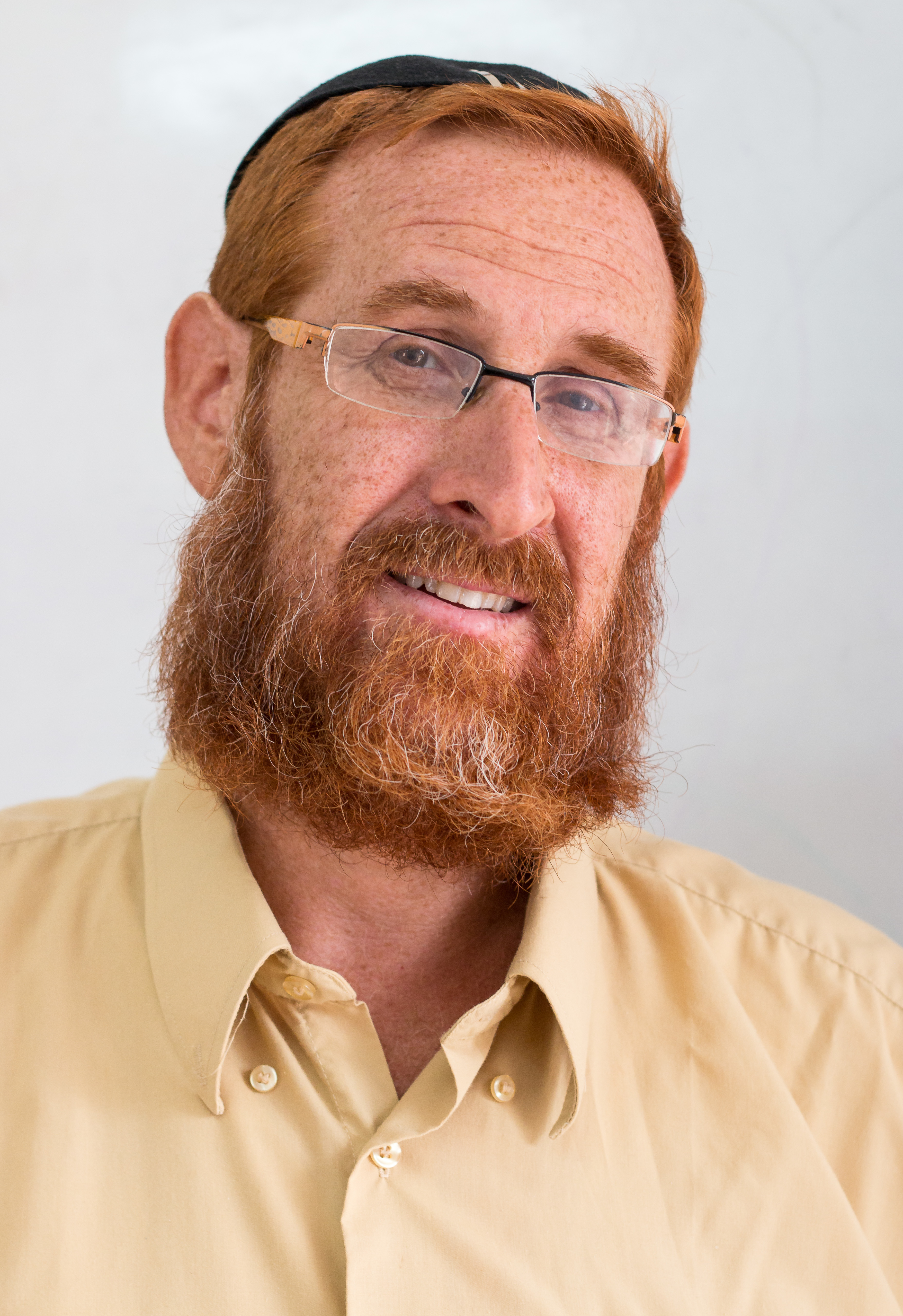
Der jüdische Aktivist Jehuda Glick mit rotem Haar und Bart
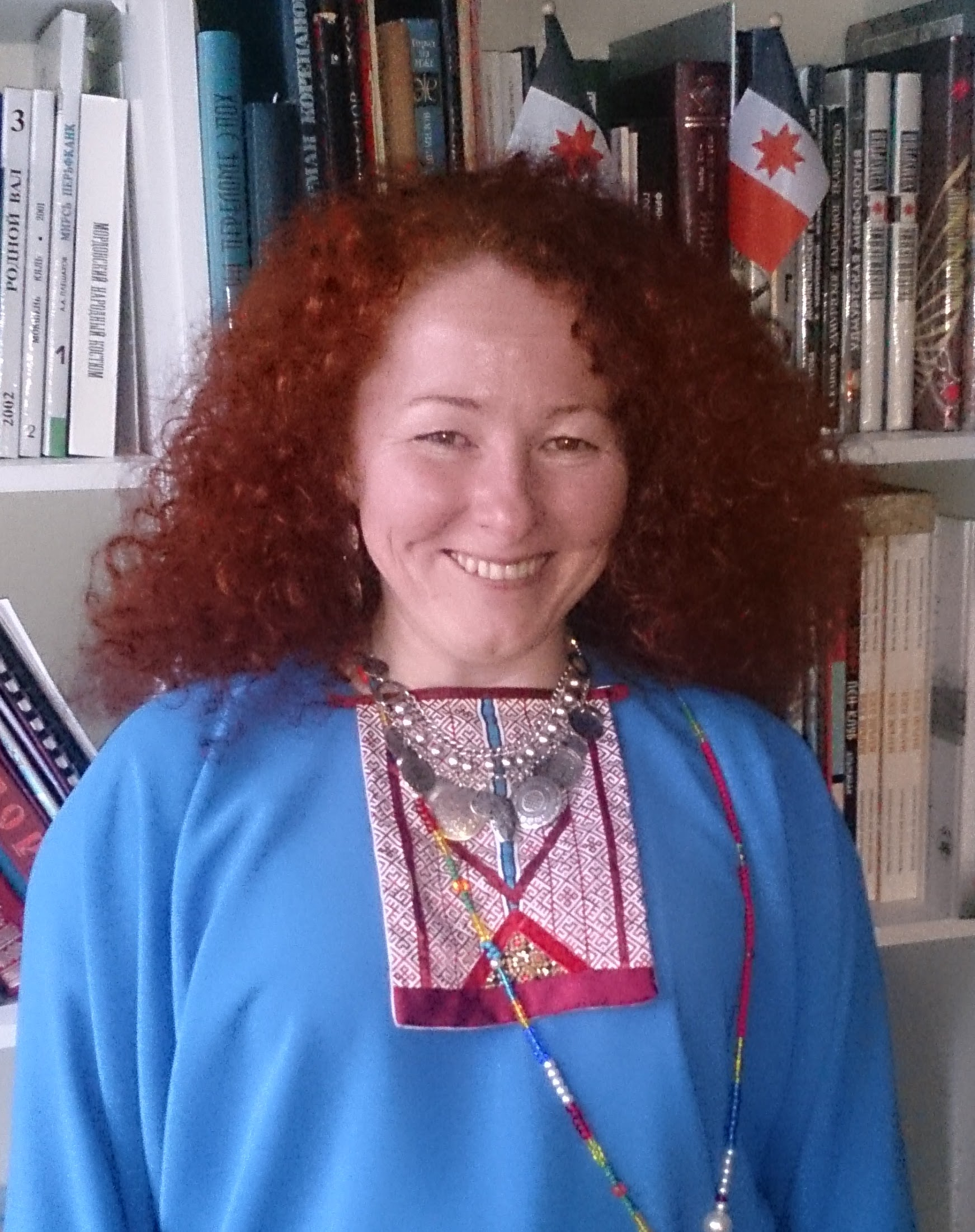
Eine udmurtische Dame mit dunkelrotem Haar (MushNadii)

## Geschichte, Kultur, Klischees
Es gab und gibt zahlreiche Vorstellungen und Klischees über rothaarige Menschen, die sich zum Teil widersprechen. Auch wirken dunklere und kräftige oder hellere und schwächere Rottöne etwas anders und wurden daher oft anders eingestuft. Dabei spielt auch unterschwellig die Symbolik der Farbe Rot eine Rolle oder auch die Symbolik von Feuer oder von Metallen wie Kupfer oder (Rot-)Gold.
In der Geschichte waren manche, eher dunkelhaarige Völker für rötliches Haar eingenommen, zum Beispiel die Römer. Die Römerinnen waren begeistert von den blonden und rotblonden Haaren der gallischen, germanischen und keltischen Gefangenen, die sie als 'golden' empfanden. Sie zwangen sie, sie sich abzuschneiden, um sich selbst daraus Perücken machen zu lassen, oder versuchten mit anderen Mitteln ihr eigenes Haar zu färben. Im arabischen Raum gibt es bis heute eine gewisse Vorliebe für rotes Haar. Die Einwohner von Tripolis färben ihr Haar mittels Zinnober rötlich.
Im indischen Ayurveda zählt rötliches Haar und zu Sonnenbränden und Sommersprossen neigende Haut zu den Merkmalen des Dosha (oder Konstitutionstyps) Pitta, welches nach der Elementenlehre den Elementen Feuer und Wasser entspricht. Die Assoziation mit Flammen und Feuer ist auch in Europa sehr geläufig. Ins Negative gewendet basiert auf der Idee des Höllenfeuers offenbar auch ein Aberglaube, der rotes Haar mit dem Teufel und mit Hexen in Verbindung bringt. In Sardinien, wo rotes Haar selten ist, wird es beispielsweise traditionell als Zeichen von Unglück und als ein Zeichen des Teufels angesehen. Obwohl in der modernen westlichen Welt wohl nur wenige erwachsene Menschen ernsthaft an derartiges glauben, werden diese Ideen immer wieder in den Medien wiederholt und manchmal auch ironisch umgedeutet: so findet man z. B. in einem Frauenjournal die Überschrift Rotes Haar: Club der Teufelinnen.

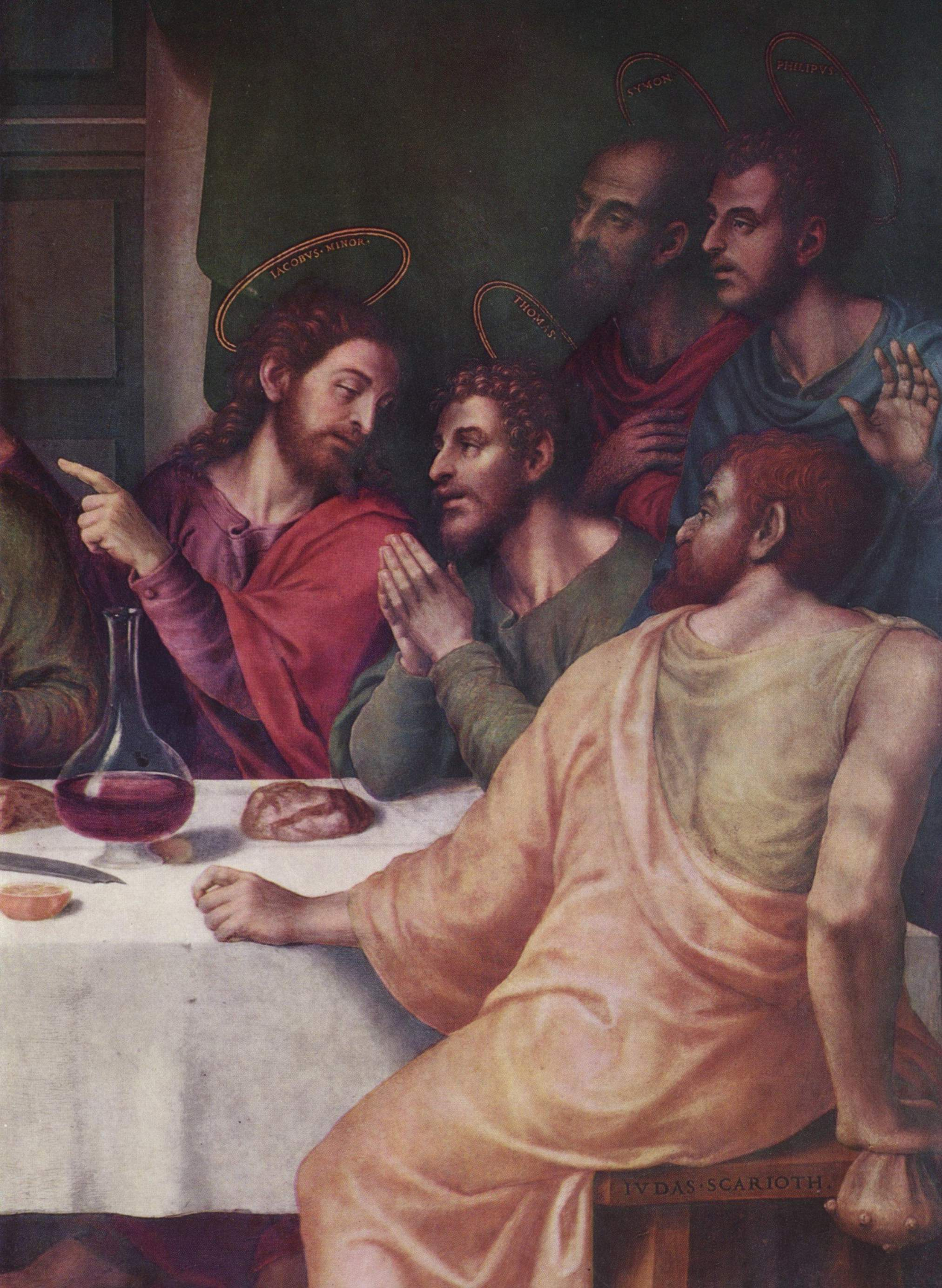
Juan de Juanes: Letztes Abendmahl (Detail). Der spanische Maler malte den Verräter Judas hier mit leuchtend rotem Haar.

Früher hielt man rotes Haar für ein typisch jüdisches Merkmal, und es gab eine Legende von den „roten Juden“. In Kombination mit den Klischees von Teufel, Hölle und Sünde, die man mit der Farbe Rot bzw. mit rotem Haar verband, führte dies dazu, dass man in der mittelalterlichen und frühneuzeitlichen Kunst in Italien und Spanien vor allem den „bösen“ Christus-Verräter Judas Iskariot gelegentlich durch glühend rotes Haar charakterisierte und ihn dadurch von den anderen Jüngern abhob (siehe nebenstehende Abbildung). In Szenen wie der Gefangennahme Jesu oder seiner Verspottung wurden auch manchmal andere „böse Juden“ und Häscher mit rotem Haar dargestellt, beispielsweise in einem Mosaik aus dem 12. Jahrhundert im Markusdom in Venedig. In solchen Bildern wurde also nicht nur die antijudaistische Idee verbreitet, „die Juden“ seien schuld am Tode Jesu, sondern auch „die Rothaarigen“. Allgemein respektierte und „sympathische“ jüdische Personen aus dem Alten Testament, wie z. B. Abraham, Mose, Jakob, König Salomo u. a., wurden normalerweise mit anderen Haarfarben gemalt – es gibt jedoch einige Ausnahmen (siehe unten: Bildende Kunst).
Später gab es auch in anderen Ländern und bei Schriftstellern von Shakespeare bis Charles Dickens eine Assoziation von schurkischen jüdischen Figuren wie Shylock (in: Der Kaufmann von Venedig) und Fagin (in: Oliver Twist) mit rotem Haar. Im russischen Antisemitismus war diese Vorstellung ebenfalls bekannt.
Im Gegensatz zu den erwähnten „Negativ“-Assoziationen war vor allem rotblondes (= 'rotgoldenes') Haar im Italien der Renaissance modern (wie schon in der Antike). In der Kunst im Spätmittelalter und der Renaissance wurde diese Haarfarbe sehr oft zur Darstellung besonders heiliger Figuren wie Christus, Maria oder von Engeln verwendet (siehe unten).
Die oben angeführte Assoziation mit Feuer (und Hitze) führt auch dazu, dass bei Frauen die leidenschaftliche, temperamentvolle, „heißblütige“ Rothaarige so etwas wie den Gegentypus zur „kühlen“ und „unnahbaren“ Blondine verkörpert. In der modernen Welt werden rothaarige Frauen oft als „wild, ungestüm und selbstbewusst“ angesehen oder als „sexuell besonders aktiv“. Die besagten Klischees werden nicht nur von Männern auf Frauen projiziert, sondern auch in der Werbung benutzt und gerne von manchen Frauen, die selber von Natur eine andere Haarfarbe haben, sich aber ihr Haar rot färben, als Vorbild übernommen.
Rothaarige allgemein wären angeblich auch „frech, impulsiv und ungemütlich“.
Im 20. Jahrhundert tauchte außerdem die Figur des Clowns auf, dessen Haar archetypischerweise knallrot oder -orange ist. Obwohl die typische Haarfarbe von Clowns normalerweise völlig künstlich ist und gar nichts mit naturrotem Haar zu tun hat und obwohl der Clown eigentlich eine beliebte Figur ist, hat er ebenfalls einen weitreichenden und nicht immer positiven Einfluss in der Welt der Klischees über natur-rothaarige Menschen, zumal verschiedene lustige Figuren aus der Welt der Kinderbücher und -filme und der Comicfiguren von dem Clowns-Archetyp abgeleitet sind, wie z. B. der Pumuckl oder Pippi Langstrumpf. Beide Figuren haben auch eine gewisse kecke Frechheit mit dem Clown gemein (siehe oben). Den rothaarigen Clownsarchetyp benutz(t)en außerdem einige Kabarettisten wie Hape Kerkeling und Piet Klocke (siehe unten: rothaarige Comedy-Figuren).

## Studien

### Beliebtheit und Attraktivität

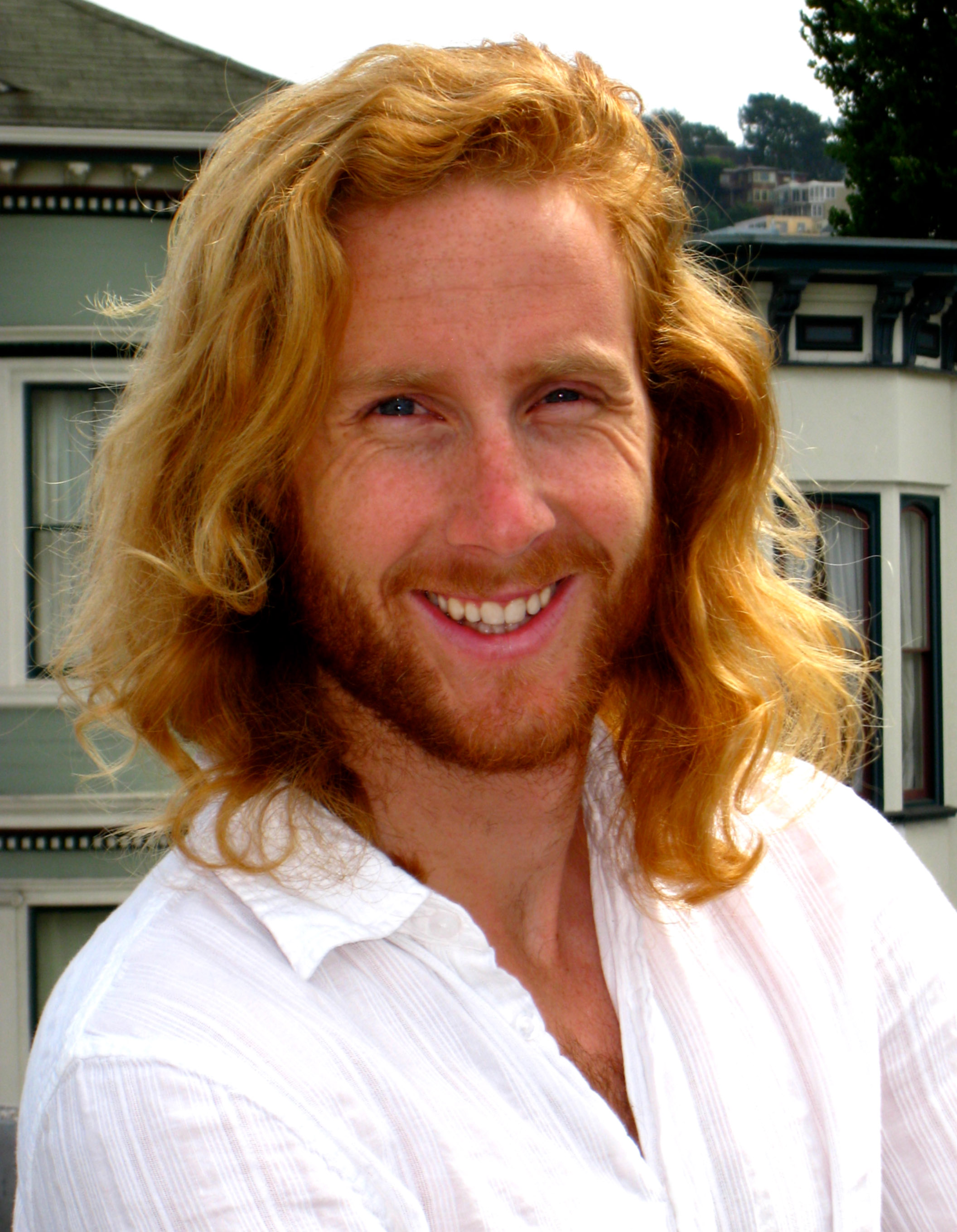
Rotblonder Mann (Tyler MacNiven)

In einer noch nicht abgeschlossenen Online-Studie von Ronald Henss wurden bisher mehr als 15.000 Teilnehmer nach ihren „Vorlieben und Abneigungen hinsichtlich der Haarfarbe von Männern und Frauen“ befragt. Rund 24 Prozent der Befragten waren Männer und 76 Prozent Frauen. Die Untersuchung wurde auf Deutsch und auf Englisch durchgeführt, mit etwa 43 Prozent Teilnehmern aus dem deutschsprachigen Raum (davon mehr als 80 Prozent aus Deutschland) und 57 Prozent aus anderen Ländern (darunter die meisten aus den USA). Den Probanden wurden die folgenden Fragen gestellt:
- Welche Haarfarbe bevorzugen Sie bei Männern?
- Welche Haarfarbe bevorzugen Sie bei Frauen?
- Welche Haarfarbe gefällt Ihnen bei Männern am wenigsten?
- Welche Haarfarbe gefällt Ihnen bei Frauen am wenigsten?

Die Ergebnisse zeigen, dass rotes Männerhaar am häufigsten abgelehnt wird. Rotes Haar bei Männern wurde fast nie als die beliebteste Farbe genannt, und sowohl Männer als auch Frauen gaben jeweils zu über 60 % an, rotes Haar gefalle ihnen bei Männern am wenigsten. Braunes Haar bei Männern ist am beliebtesten, vor allem aus der Sicht der Frauen. Die Einschätzung für blondes Haar bei Männern ist zwiespältig: Blond wurde in beiden Gruppen etwa gleich häufig als die attraktivste und die am wenigsten attraktive Haarfarbe genannt.
Rotes Haar bei Frauen ist ebenfalls eher unbeliebt, die Ablehnung ist jedoch nicht so deutlich wie die Ablehnung roten Haares bei Männern. Über 40 % der Männer gaben an, dass ihnen bei Frauen rote Haare am wenigsten gefallen (dann folgt Blond mit knapp 30 %). Rotes Frauenhaar gefällt rund 30 % der Frauen am wenigsten; rund 40 % der Frauen nennen allerdings Blond als die Haarfarbe, die ihnen an Frauen am wenigsten gefällt.

### Vorurteile über rotes Haar bei Frauen
Im Rahmen einer Diplomarbeit an der Universität des Saarlandes, Saarbrücken 2002, wurde von Martin Rinck unter Anleitung von Ronald Henss eine Studie durchgeführt, in der es u. a. um die Frage ging, wie unterschiedliche Haarfarben bei Frauen auf außenstehende Betrachter wirken und eingeschätzt werden. Es wurden insgesamt mehr als 2.000 Versuchspersonen im Internet befragt, und zwar in einer deutsch- und in einer englischsprachigen Version (etwa ein Drittel Männer und zwei Drittel Frauen, etwa 55 Prozent deutschsprachige und 45 Prozent englischsprachige Personen).
Dabei gab es einige signifikante Ergebnisse bezüglich roter Haare: Bezüglich des psychologischen Merkmals Emotionale Labilität („ängstlich, unsicher, selbstmitleidig, überempfindlich...“) wurden rothaarige Frauen emotional als stabiler eingeschätzt, blonde am labilsten, braun und schwarz lagen dazwischen. Die Versuchspersonen hielten rothaarige Frauen außerdem „mit Abstand“ für risikobereiter und extravertierter („experimentierfreudig, abenteuerlustig, unternehmungslustig, kreativ...“) als andere Haarfarben (Schwarzhaarige hatten dabei die niedrigsten Werte). Umgekehrt bekamen Rothaarige beim Merkmal Soziale Verträglichkeit („hilfsbereit, kinderlieb, familienorientiert, freundlich...“) die schlechtesten Werte, wurden also als sozial relativ unverträglich eingestuft (auch hier waren die Schwarzen der Gegenpol mit den höchsten Werten). In anderen Merkmalen wie Berufserfolg, Unstetigkeit, Weiblichkeit/Attraktivität und Gesundheit/Jugendlichkeit bekam rotes Haar keine besonders auffälligen Zuweisungen.
Hierbei handelt es sich nicht um tatsächliche Merkmale rothaariger Frauen (und anderer Haarfarben), sondern nur um Zuweisungen und Vorurteile. Die Autoren weisen auch ausdrücklich darauf hin, dass „diese Ergebnisse keinesfalls den Anspruch auf Allgemeingültigkeit erheben“ und dass „bei anderen zu beurteilenden Personen auch andere Ergebnisse auftreten“ könnten.

## Diskriminierung
Als eine Minderheit mit einem sehr auffälligen – und nach den oben erwähnten Studien relativ „unerwünschten“ – Merkmal werden und wurden Menschen mit rotem oder rötlichem Haar in Vergangenheit und Gegenwart und weltweit immer wieder Opfer von Spott, Hohn und Diskriminierungen, besonders in Kindheit und Jugend.
Verschiedene Personen berichteten darüber, dass sie (nicht nur) als Kind mit Begriffen wie „Rotschopf“, „Tomate“, „Karottenkopf“, „Karotte“, „Feuermelder“ und „Leuchtturm“ oder in Schwaben etwa mit „Kupferdächle“ belegt und verspottet wurden.

Evelyn de Morgan; Der Liebestrank. Das Ölgemälde spielt mit dem Klischee der rothaarigen Hexe.

Vorurteile, Ablehnung und Hass steckt auch in den folgenden bekannten und pietätlosen Sprüchen, mit denen Rothaarige manchmal heruntergemacht werden: „lieber tot als rot“ oder „Rote Haare, Sommersprossen – sind des Teufels Artgenossen (auch: Tischgenossen)“. Ein niederländischer Spruch lautet: „Rood haar en een puntige kin, daar zit de duivel in“ (deutsch: „Rotes Haar und ein spitzes Kinn, da sitzt der Teufel drin“). Die Assoziation mit Teufel, Bosheit und Hexen gehört zu den althergebrachten Klischees, unter denen Rothaarige bis heute zu leiden haben, doch ist für die Zeit der Hexenverfolgung mit dem Höhepunkt im 16. und 17. Jahrhundert eine höhere Rate an verfolgten und verbrannten rothaarigen Frauen nicht beweisbar.
Selbst ursprünglich sympathisch gemeinte Figuren wie der rothaarige Kobold „Pumuckl“ oder die freche „Pippi Langstrumpf“ werden im Mund spottender Kinder zu gehässigen Schimpfwörtern für Rothaarige. Auch im journalistischen Bereich müssen Rothaarige einiges einstecken, so 'dichtete' selbst ein Autor, der 2012 über den noch relativ jungen Roodharigendag in Breda berichtete, in der Überschrift zu seinem Artikel ironisch: „Rot, rot, rot sind alle meine Haare“. In Großbritannien werden Rothaarige als Ginger (Ingwer), Ginge oder Carot-Tops (Karottenkopf) verspottet, nicht selten auch in den Medien.
Das mit rotem Haar normalerweise gekoppelte Merkmal der weißen Haut entsprach bis ins 20. Jahrhundert hinein zumindest bei Frauen einem jahrtausendealten Schönheitsideal (Sommersprossen nicht, doch diese entstehen erst durch Sonnenbestrahlung). Seitdem sich das Schönheitsideal etwa in der Mitte des 20. Jahrhunderts in der westlichen Welt in Richtung sonnengebräunte Haut verschoben hat, wird die weiße Haut allerdings oft als 'Problem', störend oder gar hässlich herausgestellt und ebenfalls zur Zielscheibe mehr oder weniger grober Diskriminierungen (siehe auch: Lookism). Eine natur-rote Frau beschreibt knapp die unsensiblen oder gewollt demütigenden Reaktionen Nicht-Rothaariger: „Mein Arm ist sehr beliebt als Vergleichsobjekt, wenn Freunde ihre Urlaubsbräune vorführen wollen.“
Doch über verbale und psychologische Gewalt hinaus kommt es auch zu Handgreiflichkeiten, so berichtet beispielsweise eine andere deutsche Frau mit roten Haaren, sie sei „als Kind und in der Schulzeit durch die Hölle gegangen. … Ständig haben andere auf mir rumgehackt und mich gemobbt. Und manchmal ging es richtig hart zur Sache: Mitschüler haben mich verprügelt, beklaut und mir ins Gesicht gespuckt.“
Trotz oder gerade wegen der besonders hohen Rate Rothaariger sind aus England einige besonders harte Fälle von Mobbing und Gewalt gegen rothaarige Menschen bekannt: So wurde im Jahr 2003 ein 20-Jähriger in den Rücken gestochen, weil er „ginger“ (rothaarig) war. Sehr bekannt wurde der Fall einer Familie mit vier Kindern in Newcastle upon Tyne, die sich gezwungen fühlten, zweimal umzuziehen, nachdem sie aufgrund ihrer roten Haare immer wieder Opfer von Spott und Gewalt geworden war. Dabei waren auch Fenster zertrümmert worden und die Kinder der Familie wurden „geschlagen, getreten und über eine Hecke geworfen“. Im selben Jahr wurde einer britischen Frau in einem Gerichtsverfahren ein Schmerzensgeld von über 17 000 Pfund zugesprochen, nachdem sie an ihrem Arbeitsplatz wegen ihrer roten Haare gedemütigt und sexuell belästigt worden war. Nach den Vorfällen zog die Frau es vor, sich das Haar zu blondieren. Im Mai 2009 beging ein 15-jähriger britischer Schüler Selbstmord, nachdem er wegen seiner roten Haare gemobbt wurde. Eine Gesundheitskommission hatte den Jungen nur einen Tag vorher als „nicht selbstmord-gefährdet“ eingestuft. Ein 14-jähriger Junge in Lincoln wurde 2013 von drei erwachsenen Männern schwer misshandelt, „nur weil er rote Haare hatte“. Die drei Männer brachen ihm den Arm und trampelten ihm so auf seinen Kopf, dass man dem Jungen später eine Metallplatte am Kopf einsetzen musste. Der Haupttäter wurde zu einer Haftstrafe von 5 Jahren und 9 Monaten verurteilt, die anderen beiden zu 26 Monaten.

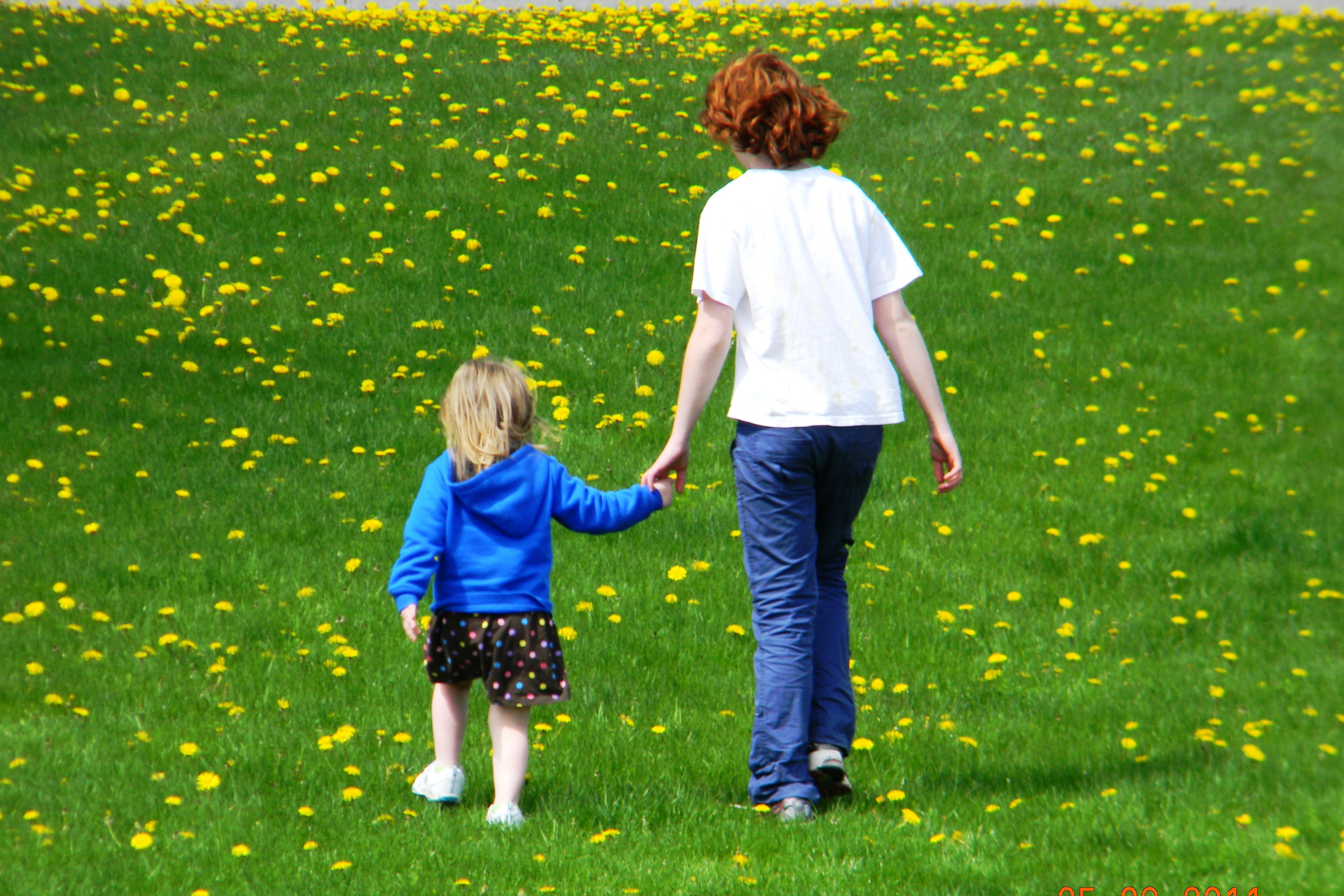

Ein besonders harter und bedenklicher Fall von Hass gegen Rothaarige ereignete sich 2008, als ein 14-Jähriger aus Vancouver auf Facebook eine Gruppe namens „Kick a Ginger“ („Tritt einen Rotschopf“) gründete und am 20. November einen „National Kick A Ginger Day“ („Nationaler 'Tritt-einen-Rotschopf-Tag“) ausrufen wollte – dieser Gruppe traten fast 5.000 Leute als Mitglied bei, und es kam auch nachweislich bereits zu organisierten Gewalttaten. Auslöser für diese Aktion war eine Folge der Cartoon-Serie South Park, wo eine Figur namens Cartman rothaarige Menschen als böse und teuflisch („evil“) und als seelenlos („soulless“) bezeichnet. Der Gründer und Leiter der Facebook-Gruppe verteidigte sich, es wäre „… [a]lles nur ein Scherz gewesen“.
Im Dezember 2009 hatte die britische Supermarktkette Tesco eine Weihnachtskarte in ihrem Sortiment, die ein Kind mit roten Haaren zeigte, das auf dem Schoß des Weihnachtsmannes sitzt, mit dem Kommentar: „Der Weihnachtsmann liebt alle Kinder. Sogar rothaarige.“ („Santa loves all kids. Even ginger ones.“) Nachdem sich einige Kunden über die Geschmacklosigkeit beschwerten, entschuldigte sich Tesco, man habe niemanden verletzen wollen.
Der Autor Roberto Giardina schreibt, man habe im alten Ägypten die rote Haarfarbe als Unglücksfarbe angesehen und aus diesem Grunde Neugeborene mit roten Haaren sofort umgebracht. Nachweislich möchten aber auch in modernen Zeiten die meisten Menschen kein rothaariges Kind haben: Im September 2011 verkündete Cryos International, eine der größten Samenbanken der Welt mit Hauptsitz in Dänemark, dass sie Samenspenden rothaariger Männer nicht länger akzeptieren würde. Der Direktor Ole Schou sagte: „Wir haben nichts gegen rothaarige Spender“, aber Cryos bleibe aufgrund mangelnder Nachfrage auf seinen bis dato abgegebenen Spenden Rothaariger sitzen. In Dänemark seien braunäugige und mediterrane Spender beliebt; in Irland dagegen würden rothaarige Spender besser laufen.
Die Vorurteile und Diskriminierung, denen rothaarige Jungen und Männer offenbar in besonderem Maße ausgesetzt sind, nahm der britische Fotograf Thomas Knights (selber kastanienfarben) 2014 zum Anlass für seine Fotoausstellung »RED HOT 100«, die zunächst in New York und später auch andernorts gezeigt wurde. Knights zeigt darin 100 rothaarige Männer mit nacktem Oberkörper auf türkisblauem Grund. Die kurzen Statements der Porträtierten zu jedem Bild „offenbaren deren meist frühen Erfahrungen von Mobbing, Beleidigungen und Diskriminierung aufgrund ihrer roten Haarfarbe“. Der Fotograf selber sagte in einem Interview, er „habe in allen Modelagenturen Großbritanniens nach rothaarigen Männern gefragt. Es gab keine...“. Er wolle außerdem den Filmproduzenten zeigen, dass rothaarige Männer gut aussehen: „Ich weiß nicht, wann die Entscheidung gefallen ist, dass man keine Männer mit roten Haaren als Helden besetzt. Aber das muss sich ändern.“

## Tage der Rothaarigen

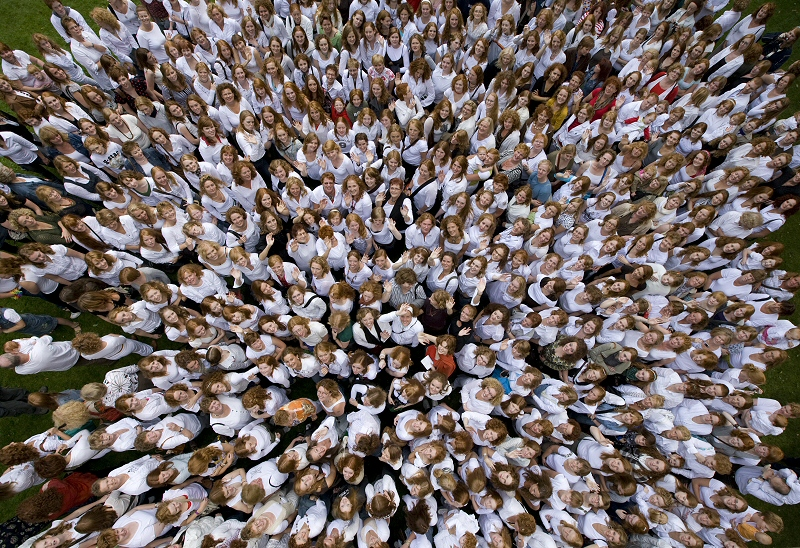
Rothaarigentag 2007

Als eine Form von Solidarität unter Rothaarigen werden an verschiedenen Orten sogenannte Rothaarigentage gefeiert. Seit 2005 (mit Ausnahme von 2006) immer am ersten September-Wochenende findet der bekannteste Rothaarigentag im Städtchen Breda in den Niederlanden auf Initiative der Künstler Bart Rouwenhorst und Jos Vogelpoel statt. Auch in England wurde ein Redhead Day ins Leben gerufen, der am 19. Mai 2018 zum fünften Mal stattfand. Im Mai 2012 gab es in Mailand das erste italienische Treffen »Rossitalia« („Rot-Italien“), wo sich hundert rothaarige Italiener vor dem Mailänder Dom trafen. 2017 organisierte das Rothaarigen-Magazin MC1R in Hamburg zum ersten Mal einen deutschen Rothaarigentag, ein zweiter soll 2018 folgen.

## Bildende Kunst

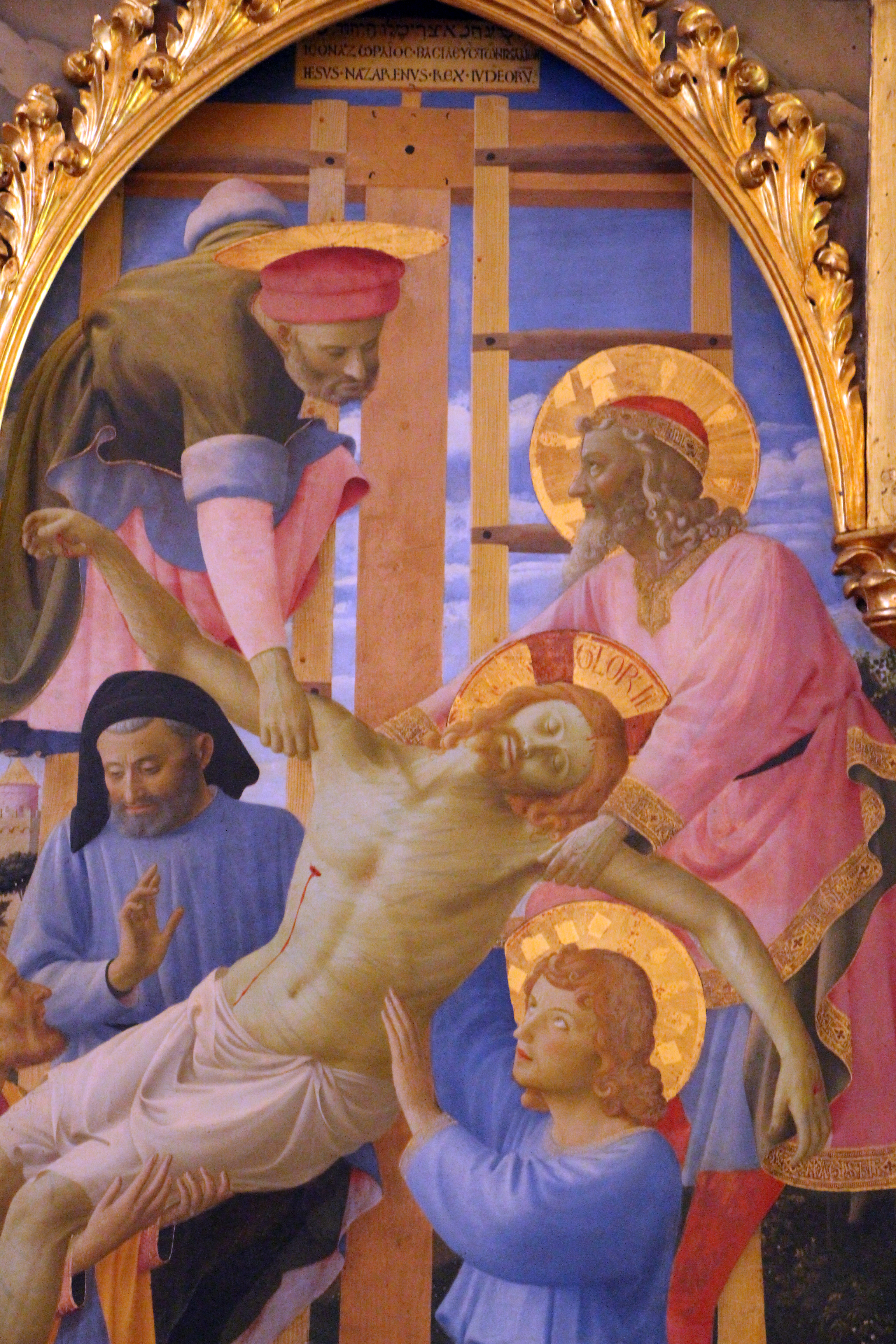
Fra Angelico: Pala Strozzi, Detail der Kreuzabnahme. Jesus und sein Lieblingsjünger, der Heilige Johannes sind hier rotblond.

Rötliches oder rotblondes Haar waren jahrhundertelang in der Malerei sehr beliebt und wurden besonders in Mittelalter und Renaissance nicht nur als interessante Farbakzente, sondern oft auch symbolisch eingesetzt. Gelegentlich finden sich mittelalterliche Darstellungen von Teufeln mit glut-rotem Haar, z. B. noch in Luca Signorellis Fresko der Verdammten (um 1500) im Dom zu Orvieto; dabei handelt es sich jedoch nicht um menschliche Figuren, sondern um bewusst bizarre Gestalten mit teilweise grauer oder grüner Haut. Weiter oben wurde bereits erwähnt, dass in italienischer und spanischer mittelalterlicher Kunst zuweilen auch der Christus-Verräter Judas Iskariot oder ähnliche 'böse Juden' mit glutrotem Haar dargestellt wurden, um sie als in den Fängen des Teufels verfangene Kreaturen zu charakterisieren. Insgesamt sind solche Darstellungen nicht sehr häufig, sie hielten sich am längsten im Spanien der Reconquista, und auch dort nur vereinzelt bis ins 16. Jahrhundert.
Auch andere 'sympathische' jüdische Figuren aus dem Alten Testament wurden manchmal als rothaarig dargestellt, hierbei wählten die Maler jedoch realistische und als schön empfundene hellere Rot- oder Rotblondtöne, nicht die dunklen 'glutroten' Haarfarben wie bei bösartigen Gestalten. Dies betrifft etwa König David, der tatsächlich im ursprünglichen hebräischen Text der Bibel als „rot“ oder „rothaarig“ bezeichnet wurde (1 Sam 16,12 ) (siehe unten: Literatur). Er wurde jedoch relativ selten auch so gemalt, beispielsweise von barocken Künstlern wie Rubens in Das Treffen von David und Abigail (verschiedene Versionen in: Detroit Institute of Arts und Getty Center Los Angeles) und von seinem Schüler Erasmus Quellinus II. in David spielt Harfe vor König Saul (ca. 1635, Szépművészeti Múzeum Budapest) oder von Jacob van Oost d. Ä. in dem Gemälde David mit dem Haupt des Goliath (ca. 1648, Eremitage, Sankt Petersburg). Auch andere biblische Figuren, wie z. B. König Salomon, wurden manchmal mit rotem Haar dargestellt, Beispiele gibt es wieder von Rubens oder von Cornelis de Vos. In Rubens' Urteil des Salomo (ca. 1617, Statens Museum for Kunst, Kopenhagen) hat allerdings nicht nur der weise König schönes rotes Haar, sondern auch die falsche und herzlose 'Mutter' – hier finden sich also in ein und demselben Bild Beispiele für eine positive Figur und für das Klischee, dass rotes Haar ein Zeichen für Bosheit wäre.
Das gleiche Thema behandelte hundert Jahre zuvor auch Lucas Cranach d. Ä. in seinem Gemälde Das Urteil des Salomonis (ca. 1537, Gemäldegalerie Berlin), und er stellte dabei eine Art 'verdrehte Welt' dar, wo König Salomon und alle anderen Figuren die gleiche rote Haarfarbe haben, außer einigen weißhaarigen Greisen und außer der falschen Mutter, der er bräunliches Haar gab – offenbar mit der Idee, dass „alle Juden“ rotes Haar hätten und man daher die falsche Mutter allein aufgrund ihrer dunkleren Haarfarbe erkennen kann (und am grünen Kleid, während die anderen rote Gewänder tragen).

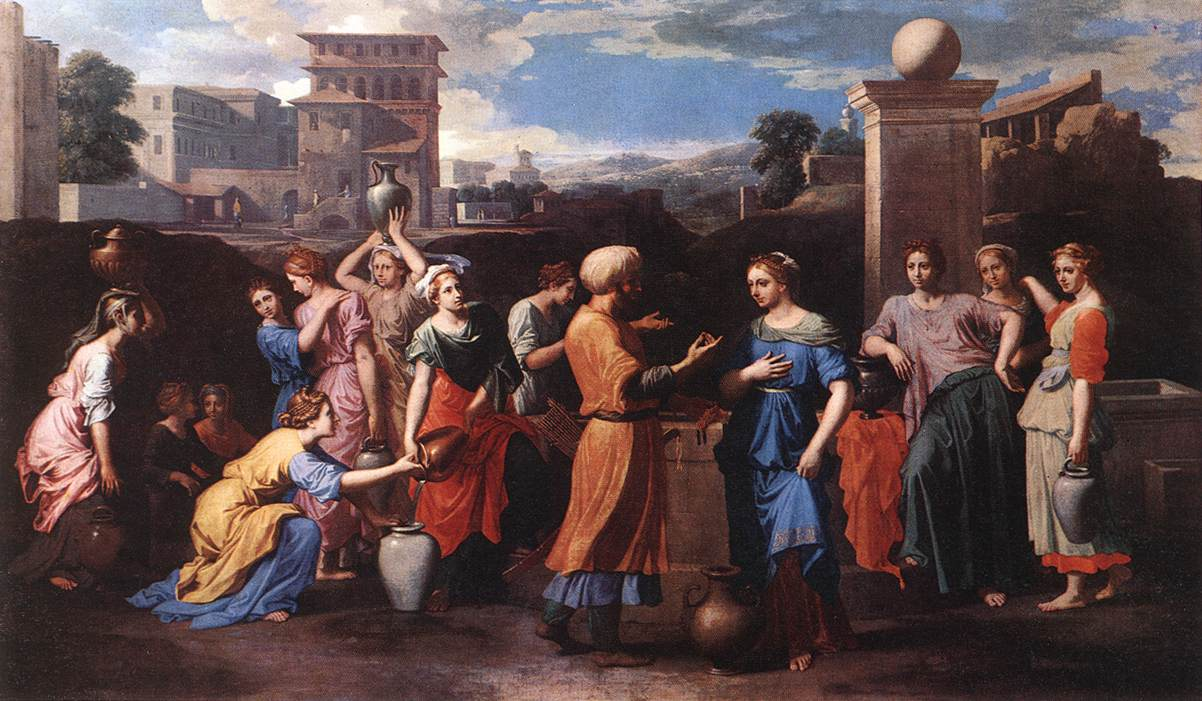
Nicolas Poussin: Rebecca am Brunnen, ca. 1648, Louvre. Mindestens fünf Frauen mit rötlichem Haar in diversen Schattierungen.

Auch der französische Barockmaler Nicolas Poussin, der viele Bilder nach alttestamentarischen Themen schuf, setzte dabei immer wieder und (unrealistisch) häufig rotes oder rötliches Haar ein, beispielsweise haben in Rebecca am Brunnen (Rebecca et Eliézer; ca. 1648, Louvre) sowohl die Hauptfigur der Rebekka und noch mehrere andere Frauen rötliche Haartöne – allerdings in raffiniert abgestuften unterschiedlichen Nuancen und mit sehr ästhetischem Effekt. Dasselbe gilt für Poussins Der Triumph des David (1631–1633; Dulwich Picture Gallery) und Die Auffindung des Moses (ca. 1647, Louvre) sowie mehrere ähnliche Werke dieses Künstlers.
Sehr häufig stellten im späten Mittelalter mindestens ab ca. 1300 viele Maler sowohl Jesus und die Jungfrau Maria als auch Engel und Heilige mit rotblonden oder rötlich 'goldenen' Haaren dar (siehe auch: Rotgold). Das gilt z. B. für italienische Maler des Trecento wie Lippo Memmi, Simone Martini, Ambrogio Lorenzetti, Lorenzo Monaco und auch für spätere Maler wie Giovanni Bellini, Rosso Fiorentino oder Fra Angelico, der beispielsweise in seiner Marienkrönung (Louvre, Paris) Christus selber, einige Engel und einige Heilige mit einer ganzen feinabgestuften Palette rötlicher Haarfarben darstellte.
Auch in der flämischen, französischen und deutschen Malerei erscheinen die Jungfrau Maria und das Jesuskind (oder der erwachsene Jesus), die Heilige Maria Magdalena und immer wieder auch Engel oft mit 'rotgoldenen' oder rötlichen Haaren, etwa bei Jean Malouel, Jan van Eyck, Rogier van der Weyden, Petrus Christus, Hans Memling, Jan Provost, Gerard David, Juan de Flandes, Hieronymus Bosch und Hans Holbein dem Älteren. Ein ganz berühmtes Beispiel eines deutschen Malers ist die Madonna im Rosenhag von Stefan Lochner, wo die Madonna, das Jesuskind und einige Engel rotblondes Haar haben (siehe unten Galerie). Eine besonders spektakuläre rothaarige Madonna malte auch der lange Zeit vergessene französische Maler Enguerrand Quarton in seiner farbintensiven Krönung der Jungfrau (ca. 1454; Musée Pierre-de-Luxembourg in Villeneuve-lès-Avignon).
Daneben waren vor allem Frauen mit rötlichem oder noch öfter rotblondem Haar ein häufiges Motiv. Das gilt besonders für die Renaissancemaler, zumal man vor allem in Italien Rotblond-Töne als „goldenes“ Haar ansah. Ein bekanntes Beispiel ist die Geburt der Venus von Botticelli, wo die Haarfarbe der Venus ein rotstichiges Goldblond ist und auch andere Figuren rotes Haar haben, oder für sein Gemälde Primavera, wo er wieder Venus und zwei der drei Grazien mit verschiedenen rötlichen Haartönen darstellte. Nach Tizian ist das sogenannte Tizian-Rot benannt, obwohl diese Haarfarbe bei ihm nicht zum ersten Mal und eher selten vorkommt.
Vom 16. Jahrhundert an, als die Malerei immer realistischer und individueller wurde, stellte man rotes Haar außerhalb der Porträtmalerei deutlich seltener dar (z. B. Porträts von Heinrich VIII., Mary Tudor oder Elisabeth I. von England).
Im späten 19. Jahrhundert hatte der Impressionist Pierre Auguste Renoir eine auffällige Vorliebe für rotblonde Frauen, mehrmals saß ihm auch die Schauspielerin Jeanne Samary Modell. Auch Amedeo Modigliani und Gustav Klimt malten öfters rothaarige Frauen. Eine Vorliebe für rotes Haar hatten ebenso die Präraffaeliten. John Everett Millais wagte es sogar, in seinem Gemälde Christus im Hause seiner Eltern den heranwachsenden Jesus und seine Mutter mit rotem Haar zu malen, womit er eigentlich die Gepflogenheiten der italienischen Frührenaissance – allerdings auf eine sehr realistische Weise – übernahm, das Gemälde löste jedoch im viktorianischen England einen furchtbaren Skandal aus, und der Schriftsteller Charles Dickens geiferte in einer gehässigen Kritik: „Ein abscheulicher, schiefhalsiger, flennender Rotschopf im Nachthemd“; und Millais' rothaarige Maria bezeichnete er u. a. als „Monstrum“ (siehe unten Galerie).

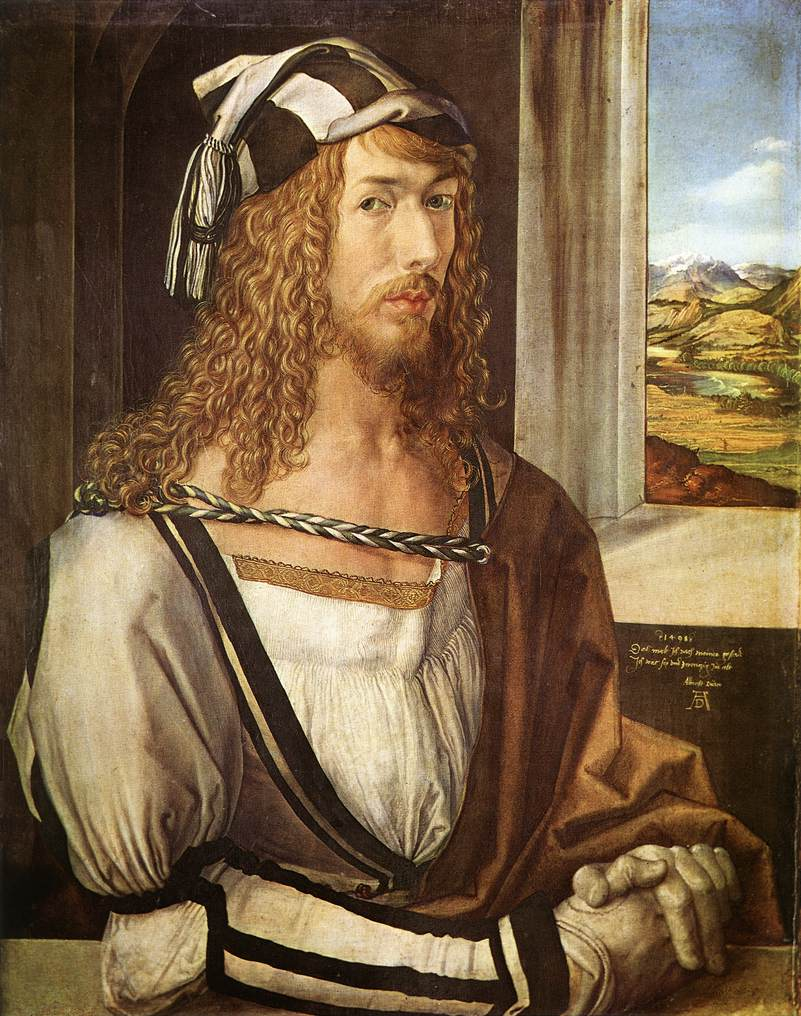
Albrecht Dürer: Selbstporträt, 1498, Prado

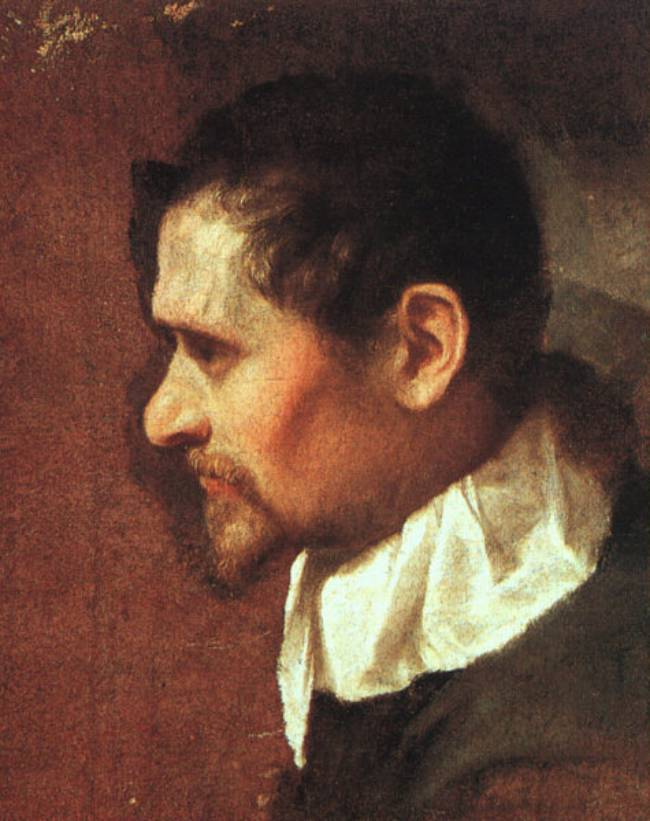
Annibale Carracci: Selbstporträt, um 1590

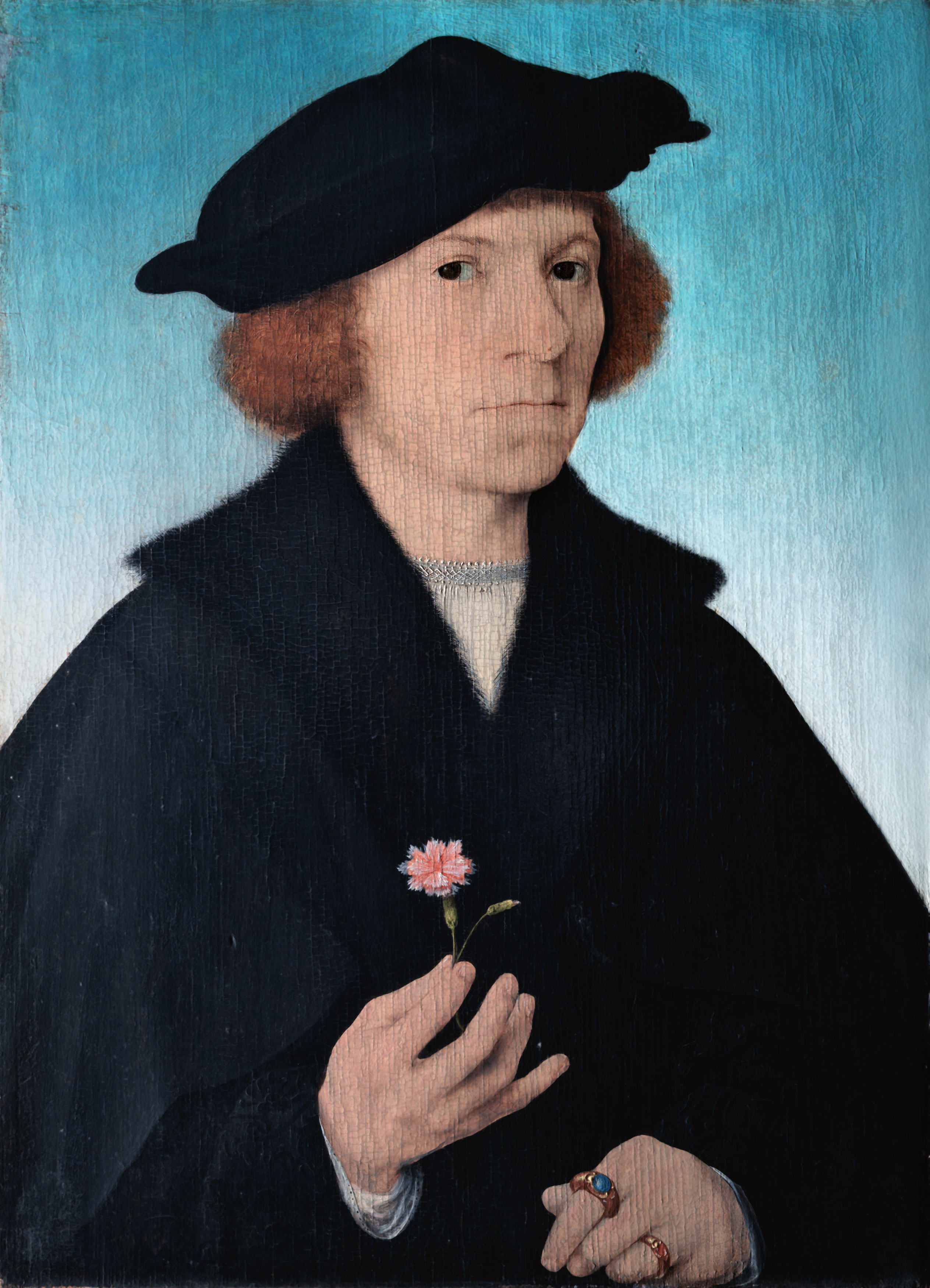
Joos van Cleve: Selbstporträt, 1519

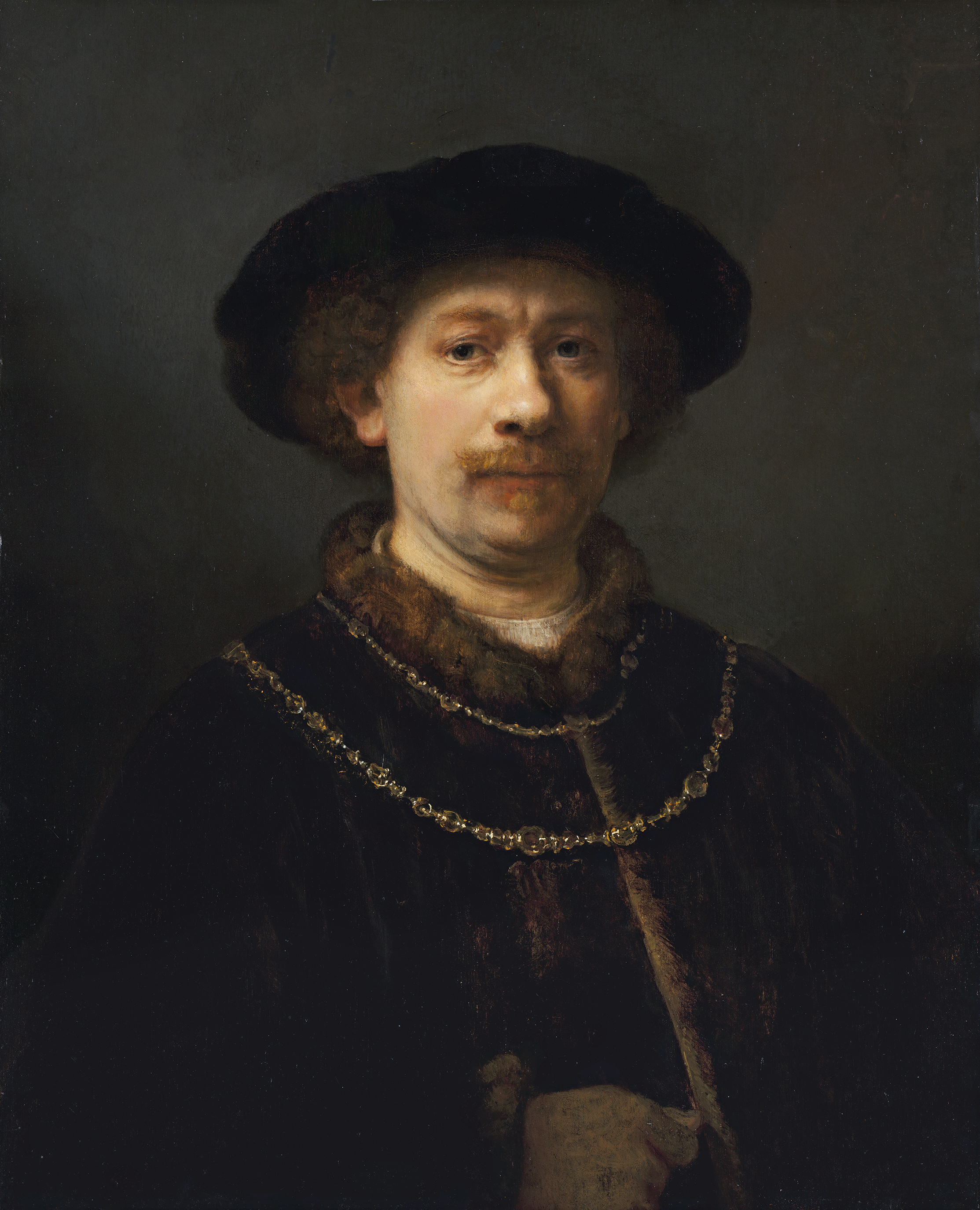
Rembrandt: Selbstporträt, um 1642

Einige wenige Maler hatten selber rötliches Haar, so stellte sich Albrecht Dürer in seinen Selbstbildnissen von 1493 und von 1498 (Prado, Madrid) mit langem rotblondem Haar da, doch scheint sein Haar später nachgedunkelt zu sein, da er sich auf einem heute in der Alten Pinakothek (München) befindlichen Bild einige Jahre später mit wesentlich dunklerer und kaum rötlicher Haarfarbe malte. Eindeutig rotes Haar hatten auch Gerard David (in: Die Jungfrau unter Jungfrauen, um 1509, Musée des Beaux-Arts, Rouen), Joos van Kleve der Ältere auf seinem Selbstporträt von 1519 (Museo Thyssen Bornemisza, Madrid) und Joachim Wtewael auf einem Selbstporträt von 1601 im Centraal Museum Utrecht sowie der holländische Barockmaler Gerard ter Borch (Selbstporträt 1668, Mauritshuis, Den Haag). Ter Borch malte auch auffällig oft rothaarige Personen – und nicht nur Frauen –, für die seine Familienmitglieder (vor allem Tochter und Sohn) als Modelle dienten. Anthonys van Dyck malte sich auf seinem jugendlichen Selbstporträt von 1619/20 mit kastanienfarbenem Haarschopf (Eremitage St. Petersburg) – sein Haar erscheint auf späteren Selbstporträts (u. a. um 1633, Privatsammlung) jedoch nicht mehr rötlich, dafür Bart und Augenbrauen von dunklem Kupferrot. Einen rötlichen Bart hatten auch der Miniaturist Nicholas Hillier (Selbstporträt, 1577, Victoria & Albert Museum, London), Hendrick Goltzius (Selbstporträt 1600, Albertina, Wien), Annibale Carracci (Selbstporträt, um 1595–1600, Uffizien, Florenz) und Rembrandt (auf mehreren Selbstporträts, u. a. 1629, Boston, und 1640, National Gallery, London). Im 19. Jahrhundert stellte sich Vincent van Gogh auf zahlreichen Selbstporträts mit rotem Bart und Augenbrauen dar. Rotes Haar hatten auch William Holman Hunt (Selbstporträt 1875, Uffizien, Florenz), Carl Olaf Larsson (Selbstporträt 1906, Uffizien, Florenz) und Alberto Giacometti (Selbstporträt, 1921, Kunsthaus Zürich).

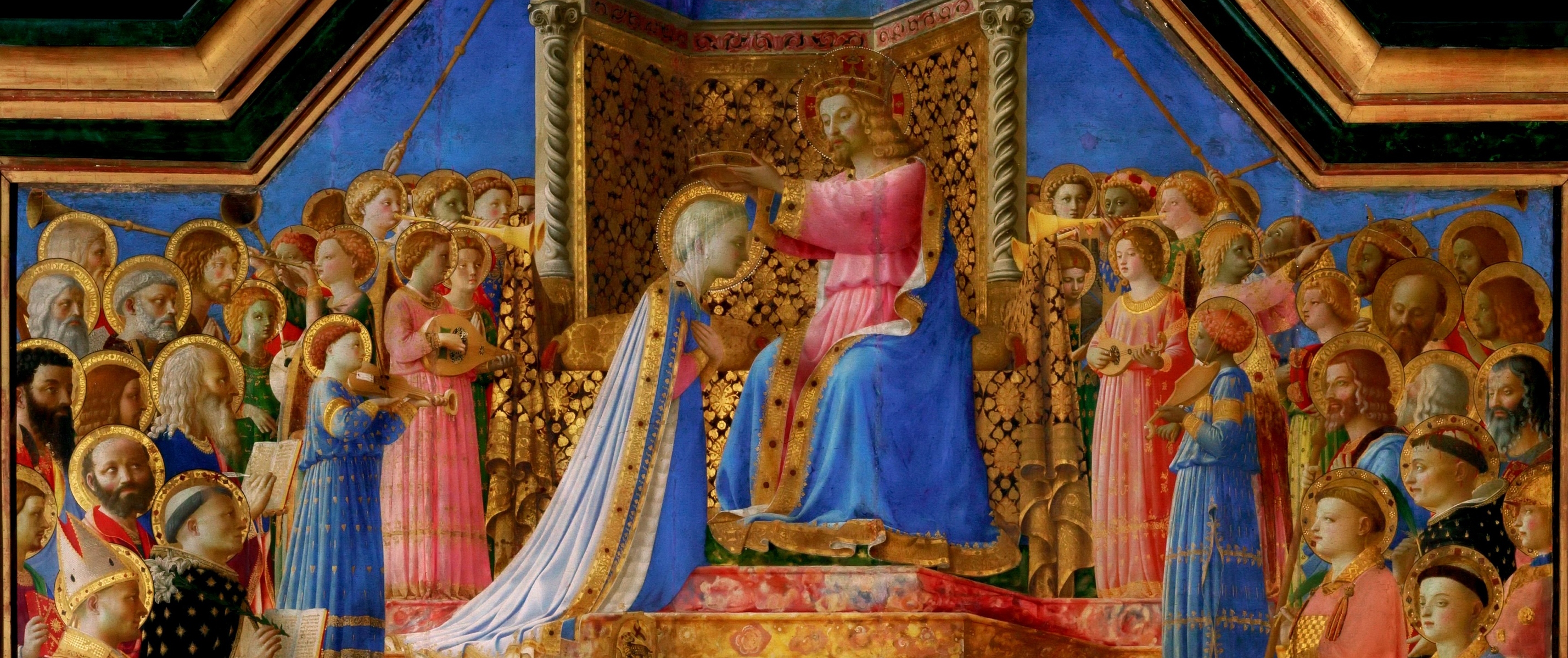
Fra Angelico: Marienkrönung, 1430–1435 (Detail mit Engeln und Heiligen), Louvre

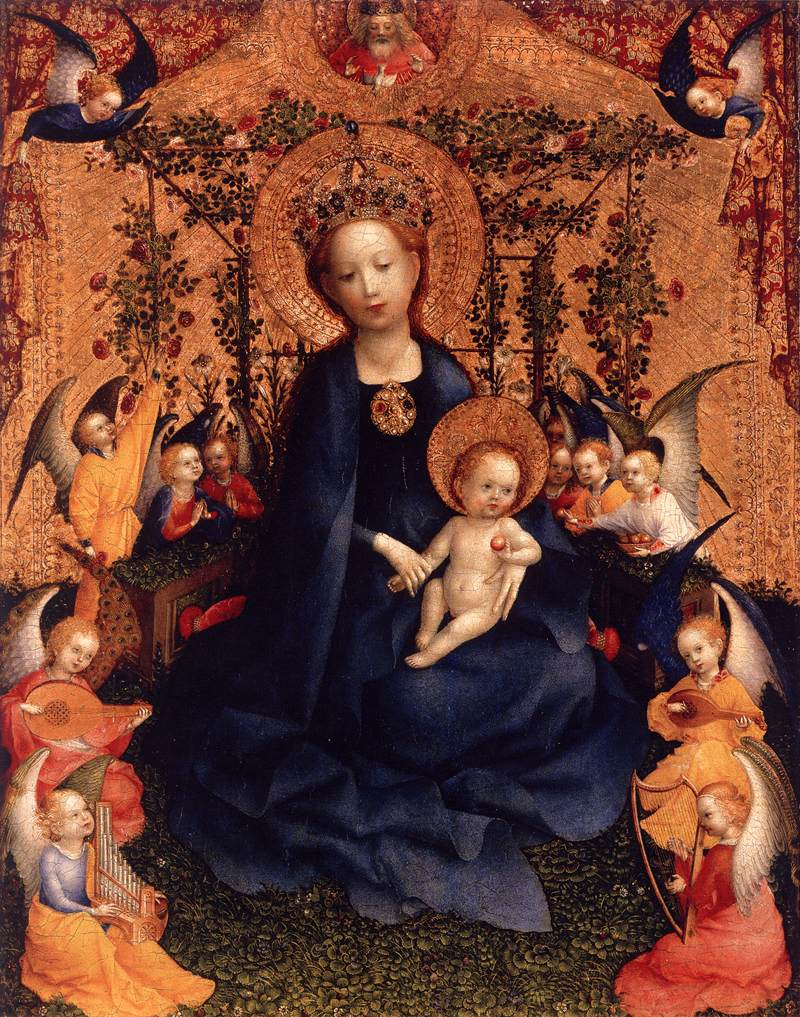
Stefan Lochner: Madonna im Rosenhag, ca. 1440
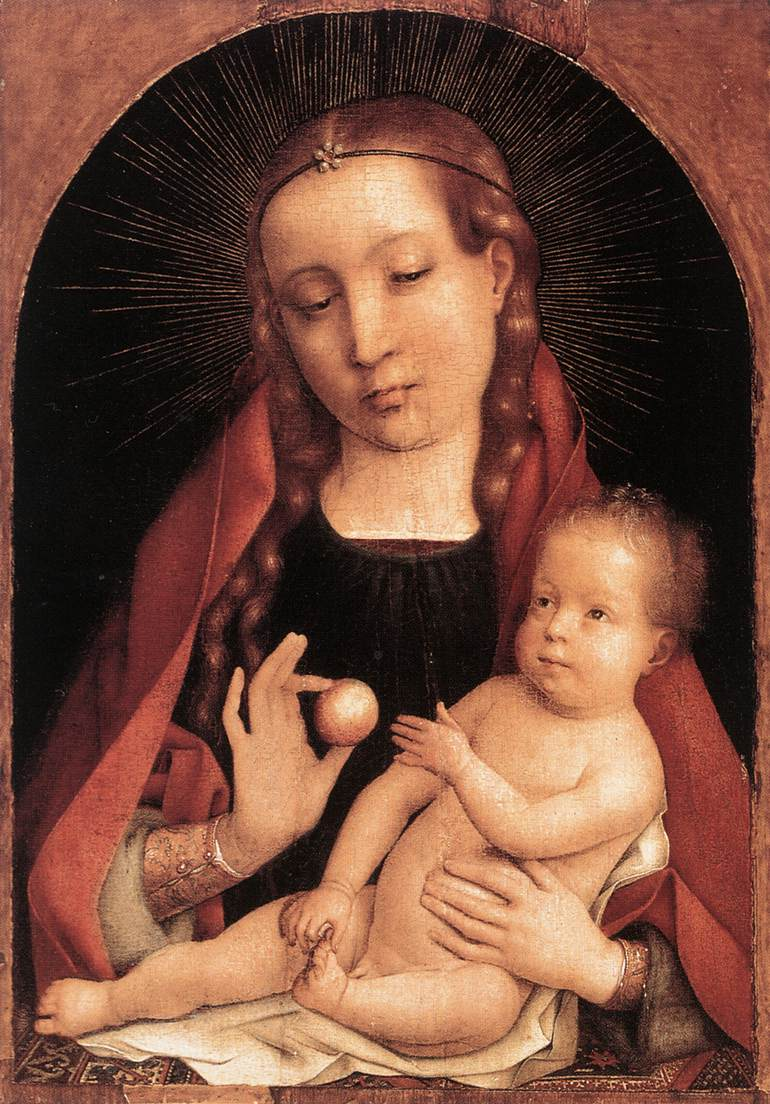
Jan Provost (?): Heilige Jungfrau mit Kind, ca. 1500
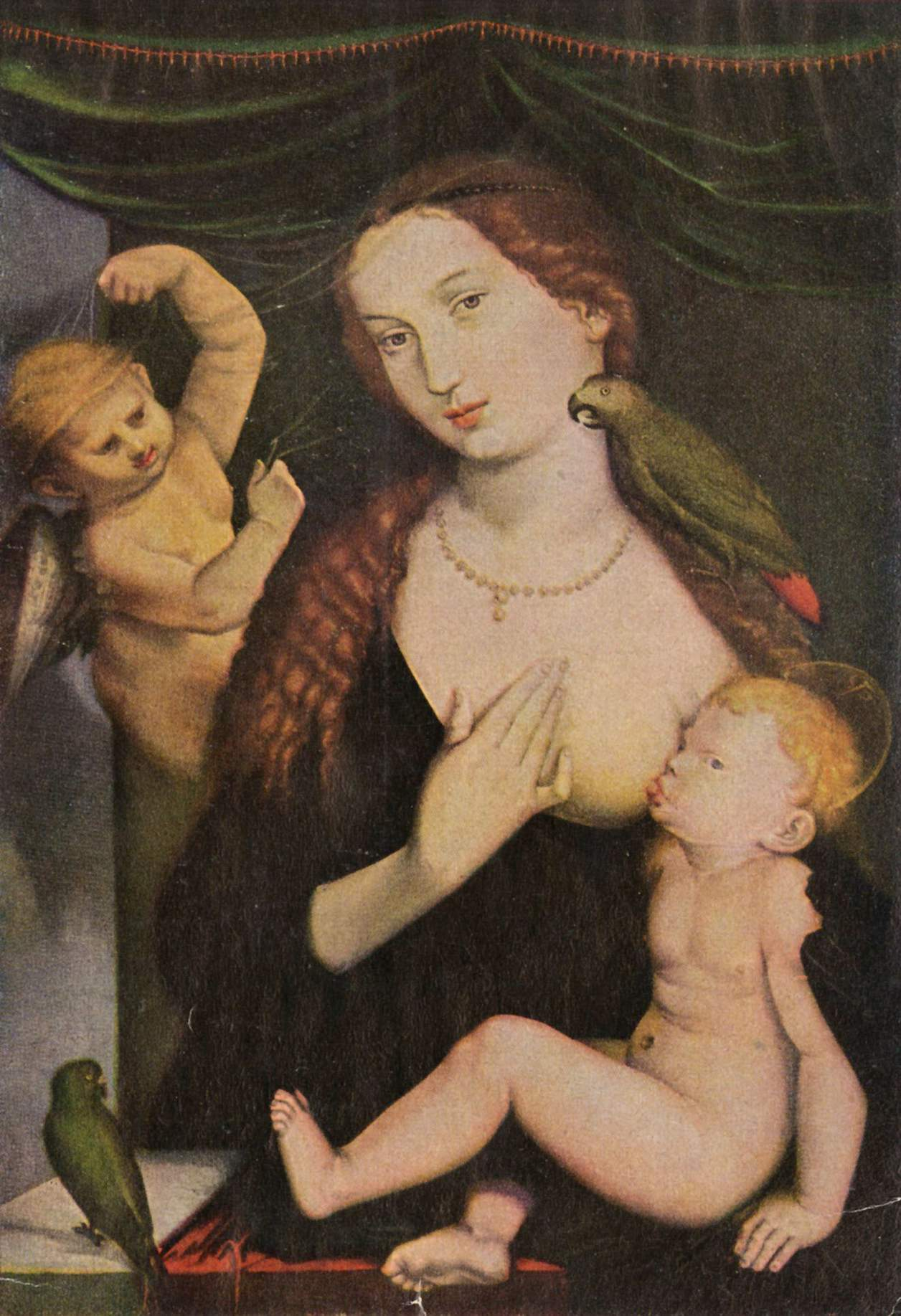
Hans Baldung: Madonna mit den Papageien, um 1527
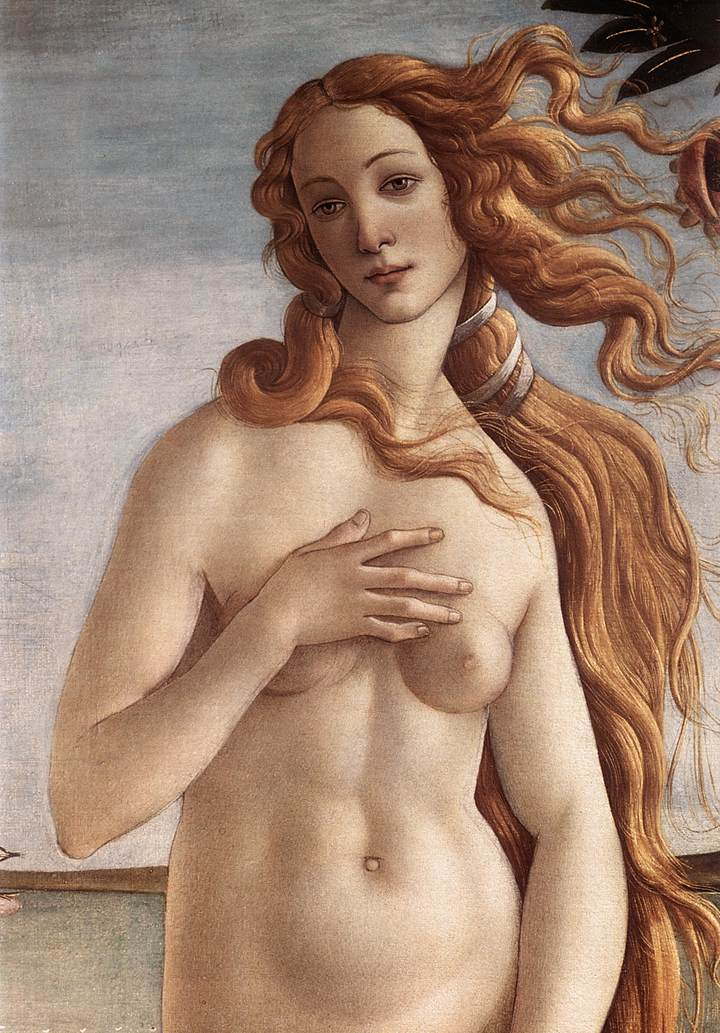
Sandro Botticelli: Geburt der Venus, um 1485, Detail
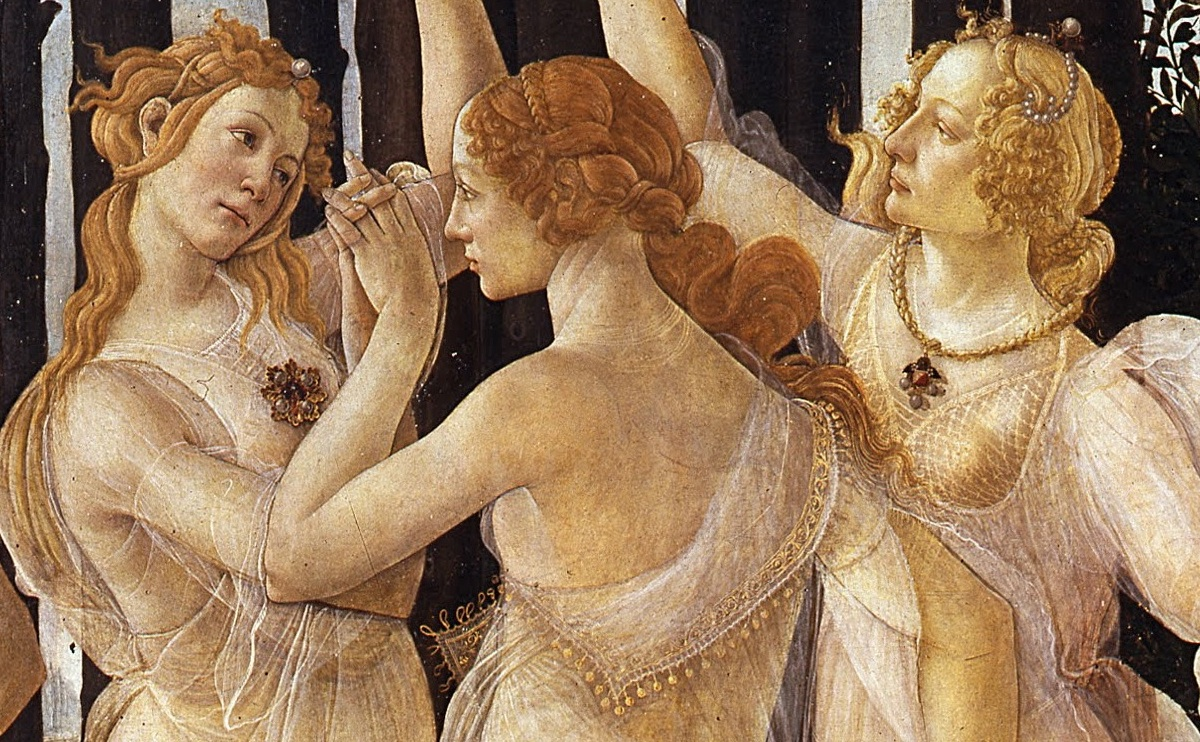
Sandro Botticelli: Die drei Grazien in Primavera (Detail), 1485–1487
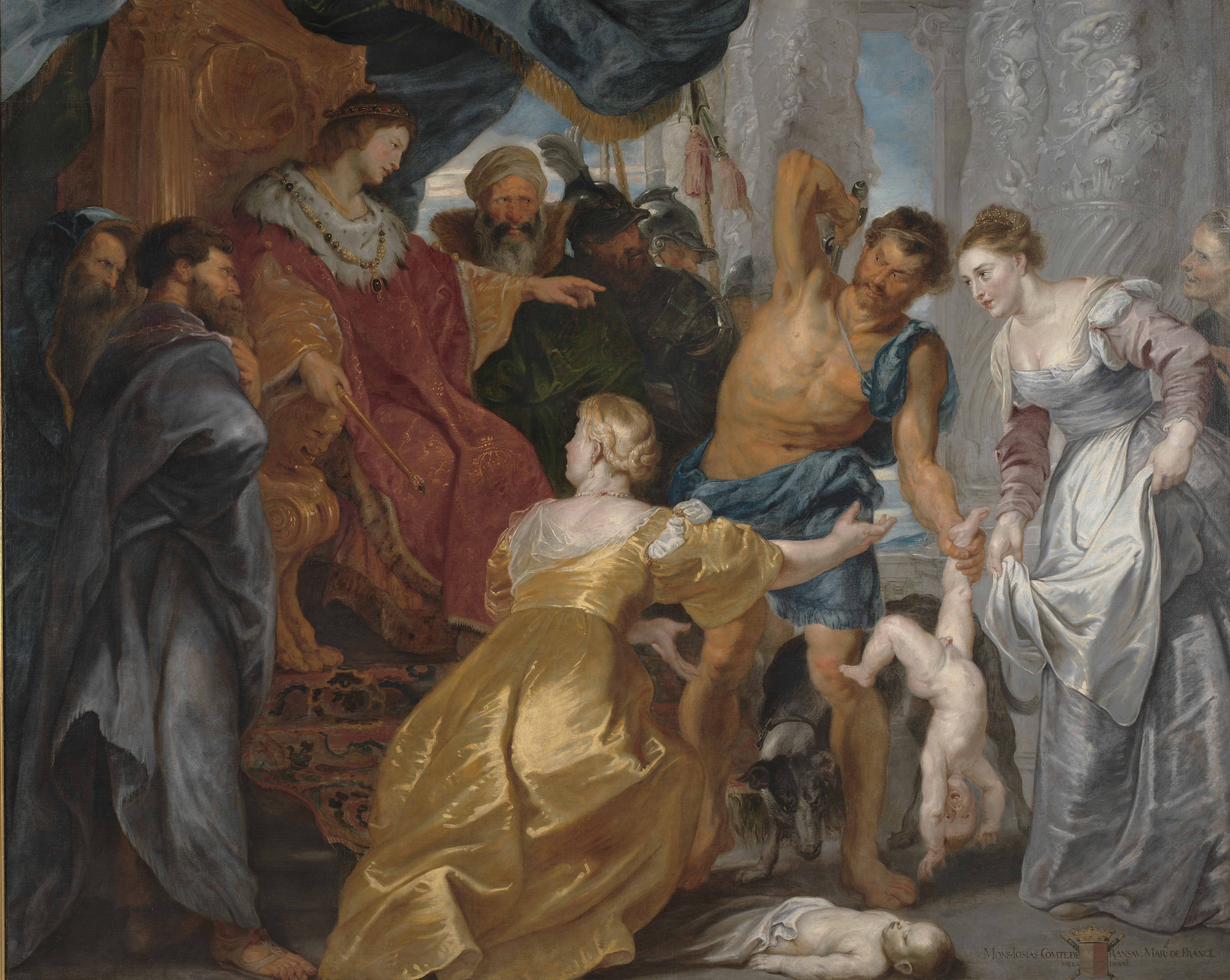
Peter Paul Rubens: Das Urteil des König Salomon, ca. 1617
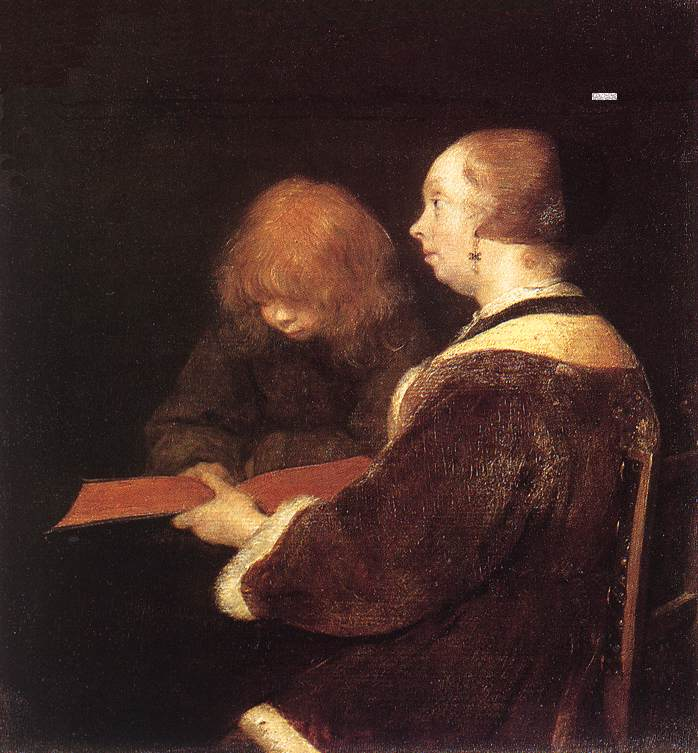
Gerard ter Borch d. J.: Der Lese-Unterricht, um 1650
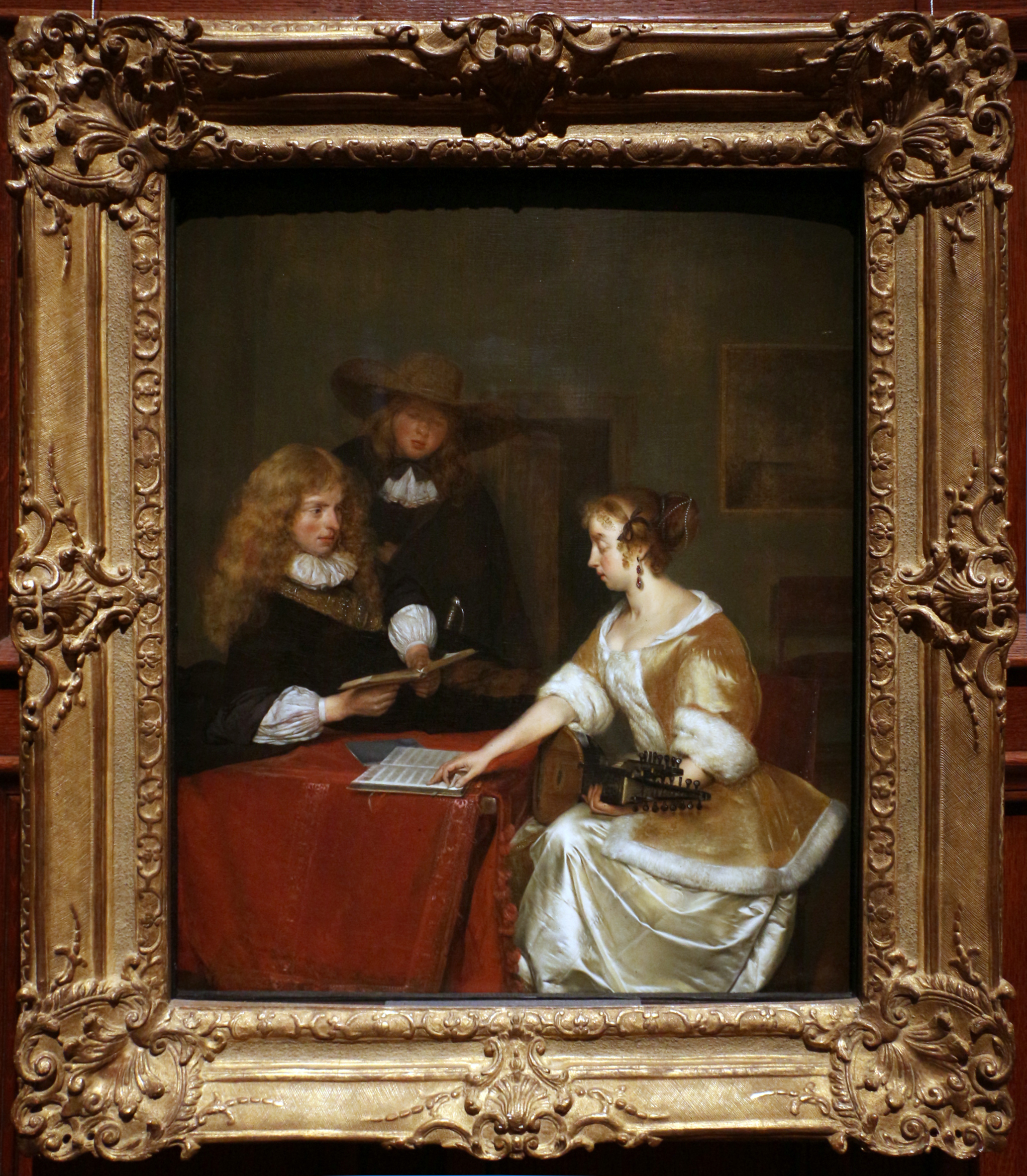
Gerard ter Borch d. J.: Kleines Konzert, ca. 1668
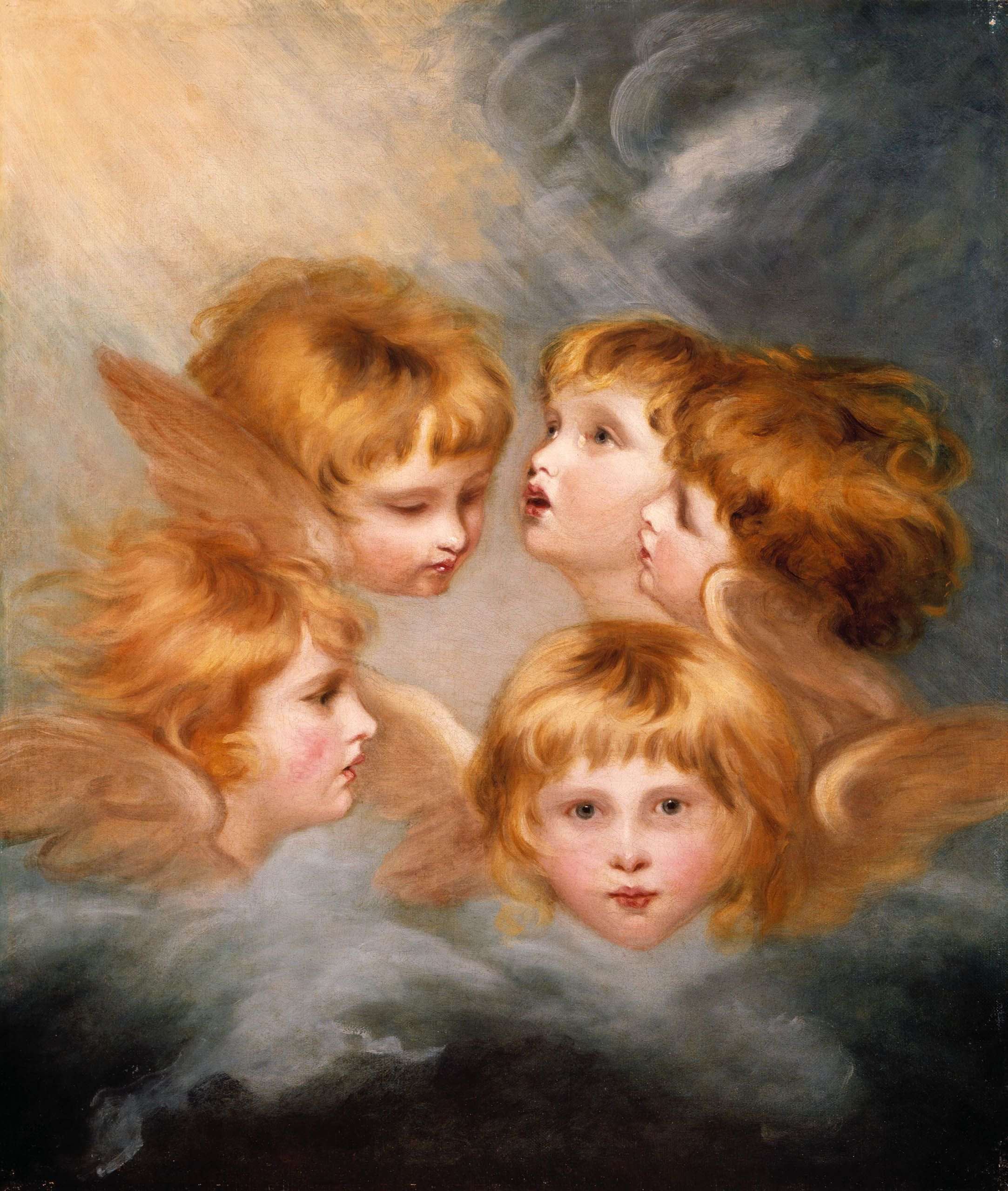
Joshua Reynolds: Engelsköpfe (Miss Frances Gordon), 1786–1787
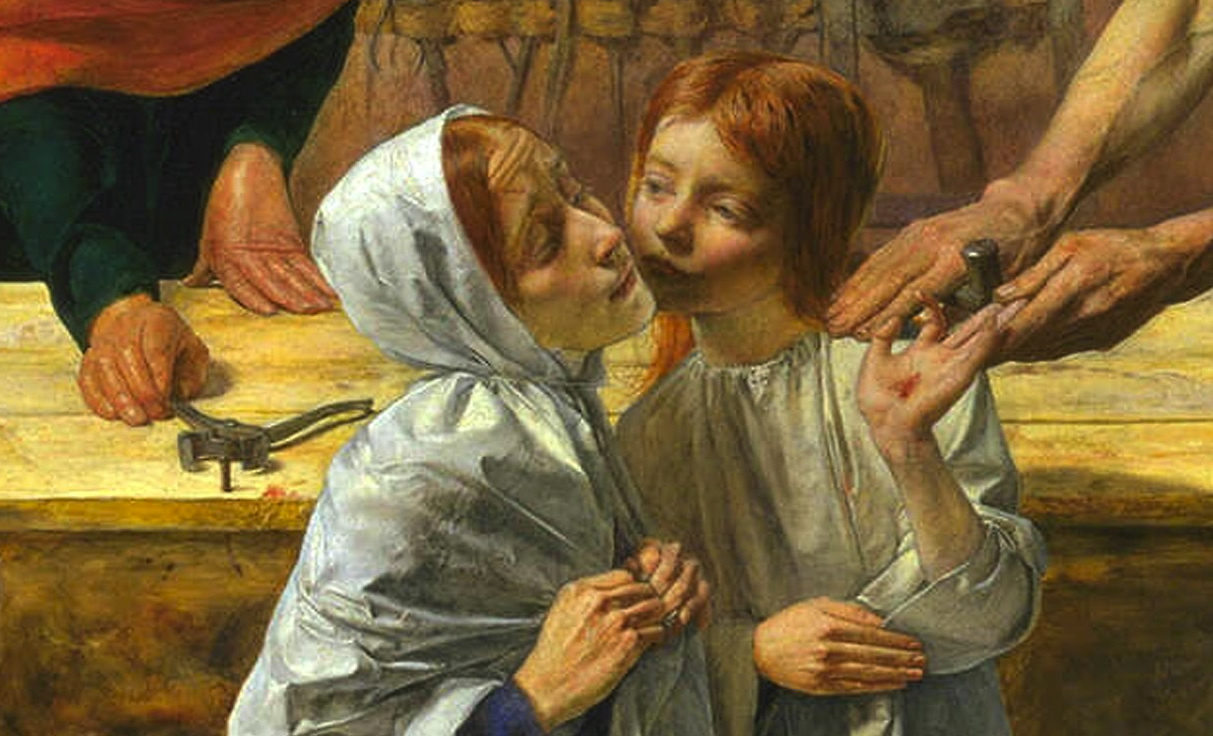
John Everett Millais: Christus im Hause seiner Eltern, Detail mit Jesus und seiner Mutter Maria, 1849
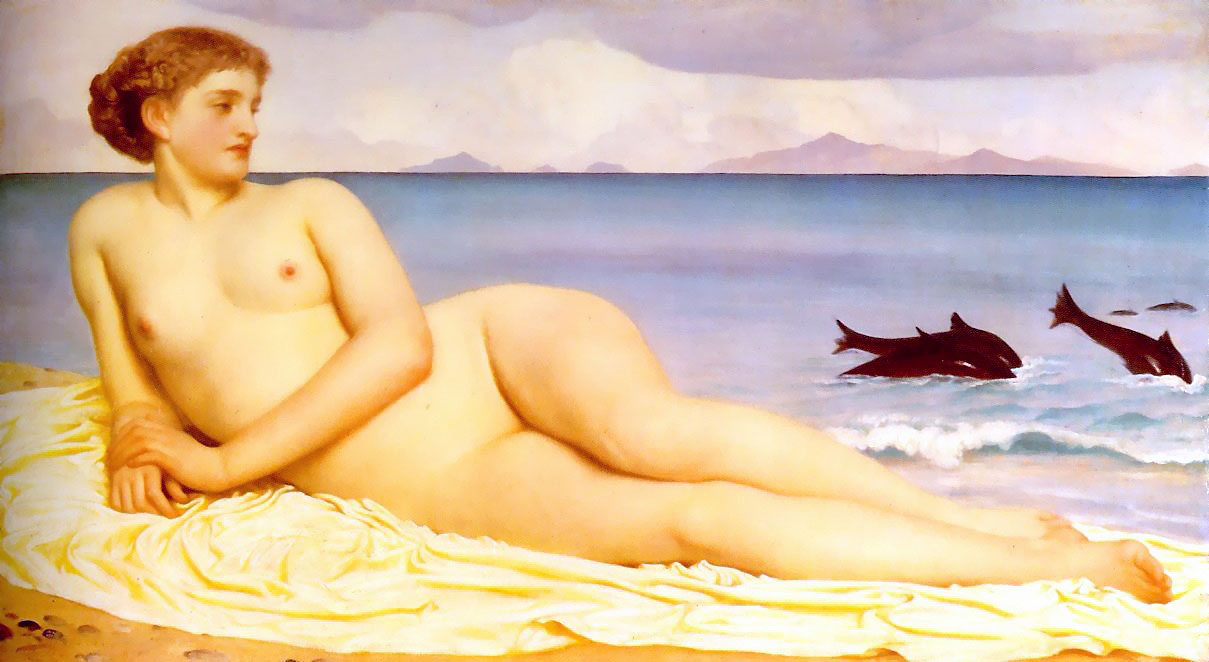
Frederick Leighton, Actaea, the Nymph of the Shore, um 1853
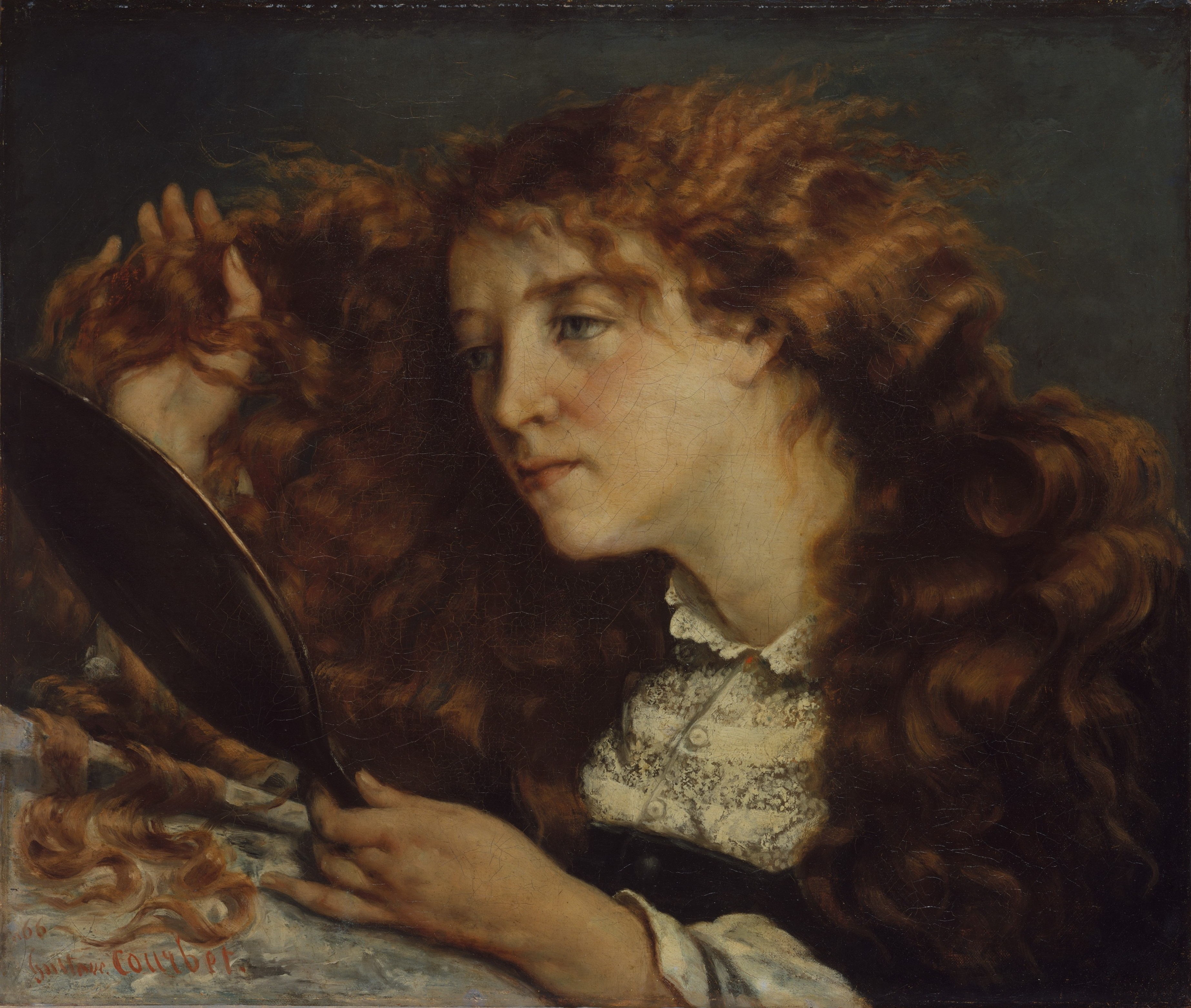
Gustave Courbet: La Belle Irlandaise, 1865
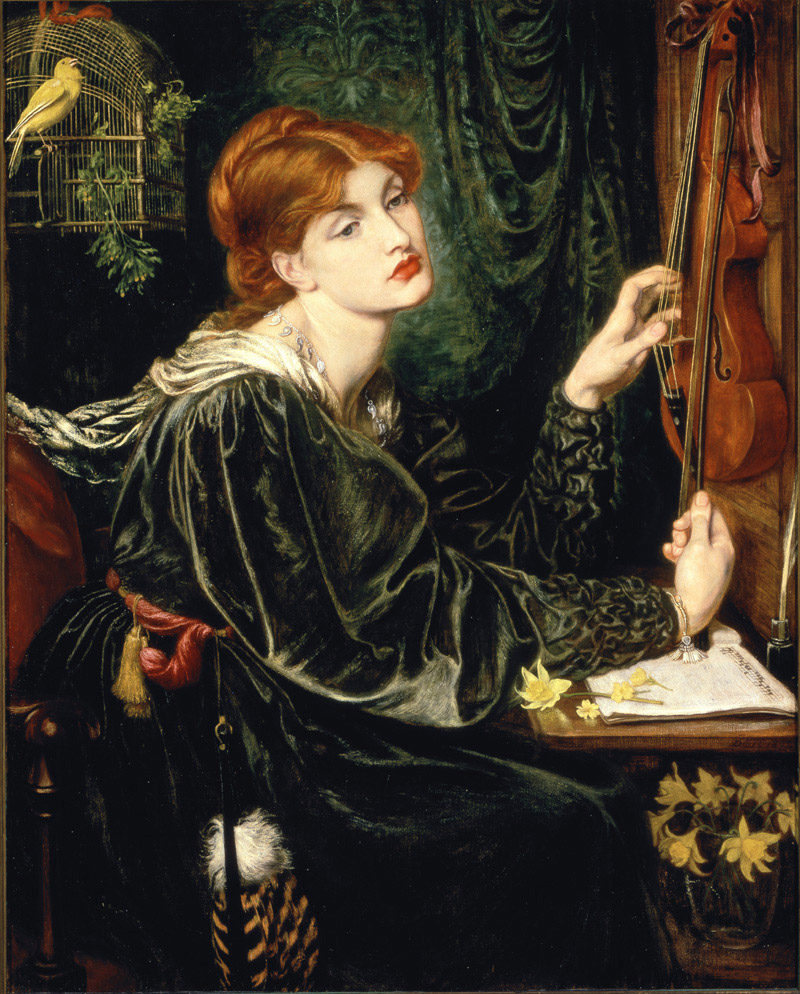
Dante Gabriel Rossetti: Veronica Veronese, 1872
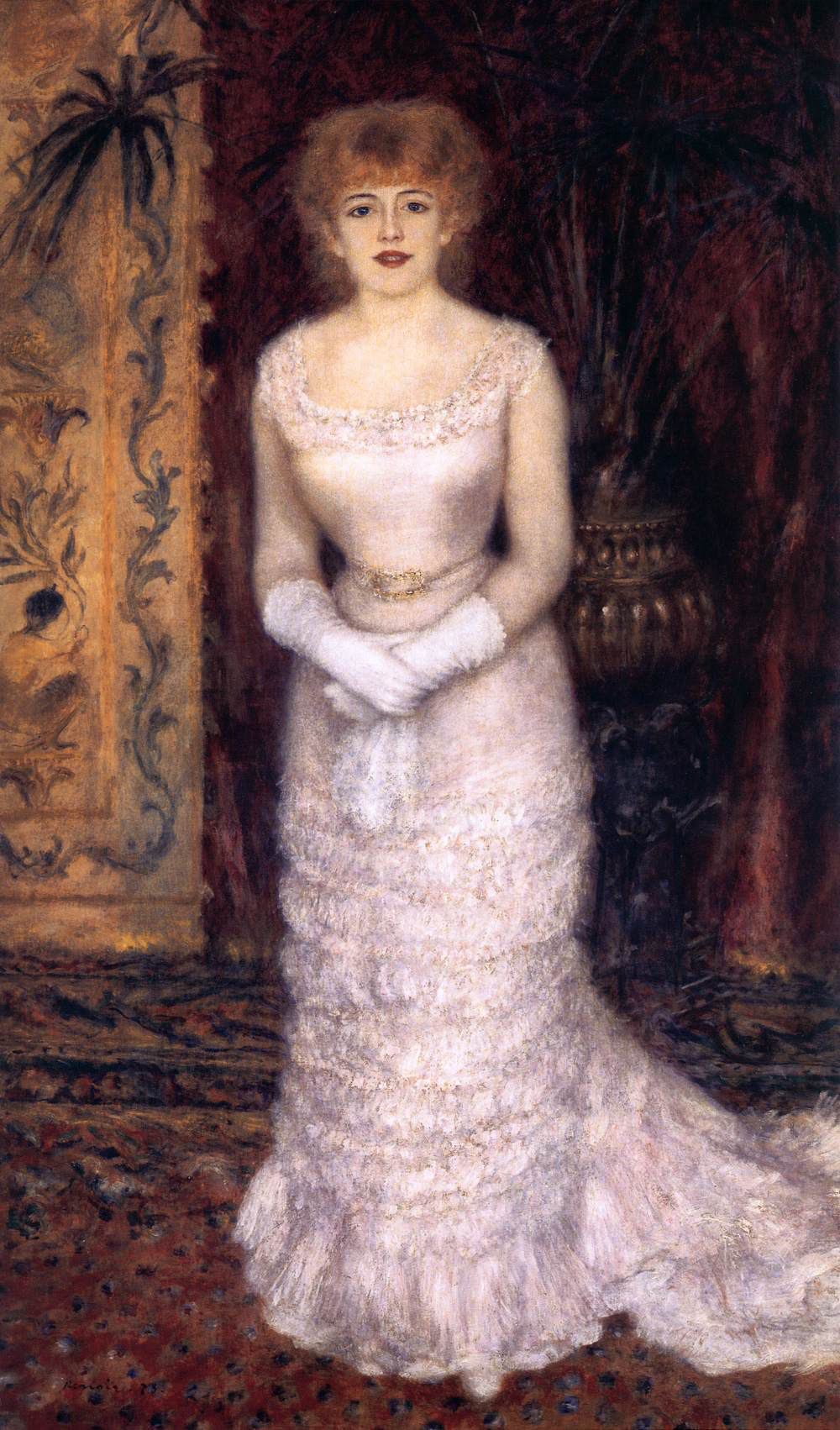
Renoir: Jeanne Samary, 1878
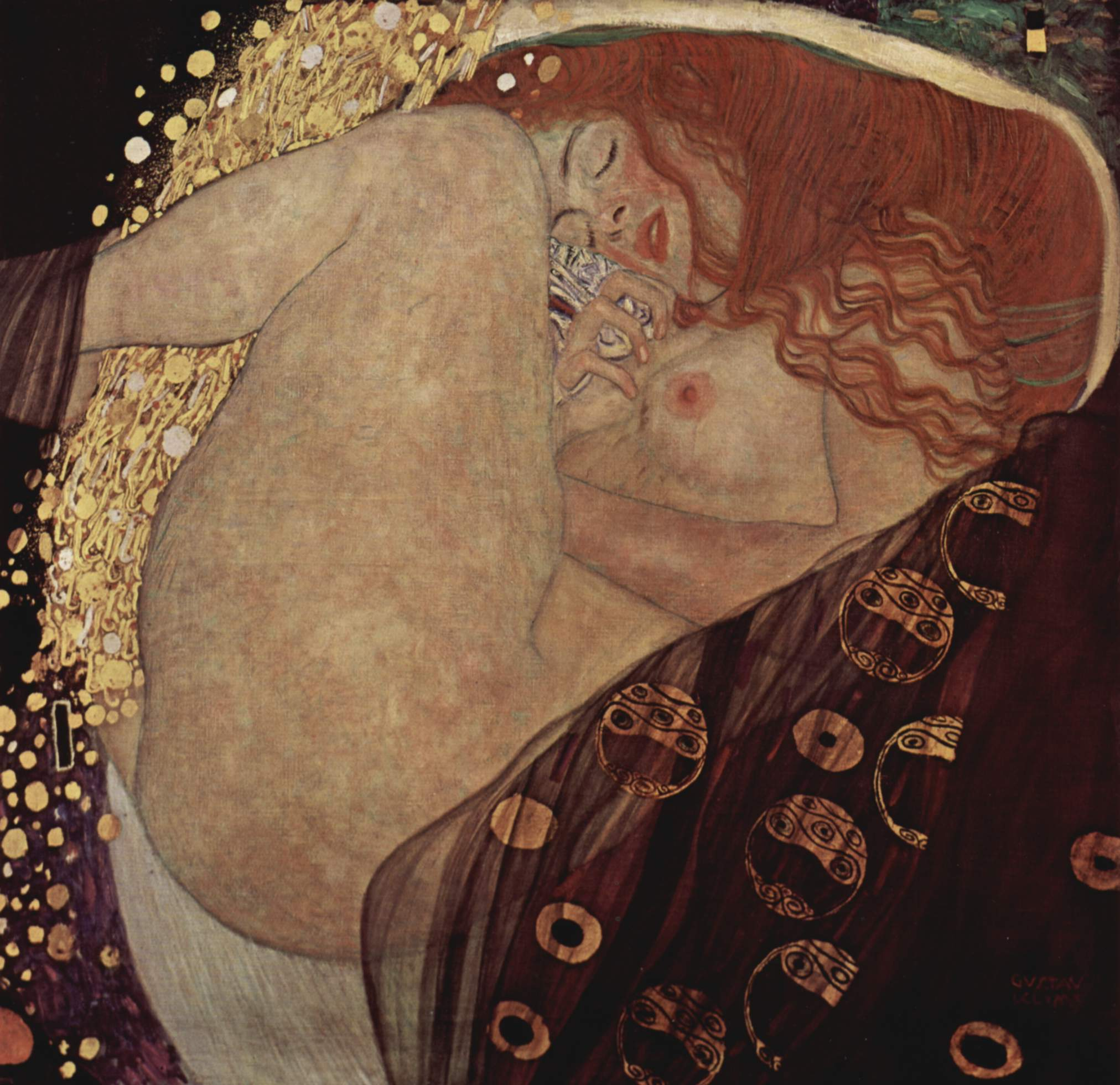
Gustav Klimt: Danae, um 1907
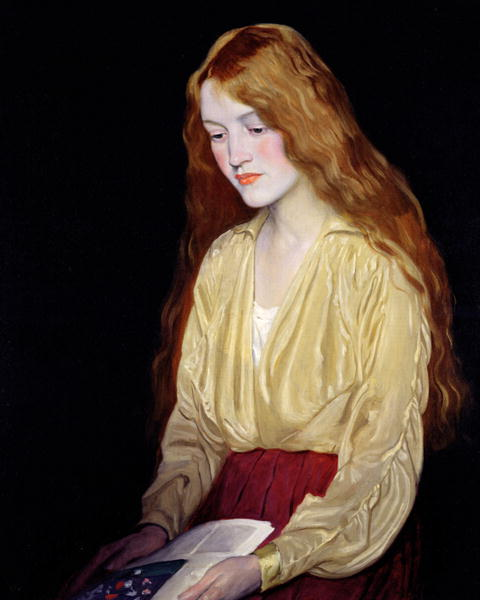
William Strang: Cynthia, 1917

## Film
Mit dem Aufkommen des Farbfilms wurden ab den 1940er Jahren manchmal auch rothaarige Darstellerinnen für die Filmindustrie interessant. Einige Schauspielerinnen färbten sich die Haare rot, was vermutlich zu ihrem Erfolg beitrug. Im Spiel verkörperten sie oft Klischees der Rothaarigen: geheimnisvoll, undurchschaubar, leidenschaftlich, feurig, temperamentvoll und verführerisch, manchmal auch streitbar. Beispiele für Schauspielerinnen, deren rotes Haar zu ihrem Markenzeichen wurden, obwohl es nur gefärbt war, sind Rita Hayworth, Maureen O’Hara, Deborah Kerr, Rhonda Fleming, Arlene Dahl, Shirley MacLaine, Barbra Streisand, die Komikerin Bette Midler (die letzten beiden erblondeten später) und im deutschsprachigen Bereich Senta Berger, Brigitte Mira oder Elisabeth Volkmann; auch die sommersprossige Französin Isabelle Huppert ist bekannt für dezent (und dadurch umso echter wirkendes) rötlich getöntes oder gefärbtes Haar (wechselt aber den genauen Farbton). Kräftig rot gefärbtes Haar war auch das Markenzeichen der italienischen Sängerin Milva. Schauspielerinnen, deren Haar von Natur aus rötlich war oder ist, sind wesentlich seltener: Katharine Hepburn gilt als kastanienbraun; Nicole Kidman und Tilda Swinton sind eigentlich rothaarig, blondierten jedoch irgendwann ihre Naturfarbe, vermutlich um vielfältiger einsetzbar zu sein, und im Falle von Kidman auch, um eher dem modernen Bild einer klassischen Blondine und Schönheit zu entsprechen; sie wechselt die Farbe mal von Hellblond bis zu rötlichem Goldblond.
Film und Theater bedienen sich vor allem bei weiblichen Figuren relativ häufig der besonderen Ausstrahlung roter Haare, wenngleich sie oft nur gefärbt sind:
In einem der ersten Farbfilme überhaupt, dem märchenhaften Musical Der Zauberer von Oz (1939), kam Judy Garlands dunkelrotes Haar besonders vorteilhaft zur Geltung.
Eine der berühmtesten (künstlichen) Rothaarigen ist Astrid Lindgrens Kinderbuchfigur Pippi Langstrumpf, die von der kleinen Inger Nilsson mit knallroten abstehenden Zöpfen in mehreren Filmen gespielt wurde (1969, 1970, 1971). Zugleich wurde mit der Figur der kleinen, frechen und bärenstarken Pippi, die sich (zum Vergnügen des Publikums) nicht richtig benehmen kann und will, allerdings auch ein Klischee über Rothaarige verbreitet – wenn auch auf lustige Art und Weise und in liebenswerter Darstellung. Umgekehrt wurde die eigentlich dunkelhaarige Michèle Mercier mithilfe rotgoldenen Haares zur bildschönen Angélique in mehreren Verfilmungen des gleichnamigen Romans von Anne Golon (1964–1968). Beide genannten Schauspielerinnen wurden das Image dieser Filmfiguren (und ihrer Haarfarbe) nie mehr ganz los.
Ein seltener Fall eines männlichen Helden mit rötlichem Haar war 1988 der liebevolle Zwerg und Zauberer Willow in dem gleichnamigen Fantasy-Film, gespielt von Warwick Davis; auch das Film-Baby Elora, das in Gefahr schwebt und von Willow gerettet wird, ist rothaarig.
In Jane Campions bewegender Filmbiographie Ein Engel an meiner Tafel (1990) spielte u. a. Kerry Fox mit wuscheligem rotem Haarschopf die hochsensible, sehr schüchterne, neuseeländische Autorin Janet Frame, die fälschlich als schizophren diagnostiziert wurde und mehrere Jahre ihres Lebens in Nervenheilanstalten verbrachte.
Virginia Woolfs androgyne Heldin Orlando wurde 1992 von der naturroten Tilda Swinton gespielt. Im preisgekrönten Film Titanic trug Kate Winslet als Darstellerin der aufmüpfig-romantischen Hauptfigur Rose eine rothaarige Perücke, genau wie Frances Fisher, die Darstellerin ihrer eiskalt berechnenden Mutter. Künstlich knallrote Haare waren 1999 das Markenzeichen von Franka Potente in Lola rennt; in England war der deutsche Erfolgsfilm so populär, dass Friseursalons die Haarfarbe Lola red anboten. Eine Schlüsselrolle spielen zwei schöne rothaarige Mädchen im Film Das Parfum – Die Geschichte eines Mörders (2006) nach dem Bestseller von Patrick Süskind (siehe unten).
In den Harry-Potter-Filmen (2001–2011) wurde der von Natur aus rotblonde Rupert Grint als sympathischer bester Freund des Protagonisten weltberühmt. In der bekannten Fernseh-Serie Downton Abbey gibt es mehrere Personen mit (meist künstlichem) rötlichem Haar: Allen voran die von Laura Carmichael verkörperte Edith – das problemgebeutelte „hässliche Entlein“ der Familie – und ihre Tante Rosamond, gespielt von Samantha Bond, sowie den Hausdiener Alfred.
Erwähnenswert sind auch mehrere Filme über das Leben der englischen Königin Elisabeth I., die tatsächlich rotblond war, in Filmen manchmal auch leuchtend rot: Besonders bekannt sind The Virgin Queen (1955) mit Bette Davis (als eine besonders hässliche Elisabeth), die beiden Elisabeth-Filme mit Cate Blanchett (1998 und 2007) und Helen Mirrens Darstellung in einem Zweiteiler von 2006.
Genau wie in den bekannten Comics von Uderzo und Goscinny hat Obelix, der beste Freund von Asterix, in allen Asterix-Zeichentrickfilmen und in den Spielfilmen mit Gérard Depardieu rotes Haar. Die Protagonistin Ginger Foutley der Zeichentrickserie Gingers Welt ist ebenfalls rothaarig und passend dazu heißt rothaarig auf Englisch ginger haired, sodass sie einen sprechenden Namen trägt.
Im Märchenfilm Cinderella (2015) haben Cate Blanchett als schöne, böse Stiefmutter und Sophie McShera als eine der gehässigen Stiefschwestern rotes Haar. In der bekannten Zeichentrickvorlage von 1950 hatte auch eine böse Stiefschwester (sehr künstlich wirkendes) rotes Haar, die Stiefmutter war jedoch eine hässliche, alte Frau mit dunkel-grauem Haar. Das rothaarige Hexenklischee wird auch in dem Hollywood-Streifen Zauberhafte Schwestern (1998) bedient, wo in mehreren Generationen einer Familie von – immerhin guten und liebenswerten – „Hexen“ auffällig oft rotes Haar vorkommt (neben dunklem Haar – aber nie blond). Die Hauptrollen verkörpern die damals noch naturrote Nicole Kidman und die dunkelhaarige Sandra Bullock.
Weitere Filme, in denen Rothaarige eine besondere Rolle spielen, sind Tatort: Rot – rot – tot (1978), Red Sonja (1985), Das fünfte Element (1997), In the Cut (2003), Das Imperium der Wölfe (2005), Die Rote Zora (2008) und Merida – Legende der Highlands (2012).
Schauspielerinnen, die sich die Haare rot färbten

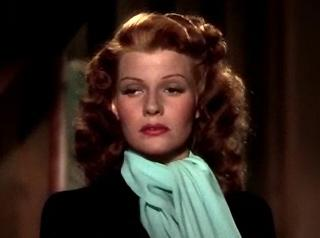
Rita Hayworth, 1946 (rötlich gefärbt)
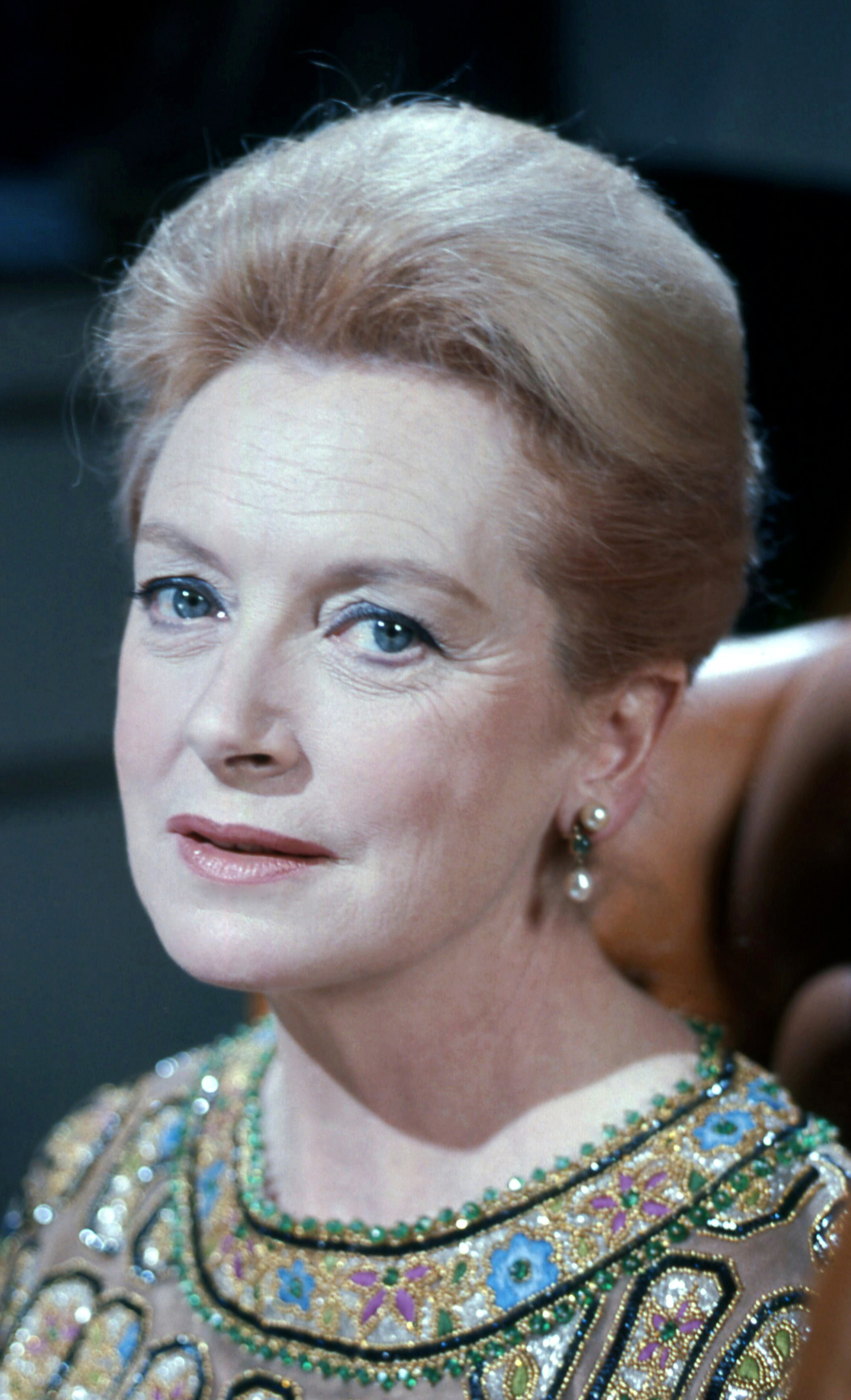
Deborah Kerr, 1973 (rotblond gefärbt)
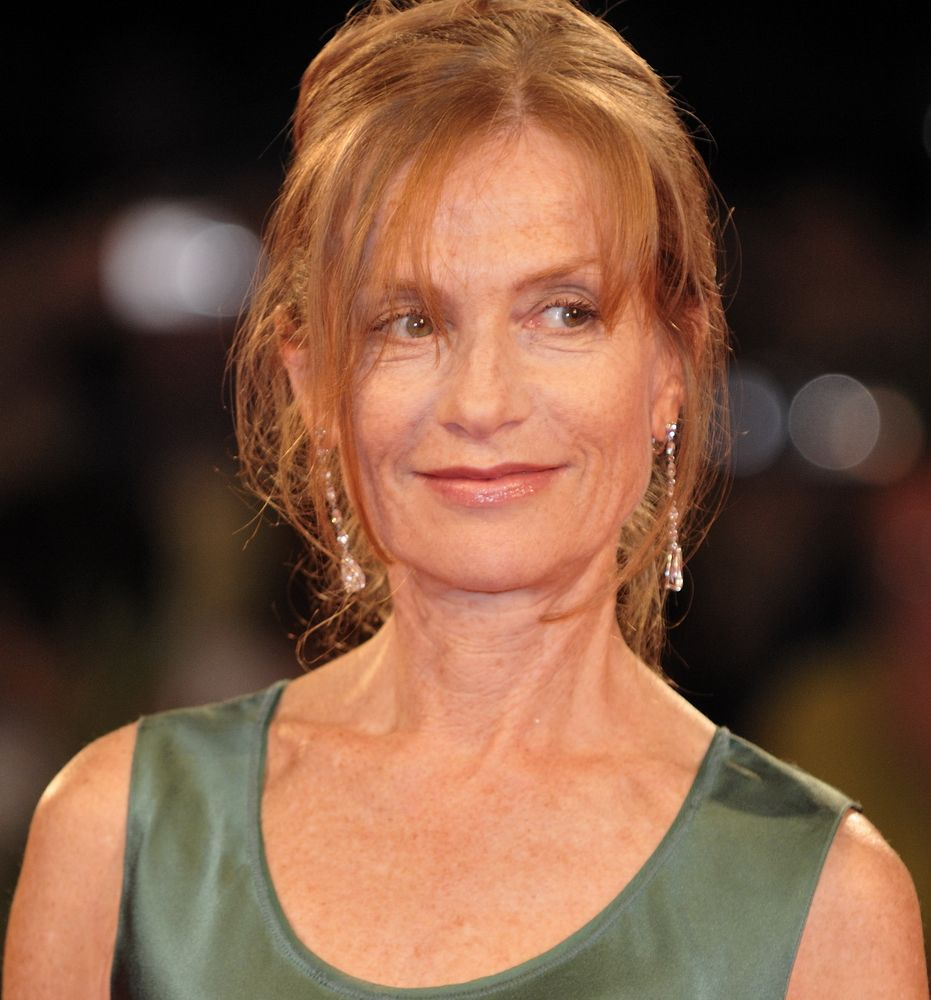
Isabelle Huppert beim 66. Filmfestival in Venedig
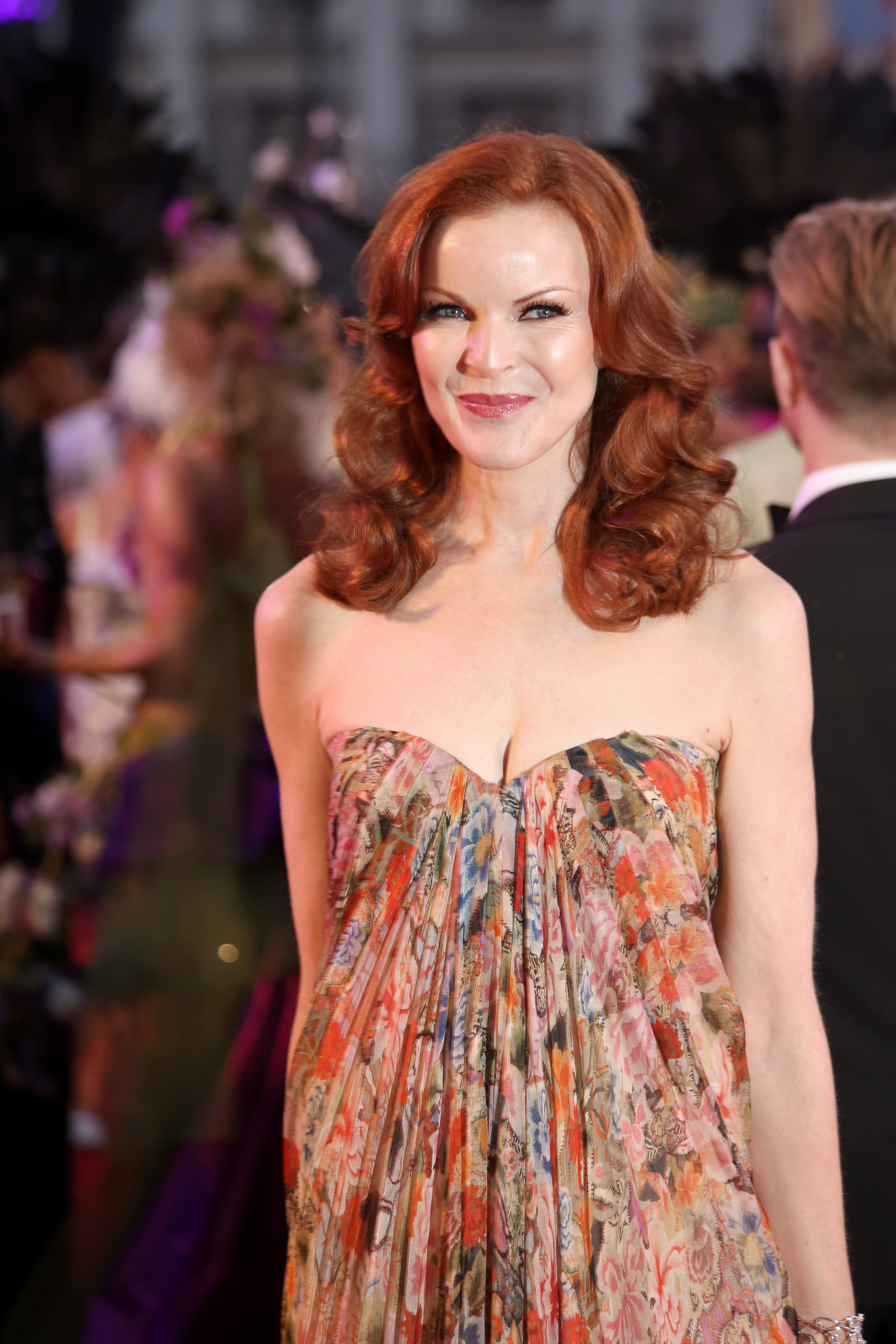
Marcia Cross, 2014

Schauspieler mit naturrotem Haar

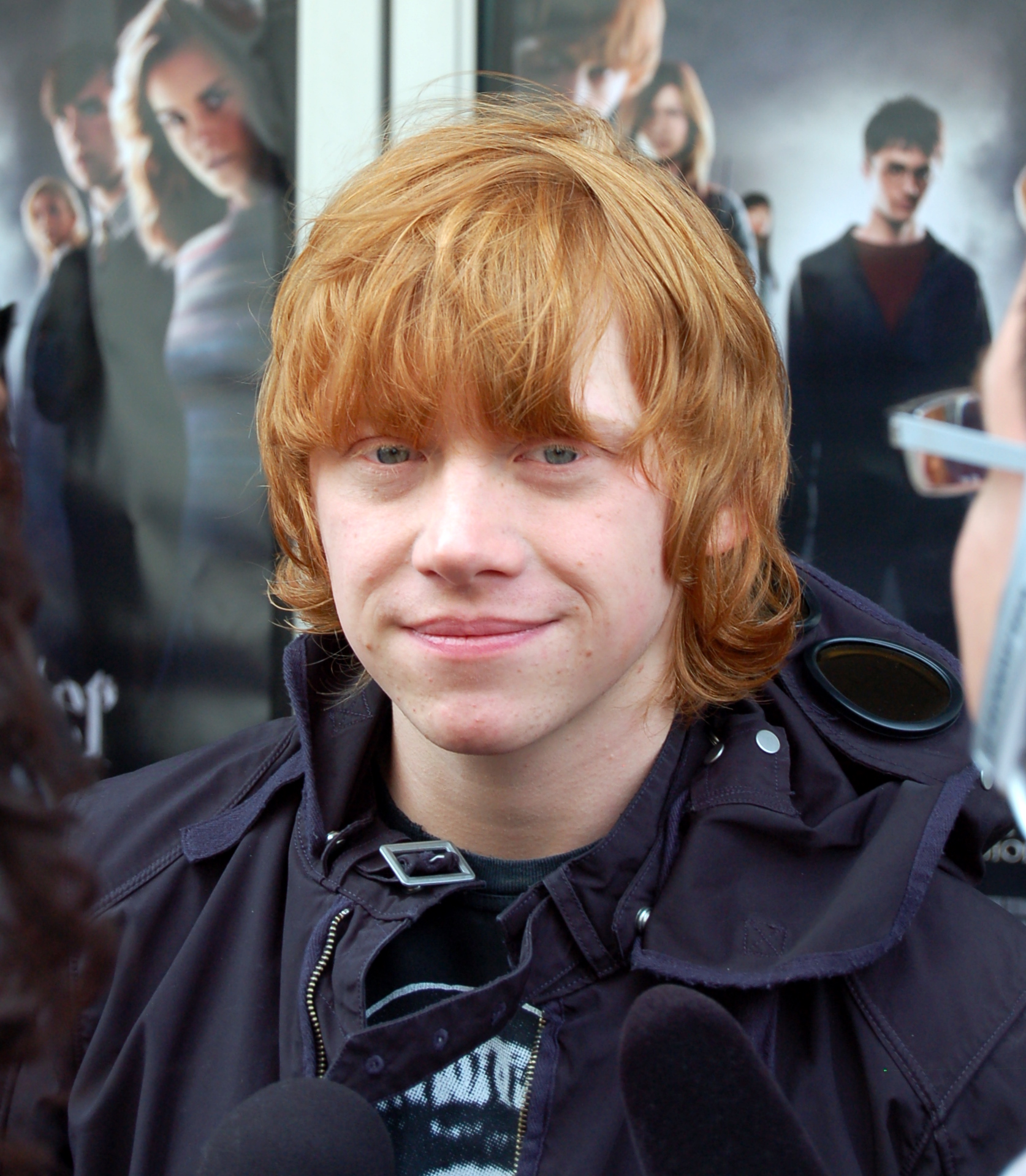
Rupert Grint, 2007
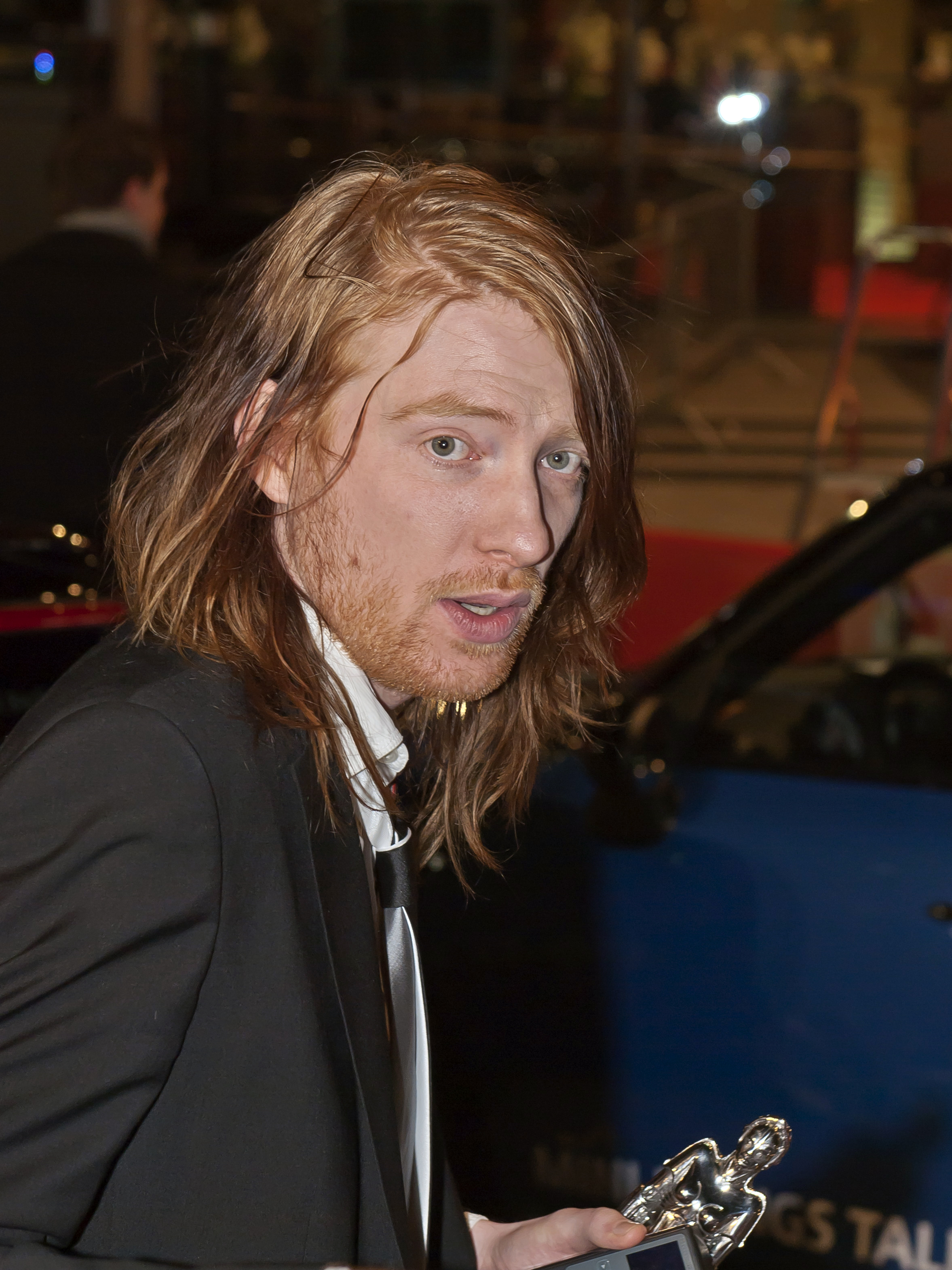
Domhnall Gleeson, 2011
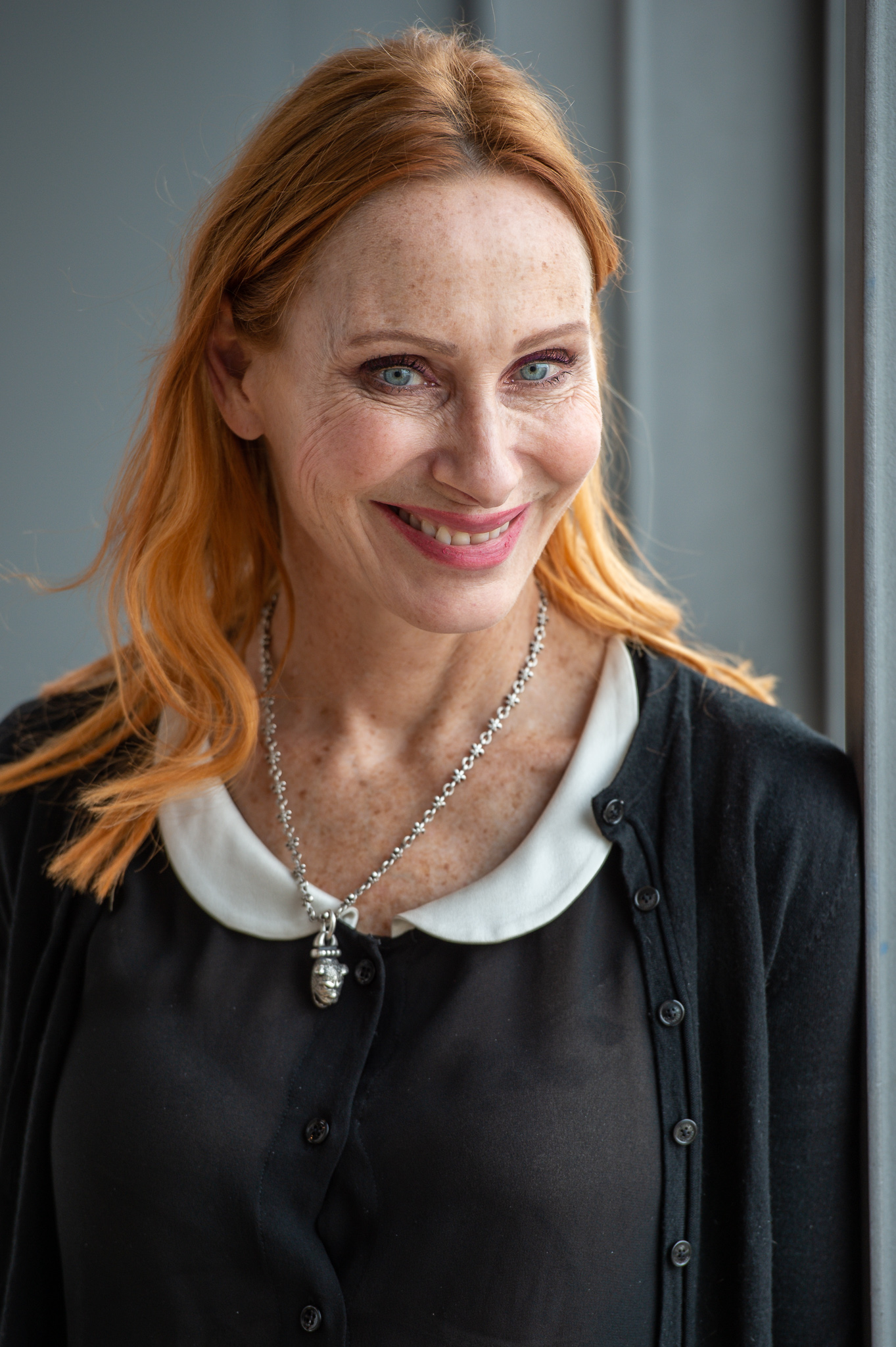
Andrea Sawatzki, 2019
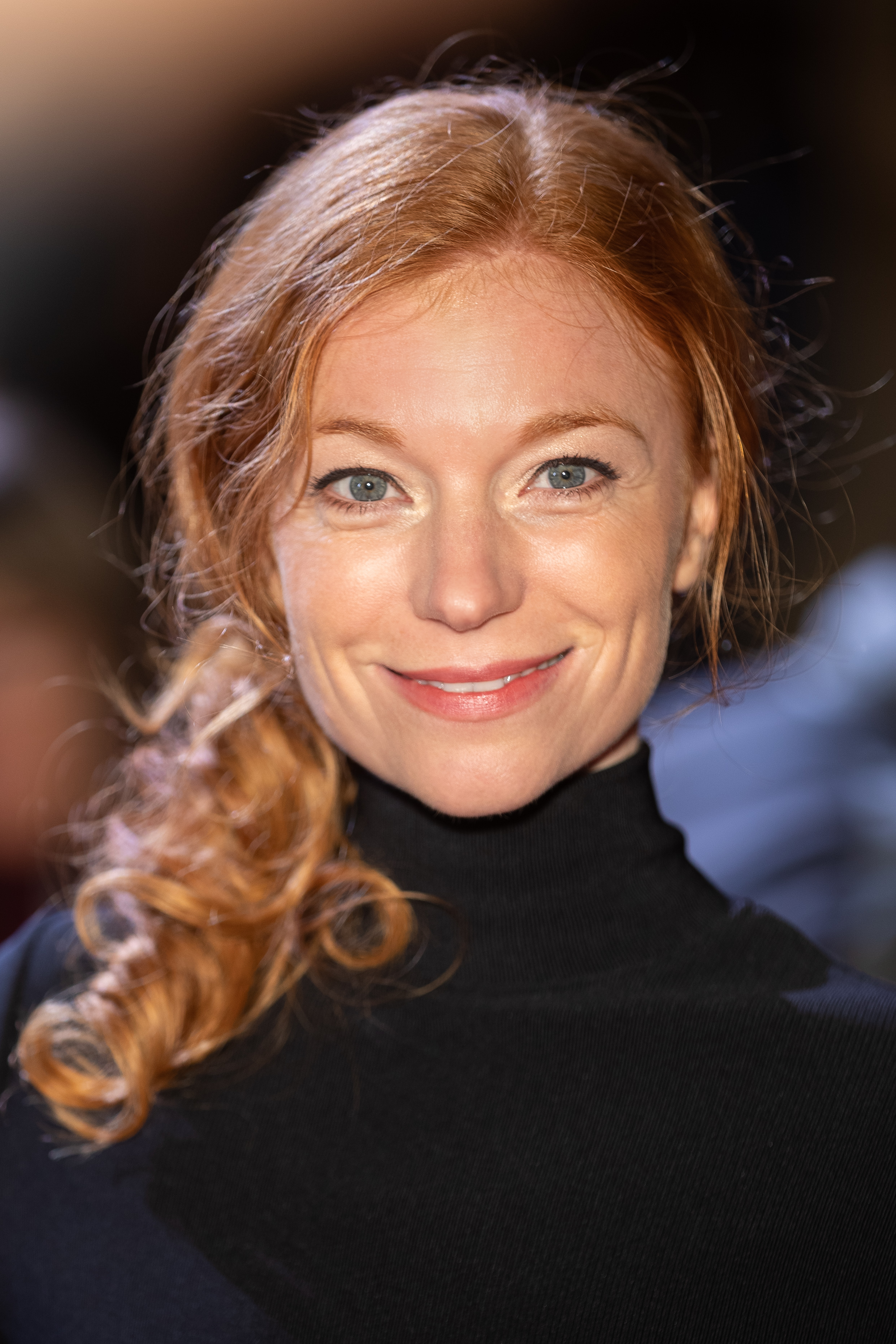
Marleen Lohse, 2019

## Prominente Rothaarige

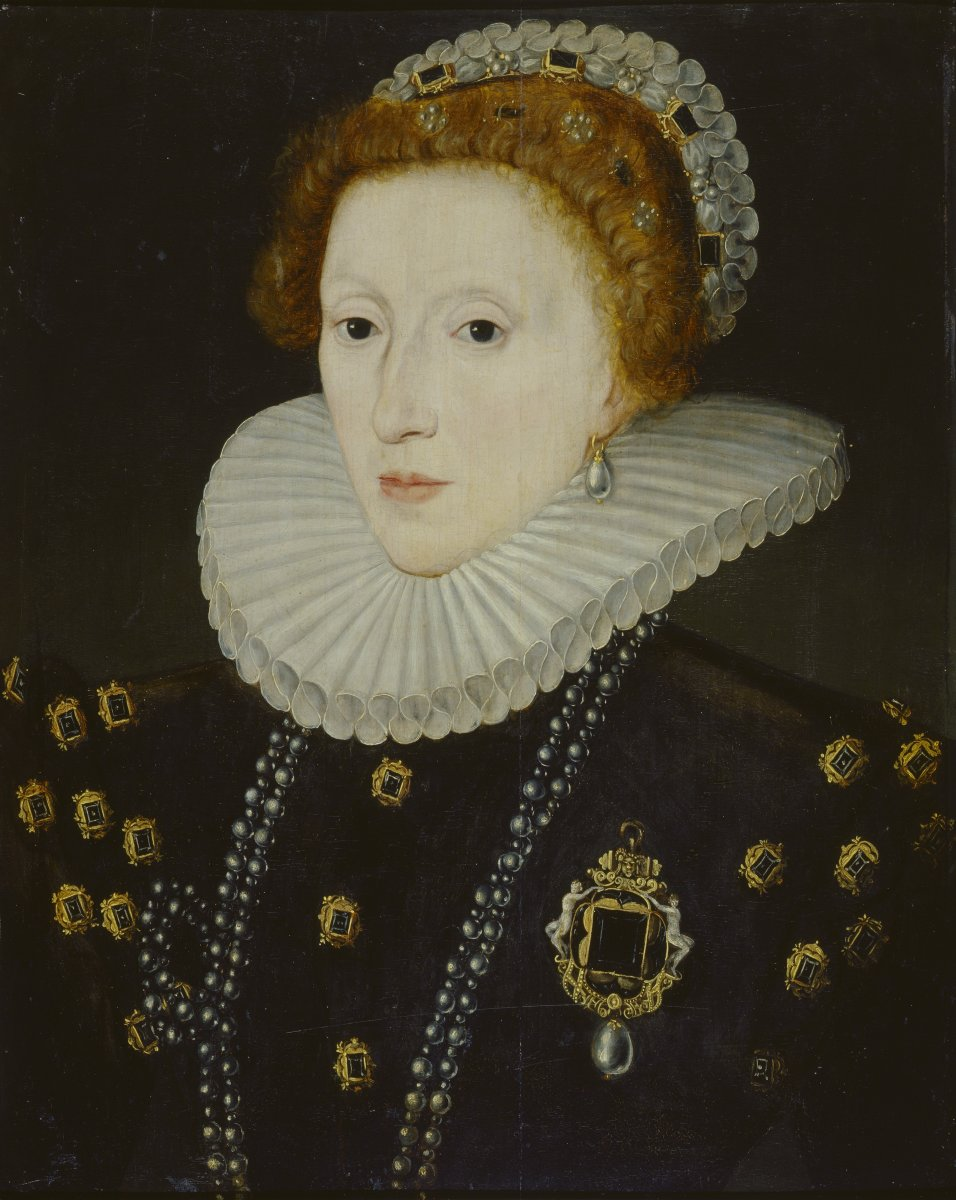
Elizabeth I. von England

Aufgeführt werden nur Menschen mit naturrotem Haar. Maler findet man im obigen Abschnitt Bildende Kunst, Schauspieler und Schauspielerinnen unter Film.
- Erik der Rote (um 950 – um 1003), norwegisch-isländischer Seefahrer und Entdecker
- Friedrich I. „Barbarossa“ (um 1122–1190), römisch-deutscher König und Kaiser (sprichwörtlich roter Bart)
- Inês de Castro (um 1320–1355), galicische Adlige, Geliebte und Ehefrau von Pedro I. von Portugal; Mordopfer (wahrscheinlich rothaarig oder rotblond)[70]
- Maria I. (1516–1558), Königin von England
- Elisabeth I. (1533–1603), Königin von England
- Anne de Rohan-Chabot, Fürstin von Soubise (1648–1709), französische Adlige und Maitresse Ludwigs XIV.[71]
- Henry Purcell (1659–1695), englischer Komponist
- Antonio Vivaldi (1678–1741), genannt „il prete rosso“ („der rote Priester“), italienischer Violinvirtuose und Komponist
- Sarah Ferguson, Duchess of York (* 1959), Exfrau von Prinz Andrew
- Mick Hucknall (* 1960), britischer Musiker und Gründer der Band Simply Red
- Boris Becker (* 1967), deutscher Tennisspieler
- Sheamus, eigtl. Stephen Farrelly (* 1978), irischer Wrestler (und Schauspieler)
- Prinz Harry, Duke of Sussex (* 1984), zweiter Sohn von König Charles und Prinzessin Diana
- Barbara Meier (* 1986), bekanntes deutsches Model (und Schauspielerin)

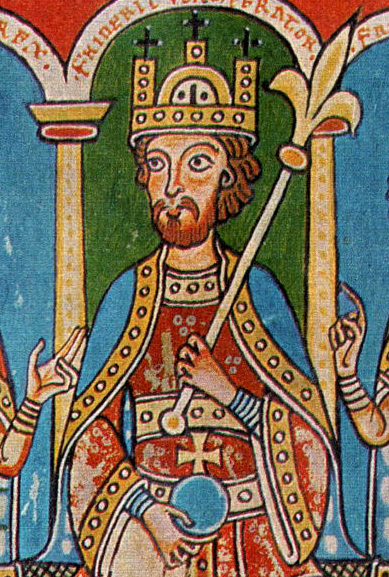
Kaiser Friedrich I. Barbarossa
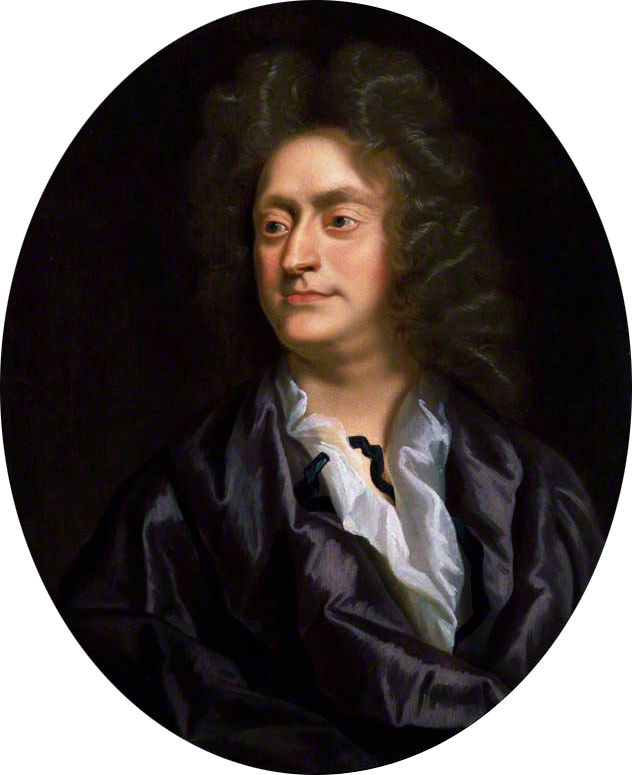
Der Komponist Henry Purcell
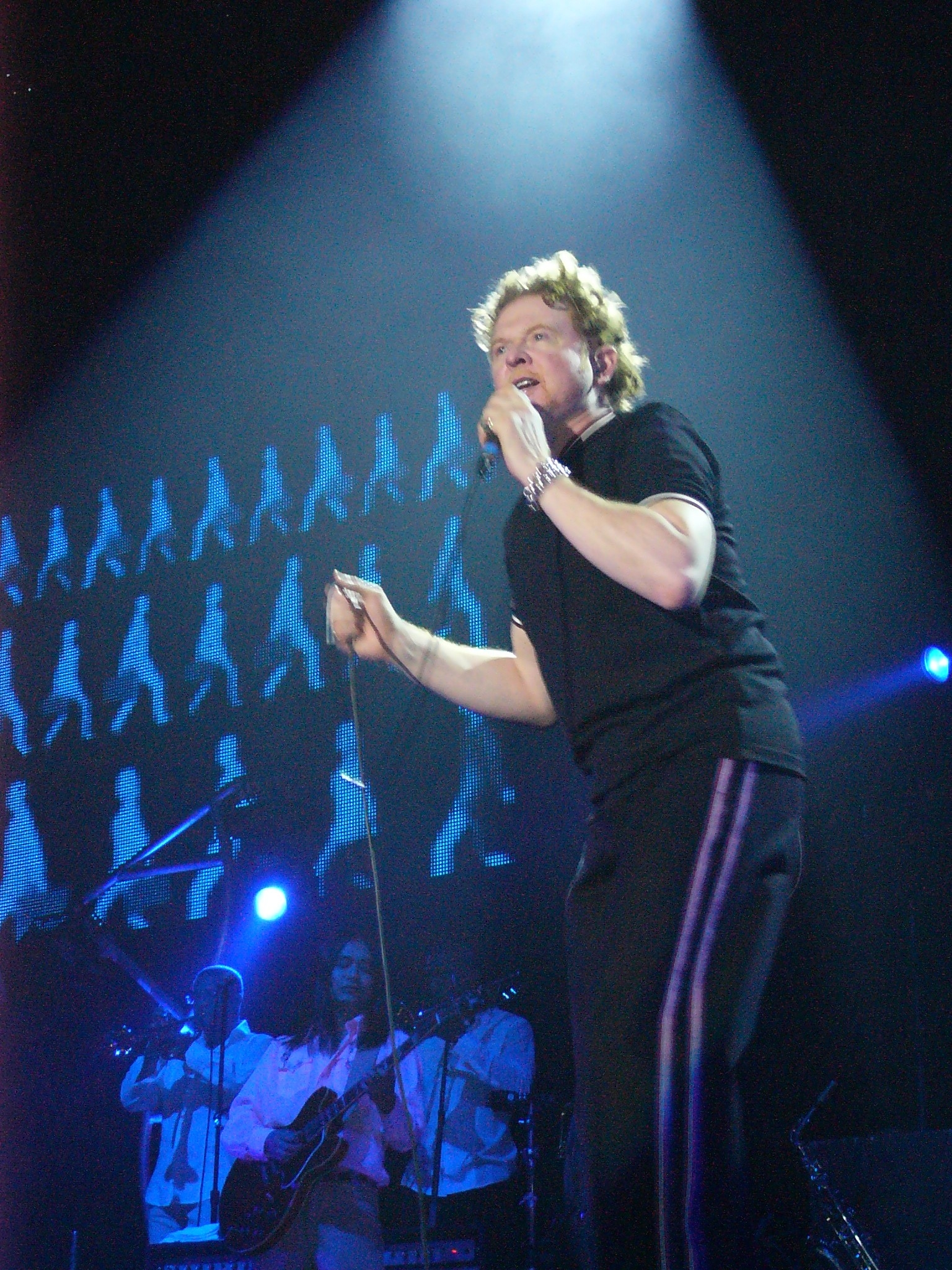
Der Soulsänger Mick Hucknall
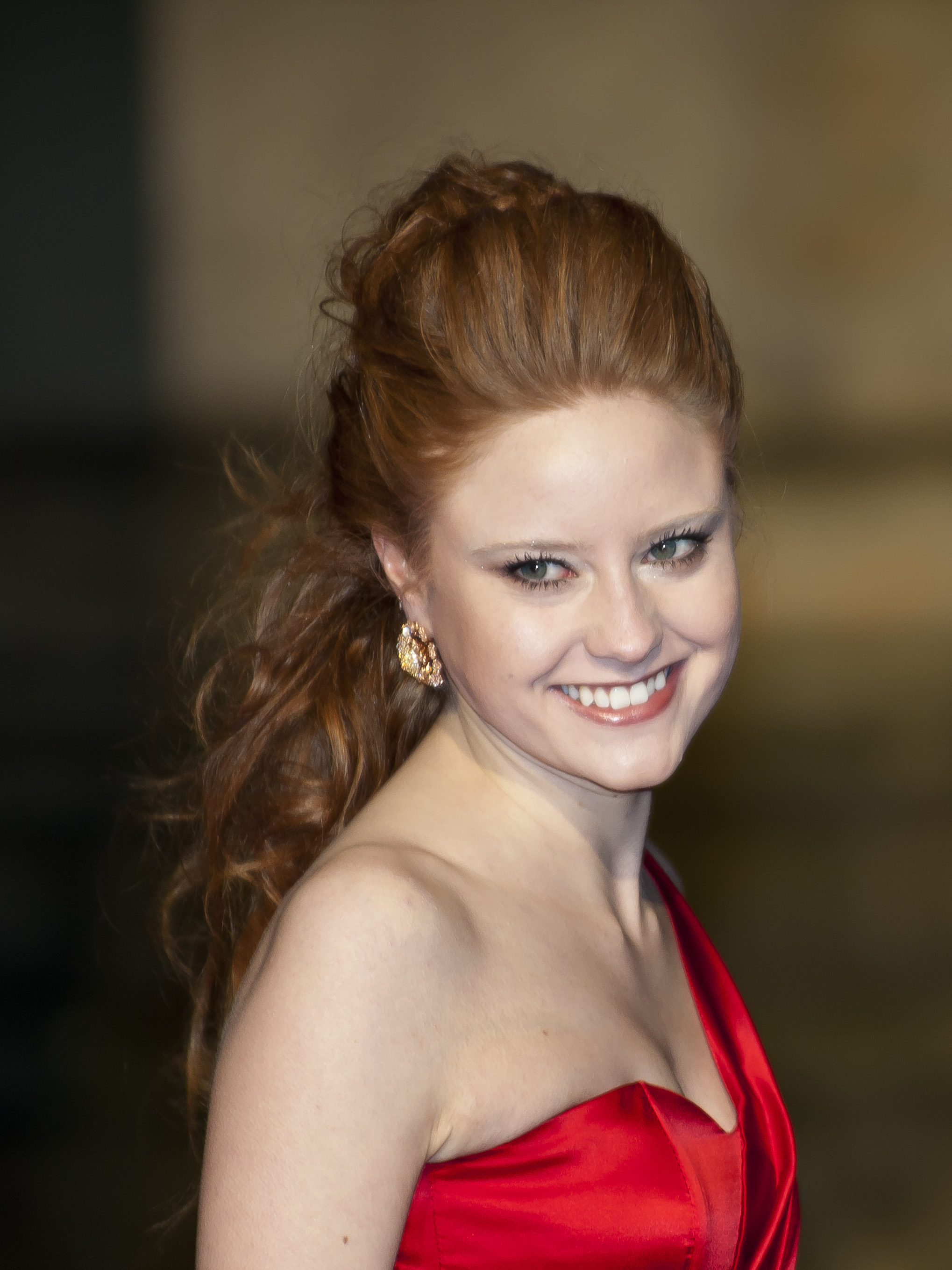
Barbara Meier (2011)
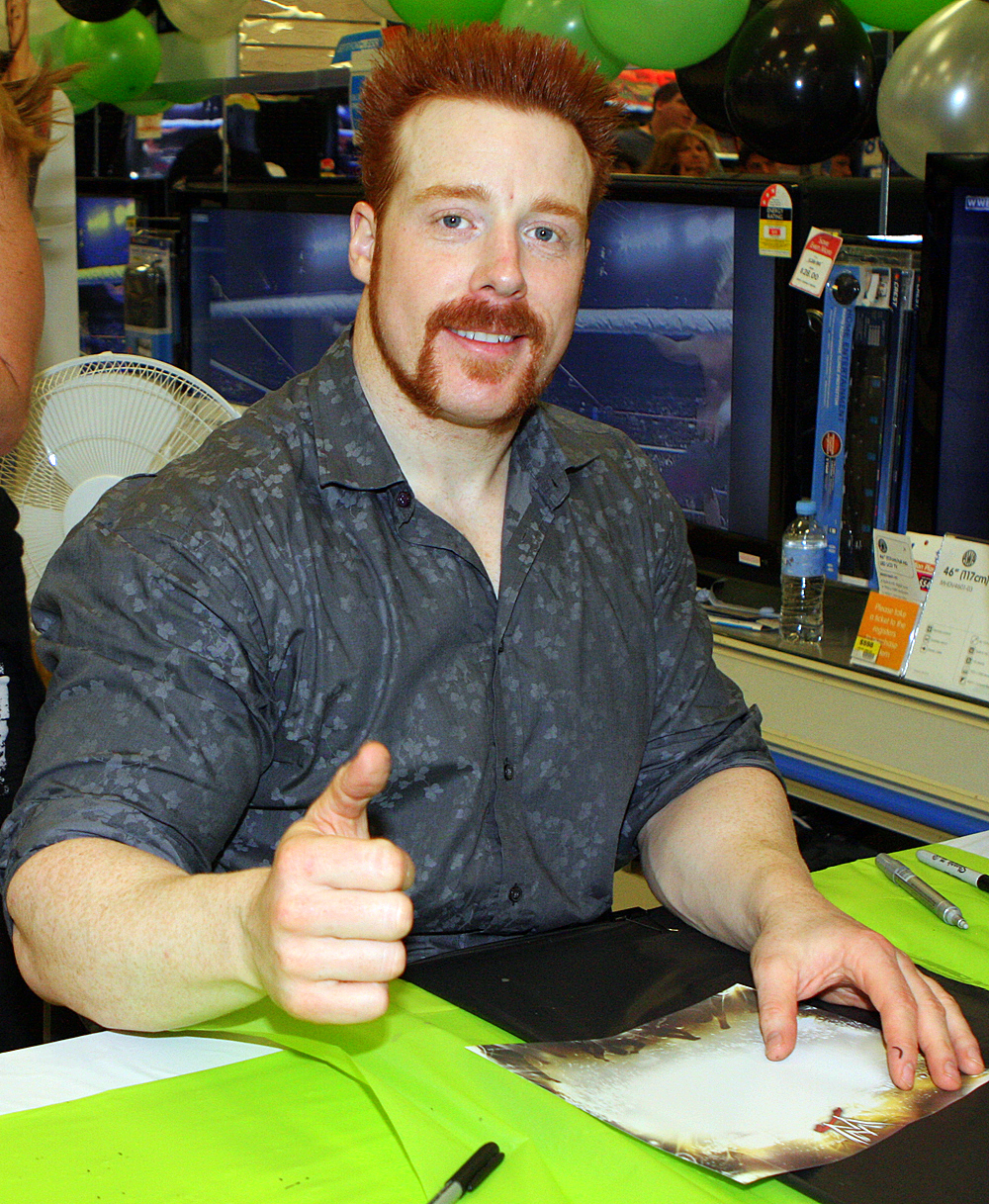
Der Wrestler Sheamus

## Rothaarige in der Literatur

Erasmus Quellinus II.: David spielt Harfe vor König Saul, ca. 1635 (Detail). Dem Maler des 17. Jahrhunderts war bereits bekannt, dass David rothaarig war.

- Esau, alttestamentliche Gestalt (1 Mos 25,25 HFA), der ältere Zwillingsbruder von Jakob, wird als rothaarig beschrieben; er wird von Jakob um das Erstgeborenenrecht betrogen.
- Auch König David (1 Sam 16,12 HFA) wird in der hebräischen Bibel als „adomyi“ = „rot, rothaarig“[72] beschrieben. In verschiedenen Bibelübersetzungen wurde dieses Merkmal jedoch verändert, ganz besonders in der Lutherbibel, wo er als „bräunlich“ bezeichnet wurde und auch in der Version von 2017 immer noch wird.[73][74] Auch in der Einheitsübersetzung wurde die Haarfarbe früher nicht als rot angegeben, sondern als „blond“. Dies wurde jedoch mittlerweile in der Revision von 2016 korrigiert und in einem Interview mit dem Erfurter Bischof Joachim Wanke ausdrücklich schon im Titel herausgestellt: „David hat jetzt rote Haare“.[75]
- Titus Feuerfuchs und Salome Pockerl sind rothaarige Hauptfiguren in der 1840 uraufgeführten Posse Der Talisman von Johann Nestroy.
- In „Max und Moritz“(1865) von Wilhelm Busch hat Moritz rote Haare.
- Der Rotfuchs (ital. Rosso Malpelo) (1878), Erzählung des italienischen Autors Giovanni Verga in der Sammlung Sizilianische Novellen (ital. Vita dei campi).
- Der Bund der Rothaarigen (auch Der Bund der Rotschöpfe) (1890), Kurzgeschichte von Arthur Conan Doyle aus dem Buch Die Abenteuer des Sherlock Holmes.
- Muttersohn (franz. Poil de carotte, wörtlich: „Karottenhaar“) (1894) ist ein autobiographischer Roman des französischen Autors Jules Renard, in welchem die Kindheit eines Jungen erzählt wird, der wegen seiner roten Haare und Sommersprossen von seiner Mutter seelisch und körperlich misshandelt wird.
- Anne auf Green Gables (1908) ist ein Kinderbuch der kanadischen Autorin Lucy Maud Montgomery.
- Tim ist die Hauptfigur der belgischen Comic-Serie Tim und Struppi (ab 1929).
- Die rote Zora und ihre Bande (1941) ist ein Klassiker der Kinderliteratur vom deutschen Autor Kurt Held.
- Franz von Moor aus Schillers Drama Die Räuber, Karls böser Bruder, leidet unter seinem grauenvollen, rothaarigen Äußeren.
- Pippi Langstrumpf (1941) ist eine Kinderbuch-Romanfigur der schwedischen Schriftstellerin Astrid Lindgren.
- Moira (1950) ist ein Roman des französischen Autors Julien Green, in welchem die Hauptfigur, Joseph Day, rote Haare hat.
- In der tragischen Komödie Der Besuch der alten Dame (1956) von Friedrich Dürrenmatt hat die junge Claire Zachanassian rote Haare.
- Die Rote (1960) ist die Hauptfigur des gleichnamigen Romans von Alfred Andersch.
- Meister Eder und sein Pumuckl (1961) ist eine Hörspiel-, Bücher- und Fernsehserie der deutschen Autorin Ellis Kaut. Der Kobold Pumuckl hat grell-rotes Haar.
- Die feuerrote Friederike (1970) ist ein Kinderbuch der österreichischen Autorin Christine Nöstlinger.
- Das Sams (1973) ist die Hauptfigur einer deutschen Kinderbuch-Serie von Paul Maar.
- In Colleen McCullough's Die Dornenvögel (1977) hat die schöne Heldin Meggie Cleary und fast ihre gesamte Familie rötliches Haar. In der bekannten Verfilmung von 1983 spielte Rachel Ward jedoch eine dunkelhaarige Meggie.
- Ronja Räubertochter (1981) ist ein Kinderbuch der schwedischen Autorin Astrid Lindgren. Ronjas bester Freund ist der rothaarige Birk Borkassohn.
- Esau Matt ist die Hauptfigur und Erzähler in Erwin Strittmatters Romantrilogie Der Laden (1983–1992).
- In Das Parfum (1985) von Patrick Süskind sind das erste und letzte Mädchen, die der Protagonist Grenouille ermordet, rothaarig. Er empfindet den Duft dieser beiden Mädchen als derart berauschend und betörend, dass er mit Hilfe des Duftes einer Rothaarigen ein überwältigendes Parfum kreiert, das auch in anderen Menschen unbändiges Verlangen erweckt.
- Harry Potter (1997) Kinder- und Jugendliteratur der britischen Autorin Joanne K. Rowling. Harrys bester Freund ist Ronald Bilius Weasley, genannt Ron. Wie alle Weasleys hat auch Ron rotes Haar und Sommersprossen.
- Penelop und der funkenrote Zauber (2017) ist ein Kinderbuch der deutschen Autorin Valija Zinck, das sich an Die feuerrote Friederike (1970) von Christine Nöstlinger anlehnt. Penelop hat tiefrote Hexenhaare.

## Rothaarige Clowns und Comedy-Figuren

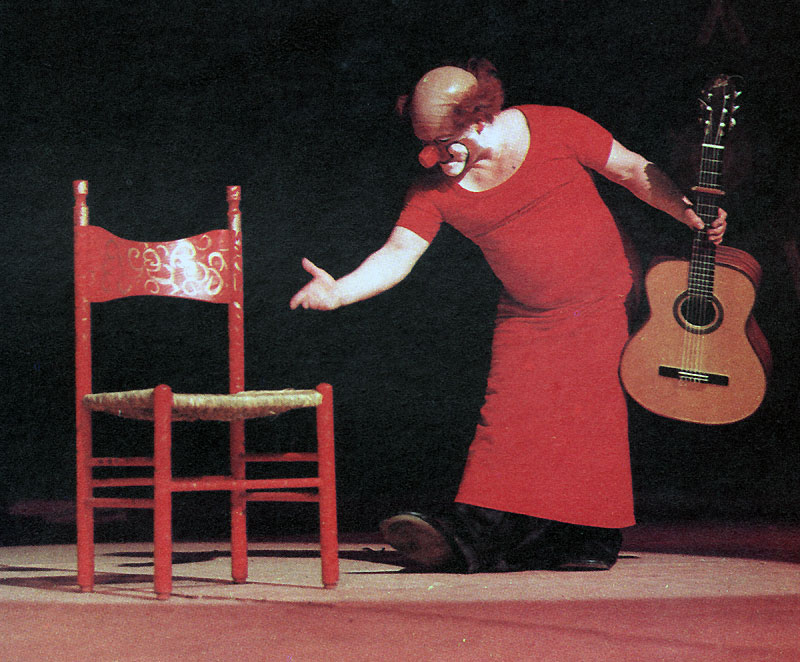
Charlie Rivel 1967

- Zum Kostüm des berühmten spanischen Clowns Charlie Rivel gehörte eine Perücke mit rotem Haarkranz.
- Hape Kerkeling startete 1985 mit seiner rothaarigen, frechen und sadistischen Kinderfigur Hannilein seine TV-Karriere.
- Der Clown Pennywise aus Stephen Kings Horror-Roman Es ist in dem Werk die häufigste Verkörperung des namenlosen Monsters.
- Als rothaariger, hagerer und zerstreuter Professor Schmitt-Hindemith wurde der Kabarettist Piet Klocke einem breiten Publikum bekannt.
- In den Vereinigten Staaten ist die Bühnenfigur Carrot Top des rothaarigen Komikers und American-Comedy-Award-Gewinners Scott Thompson seit den frühen 1990er Jahren eine populäre Erscheinung in zahlreichen Fernseh- und Bühnenshows.
- Kyle Broflovski, Zeichentrickfigur aus South Park. Die Serie beschäftigt sich zudem in der Folge Im Körper des Feindes mit dem Thema rothaarige Menschen.
- Oliver Pochers Rolle als rothaarige Society-Expertin Sylvia Constanze von Weischenhirn aus der Oliver Pocher Show.
- Laura Prepons Rolle als Donna Pinciotti in der US-amerikanischen Serie Die wilden Siebziger.

## Haarefärben

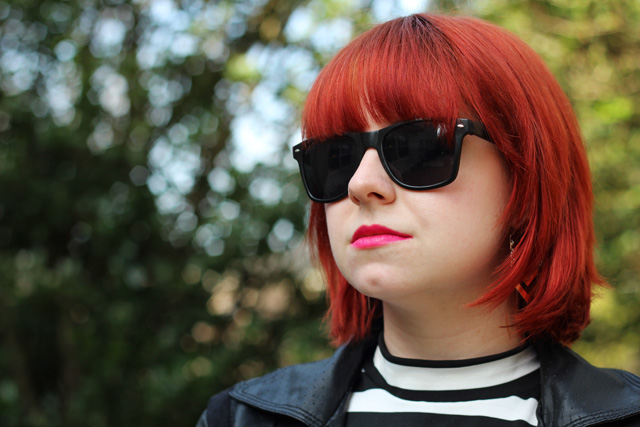
Betont künstlicher Rotton

Pflanzliche Farbstoffe werden seit Tausenden von Jahren zum Färben von Textilien verwendet, aber auch die Haare wurden gefärbt. So konnten bei einer ägyptischen Mumie aus dem 14. Jahrhundert v. Chr. mit Henna gefärbte Haare nachgewiesen werden. Je nach gewünschtem Ton kommen Pflanzenteile wie Walnussschale, Indigo, Rhabarberwurzel, Heidelbeere, Kaffee oder Tee hinzu. In vielen Fällen können mit Henna jedoch keine ganz natürlichen Effekte erzielt werden.
Mit chemischen Kolorierungsmitteln können je nach Färbetechnik einigermaßen natürlich wirkende Effekte erzielt werden, doch kamen gegen Ende des 20. Jahrhunderts auch bewusst unnatürliche und grelle Haarfarben auf den Markt, die sich an Tönen wie Knallrot oder Orange orientieren (so wie es auch Blau, Grün u. a. gibt); ein Auslöser dafür war der obengenannte Film Lola rennt mit Franka Potente.
Natürliche rote Haare selber lassen sich relativ schlecht umfärben, und die Ergebnisse sind im Vorhinein nicht immer genau abzuschätzen.